# Schwangerschaftsabbruch
Ein Schwangerschaftsabbruch (auch Abtreibung; lateinisch Interruptio, auch Abruptio graviditatis) ist die vorzeitige Beendigung einer Schwangerschaft, die das Ungeborene gewolltermaßen nicht überlebt. Davon zu unterscheiden ist der übergeordnete medizinische Begriff Abort; dieser umfasst auch einen natürlichen Spontanabort (Fehlgeburt). Ein Kaiserschnitt fällt ebenso wenig unter die vorgenannten Begriffe wie die Einleitung der Geburt eines lebensfähigen Kindes.
Schwangerschaftsabbrüche können operativ oder medikamentös durchgeführt werden. Ein medikamentöser Abbruch der Schwangerschaft erfolgt üblicherweise durch die Einnahme einer Kombination aus Mifepriston und Prostaglandinen (Abortinduktion). Die heutzutage gebräuchlichste operative Methode ist die Vakuumaspiration, bei der das Gewebe und der Embryo abgesaugt werden. Diese schonendere Methode hat die früher gebräuchliche Kürettage (auch Ausschabung) weitgehend abgelöst, die heutzutage als alleinige Methode zum Schwangerschaftsabbruch kaum noch praktiziert wird. In Deutschland gelten aus medizinischer Sicht sowohl das medikamentöse als auch das operative Verfahren als sehr sichere Standardprozeduren.
Die Zulässigkeit von Schwangerschaftsabbrüchen ist seit der Antike heftig umstritten. Im Widerstreit stehen dabei religiöse und ethische Vorstellungen, gesellschaftliche Ansprüche sowie die widerstreitenden Postulate des Selbstbestimmungsrechts der Schwangeren und des Lebensrechts des menschlichen Embryos bzw. Fötus. Daraus folgen sehr unterschiedliche ethische Beurteilungen und juristische Regelungen; sie reichen von weitgehender Entscheidungsfreiheit der Schwangeren bis zu völligen Verboten mit harten Strafen. Schwangerschaftsabbrüche wurden Mitte der 1950er-Jahre in fast allen Ostblock-Ländern (beachte unten aber DDR und Rumänien), ab den 1970er-Jahren auch in vielen westlichen Ländern erlaubt. Bis auf wenige Ausnahmen wieder strafbar sind sie seit 1993 in Polen und seit 2022 in einigen Bundesstaaten der Vereinigten Staaten (siehe unten). Als Alternative zum Schwangerschaftsabbruch kommt insbesondere die Freigabe des ungewollten Kindes zur Adoption in Betracht.

Aktuelle Gesetzeslage zum Schwangerschaftsabbruch weltweit
Legal oder straffrei auf Verlangen der Schwangeren bis zur Geburt
Legal oder straffrei auf Verlangen der Schwangeren innerhalb einer Frist >
17 SSW
Legal oder straffrei auf Verlangen der Schwangeren innerhalb Frist von 7-17 SSW
Legal oder straffrei auf Verlangen der Schwangeren innerhalb einer Frist < 7 SSW (siehe auch genauere Unterscheidung der Fristen in den USA)
Legal oder straffrei auf Verlangen innerhalb Frist von unklarer Dauer
Strafbar mit Ausnahmen bei Gefahr für Leben oder Gesundheit* (körperlich oder psychisch) der Mutter, Vergewaltigung*, Behinderung des Ungeborenen*, Versagen der Verhütung* und sozialer Notlage
Strafbar mit Ausnahmen bei Gefahr für Leben oder Gesundheit* (körperlich oder psychisch) der Mutter, Vergewaltigung und Behinderung des Ungeborenen
Strafbar mit Ausnahmen bei Gefahr für Leben* oder Gesundheit* (körperlich oder psychisch) der Mutter und Vergewaltigung
Strafbar mit Ausnahmen bei Gefahr für Leben oder Gesundheit* (körperlich oder psychisch) der Mutter und Behinderung des Ungeborenen
Strafbar mit Ausnahmen bei Gefahr für Leben oder Gesundheit der Mutter
Strafbar mit Ausnahme bei Gefahr für das Leben der Mutter
Strafbar ohne gesetzlich geregelte Ausnahmen
Keine Informationen vorhanden
- Sternchen: Diese Indikation wird nicht in allen so gefärbten Staaten anerkannt.
Hinweis zu Mexiko: Straffrei auf Verlangen in allen Bundeskrankenhäusern, außerhalb von diesen gelten die in der Karte dargestellten Gesetze der Bundesstaaten

## Begriffliche Aspekte

### Schwangerschaft
Biologisch beginnt eine Schwangerschaft mit der Befruchtung einer Eizelle und endet mit dem Einsetzen der Eröffnungswehen. Strafrechtlich ist die Schwangerschaft in Deutschland mit dem Abschluss der Einnistung der befruchteten menschlichen Eizelle in der Gebärmutter geschützt (§ 218 Abs. 1 Satz 2 Strafgesetzbuch (StGB)). Die Einnistung beginnt etwa am sechsten Tag nach der Befruchtung und ist am 10. bis 14. Tag abgeschlossen, also ungefähr vier Wochen nach dem ersten Tag der letzten Regelblutung.
Die Zeitangaben für Schwangerschaften und die Regelung gesetzlicher Fristen haben unterschiedliche Bezugspunkte:
- In der Medizin wird die Schwangerschaftsdauer vom ersten Tag der letzten Regelblutung an berechnet (p. m., post menstruationem).
- In manchen Rechtsordnungen, wie zum Beispiel in Deutschland, beziehen sich Fristen für einen Schwangerschaftsabbruch dagegen auf den Zeitpunkt der Befruchtung (p. c., post conceptionem). Da die Empfängnis nur unmittelbar nach dem Follikelsprung (Ovulation) etwa 14 Tage nach der letzten Regelblutung möglich ist, sind hier zum angenommenen Datum der Befruchtung (p. c.) zwei Wochen dazuzurechnen, um zu der in der Medizin üblichen (p. m.) Berechnung der Schwangerschaftswochen (SSW) zu kommen.

Die Angaben in diesem Artikel beziehen sich, wenn nicht anders ausgesagt, auf die medizinische Zählung (p. m.). Sofern Mediziner von Schwangerschaftsmonaten sprechen, sind damit nicht kalendarische Monate gemeint, sondern jeweils vier Wochen der Schwangerschaft. Deshalb gibt es unterschiedliche Zeitangaben mit scheinbaren Abweichungen.

### Schwangerschaftsabbruch

Eine Vakuumaspiration (Absaugmethode) in der 8. Schwangerschaftswoche (sechs Wochen nach der Befruchtung).
1 Fruchtblase, 2 Embryo, 3 Gebärmutterschleimhaut, 4 Spekulum, 5 Vacurette, 6 An eine Saugpumpe angeschlossen

Die Kommentatoren Tröndle/Fischer des Strafgesetzbuches kritisierten die Verwendung des Begriffes im StGB. Sie definierten für § 218 StGB den Schwangerschaftsabbruch als „jede Handlung, die zum Tod eines zum Handlungszeitpunkt im Mutterleib befindlichen, (nicht notwendig: überlebensfähigen) lebenden menschlichen Embryos führt; der Begriff Schwangerschaftsabbruch ist eher irreführend, denn nicht die Schwangerschaft, sondern der Embryo ist das Tatobjekt (gemeint sind freilich auch hier nur vorsätzliche Handlungen, da nach § 15 StGB grundsätzlich nur vorsätzliches Handeln strafbar ist, wenn das Gesetz nicht ausdrücklich auch fahrlässiges Handeln mit Strafe bedroht).“

### Spätabbruch
Zum Begriff Spätabbruch gibt es keine einheitliche medizinische oder juristische Definition.
Einerseits wird bei einem Abbruch nach der 12. oder 14. SSW p. m. (beziehungsweise nach Ablauf der gesetzlichen Frist gemäß Fristenregelung) von einem Spätabbruch gesprochen. Andererseits wird in der öffentlichen Diskussion ein Schwangerschaftsabbruch oft erst nach der 24. SSW (22. Woche ab Befruchtung) als Spätabbruch bezeichnet, da etwa ab dieser Zeit das Kind außerhalb des Mutterleibes potenziell überlebensfähig wäre.

## Methoden des Schwangerschaftsabbruches

### Absaugmethode/Aspiration
Die Absaugmethode ist mit 52,1 Prozent (Stand 2021) die in Deutschland am häufigsten angewandte Methode des Schwangerschaftsabbruchs. Sie kann von der 6. bis circa zur 14. Schwangerschaftswoche p. m. angewendet werden. Der Eingriff wird fast immer ambulant durchgeführt, er ist für erfahrene Ärzte einfach und in wenigen Minuten durchführbar.
Die Schmerzen werden entweder örtlich durch Lokalanästhesie oder durch eine kurze Vollnarkose ausgeschaltet. Manchmal wird (in der Schweiz) auch eine regionale Betäubung angewendet. In vielen Ländern ist der Eingriff unter lokaler Betäubung Standard (Niederlande, USA, Vereinigtes Königreich); in anderen wird er meist unter Vollnarkose durchgeführt (z. B. Deutschland, Schweiz). Lokalanästhesie ist die sicherste Methode der Schmerzausschaltung beim Schwangerschaftsabbruch im ersten Drittel der Schwangerschaft und wird deswegen von der WHO, den britischen und französischen Richtlinien empfohlen.
Oft wird der Muttermund vor dem Eingriff durch die Gabe einer geringen Dosis eines Prostaglandins wie z. B. Misoprostol (Cytotec) oder Gemeprost (Cergem) aufgeweicht, was die Aufdehnung erleichtert. Der Muttermund wird mit einer gynäkologischen Kugelzange festgehalten und die Öffnung des Muttermundes mit feinen Metallstiften (Dilatatoren, z. B. Hegarstiften) gedehnt. Dann werden mit einem stumpfen Röhrchen (Saugcurette; 6 bis 12 mm Durchmesser, je nach Dauer der Schwangerschaft) der Fruchtsack mit dem Embryo sowie die Schleimhaut der Gebärmutter abgesaugt (Menstruationsextraktion). In der 10. SSW ist der menschliche Embryo höchstens 25 mm lang.
Mittels Ultraschall wird kontrolliert, ob Gewebereste zurückgeblieben sind, die gegebenenfalls mit einer zweiten Absaugung oder einer stumpfen Curette entfernt werden. Eine darüber hinausgehende Nachuntersuchung ist in den meisten Fällen nicht notwendig.
Der Abbruch mit der Absaugmethode ist unter guten medizinischen Bedingungen mit einer sehr geringen Komplikationsrate verbunden. Vereinzelt treten danach Krämpfe der Gebärmutter auf, die meistens mit Menstruationsbeschwerden vergleichbar und entsprechend mit krampflösenden Medikamenten zu therapieren sind.

### Medikamentöser Abbruch
Das Standardverfahren besteht in einer Kombination von Mifepriston und dem Prostaglandin Misoprostol. Die so genannte „Abtreibungspille“ blockiert die Wirkung des Gelbkörperhormons (Progesteron) und führt zur Öffnung des Muttermunds. Etwa zwei Tage später wird das Prostaglandin eingenommen, das dazu führt, dass sich die Gebärmutter zusammenzieht und die Gebärmutterschleimhaut mitsamt dem Fruchtsack und dem Embryo ausstößt. Der Vorgang ist vergleichbar mit einem Spontanabort oder einer stärkeren Regelblutung. Die Medikamente werden meistens ambulant, aber unter ärztlicher Aufsicht eingenommen. Immer öfter wird den Frauen auch die Einnahme des Prostaglandins zu Hause angeboten. Nach ein bis zwei Wochen ist eine Nachuntersuchung erforderlich.
Mifepriston ist in der Europäischen Union für den frühzeitigen medikamentösen Abbruch bis zur 9. Woche (63. Tag nach Beginn der letzten Regelblutung) sowie für Spätabbrüche im zweiten Trimester zugelassen. In den skandinavischen Ländern wird die Methode immer häufiger auch zwischen der 9. und der 14. SSW angewendet.
In Deutschland wurden 2021 32,3 Prozent, in der Schweiz 70 Prozent und in Schweden 80 Prozent der Abbrüche medikamentös durchgeführt. Der geringere Anteil in Deutschland ist unter anderem auf die zeitliche Verzögerung durch Beratungspflicht und Bedenkzeit sowie auf Widerstände der Ärzteschaft (räumliche Anforderungen, unzureichende Kostenerstattung) zurückzuführen. Spätabbrüche werden in Deutschland und der Schweiz – im Gegensatz zu anderen Ländern – fast immer mit Medikamenten durchgeführt.
Ein Abbruch nach der 14. SSW wird wegen möglicher Komplikationen meistens in Krankenhäusern durchgeführt. Bei fortgeschrittenen Schwangerschaften wird standardmäßig dieselbe Medikamentenkombination verabreicht, aber in höherer Dosierung. Ab etwa der 22. SSW ist es möglich, dass Föten einen Schwangerschaftsabbruch überleben. Um eine Lebendgeburt zu verhindern, wird deshalb bei möglicher Lebensfähigkeit des Fötus diesem die Blutzufuhr der Nabelschnur unterbunden oder Kaliumchlorid injiziert, welches einen Herzstillstand auslöst („Fetozid“).
Die medikamentöse Abtreibung führt zu vorübergehenden vaginalen Blutungen, Krämpfen und dem Abstoßen des Embryos und des Mutterkuchens (Plazenta). Komplikationen sind bei alleiniger Gabe von Misoprostol häufiger, vor allem ein unvollständiger Abbruch, weshalb die WHO die Anwendung beider Medikamente gemeinsam empfiehlt. Unter medizinischer Aufsicht sind schwere Komplikationen bei der Kombinationstherapie, die eine Krankenhausaufnahme, eine Bluttransfusion oder einen chirurgischen Eingriff erforderlich machen, mit 0,3 % selten. Die Mortalität beträgt (in den USA) etwa 0,65 Tote bei 100.000 medikamentösen Abtreibungsversuchen, was 13-mal geringer ist als die Geburts-assoziierte Mortalität.
In Ländern, in denen Abtreibungen verboten sind und medikamentöse Abtreibungen ohne ärztliche Kontrolle stattfinden, zeigen Studien ebenfalls eine hohe Erfolgsrate und eine geringe Komplikationsrate.

### Kürettage
Bei der Kürettage (auch Ausschabung) wird nach der Aufdehnung des Muttermundes der Fruchtsack mit dem Embryo und die Gebärmutterschleimhaut mit einer Kürette (einem löffelartigen Instrument) sorgfältig abgeschabt. Diese früher gebräuchliche Methode des Schwangerschaftsabbruches ist vor allem durch die Absaugung abgelöst worden und wird als alleinige Methode zum Schwangerschaftsabbruch kaum noch angewendet. Heute werden solche Kürettagen durchgeführt, wenn nach einem Schwangerschaftsabbruch mit anderen Methoden noch Reste des Embryos oder sonstige Gewebereste aus der Gebärmutter zu entfernen sind.

### Gebärmutterentfernung
In seltenen Fällen – in Deutschland waren es 2016 lediglich 5 Fälle – wird eine Schwangerschaft auch durch die operative Entfernung der Gebärmutter (Hysterektomie) beendet. Hierbei ist in der Regel nicht der Schwangerschaftsabbruch der Anlass für den Eingriff, sondern eine bedrohliche Erkrankung der Gebärmutter, z. B. ein Krebsleiden, die eine Fortsetzung der Schwangerschaft nicht zulässt.

## Risiken

### Komplikationen des Eingriffs
Legale Schwangerschaftsabbrüche, die in Industriestaaten unter guten klinischen Bedingungen durchgeführt werden, gehören zu den sichersten medizinischen Eingriffen. In den USA betrug in den Jahren 1998–2005 die Müttersterblichkeit nach Schwangerschaftsabbrüchen etwa 0,6 pro 100.000 Eingriffen, somit ist ein Schwangerschaftsabbruch ungefähr 14 Mal sicherer als eine Geburt (8,8 Todesfälle pro 100.000 Lebendgeburten). Die Sterblichkeit nimmt mit der Schwangerschaftsdauer zu.
Ernste Frühkomplikationen (wie Perforationen, schwere Infektionen, starker Blutverlust) kommen bei Abbrüchen bis zur 14. SSW in weniger als 1 Prozent der Fälle vor.
In Ländern und Kulturen, in denen Schwangerschaftsabbrüche illegal sind, ist die Komplikationsrate bedeutend höher, da die Abbrüche oft unter unhygienischen Bedingungen und mit fragwürdigen Methoden von meist unqualifizierten Personen – in der Umgangssprache zum Teil Engelmacher genannt – oder den betroffenen Frauen selbst durchgeführt werden (Selbstabtreibung). Auch werden Abbrüche oft erst im 2. Trimenon vorgenommen. Illegale Schwangerschaftsabbrüche haben laut WHO in Ländern, in denen der Abbruch verboten ist, einen wesentlichen Anteil an der hohen Sterblichkeit von Frauen im gebärfähigen Alter.
Wesentliche Komplikationen medizinisch überwachter und selbstinduzierter Abtreibungen sind:
- Inkomplette Abbrüche mit verbleibendem Gewebe, die einen chirurgischen Eingriff zur Aspiration und Entfernung der verbliebenen Anteile notwendig machen, und vor allem das Risiko einer Infektion erhöhen.
- Infektionen, vor allem Endometritis, bei 0,5 % aller chirurgischen Abtreibungen und 0,01 % – 0,2 % aller medikamentösen Abtreibungen. Typischerweise finden sich mehrere Keime, vor allem der Darm- und Vaginalflora, und auch Neisseria gonorrhoeae und Chlamydia trachomatis. Die meisten Infektionen sind mild und ambulant antibiotisch behandelbar. Bei schweren Infektionszeichen ist eine parenterale Breitspektrum-Antibiose notwendig, dann besteht auch die Gefahr einer teilweise schnell fortschreitenden Sepsis und eines akuten Lungenversagens. Ursachen einer Infektion können verbliebene Mutterkuchenreste sein, und bei selbstinduziertem Abbruch unsteriles Werkzeug und übersehene Darmperforationen.[18]
- Persistierende Blutungen können die Folge einer Uterusatonie sein, verbliebener Mutterkuchenreste oder einer Plazentationsstörung (z. B. Placenta accreta), sowie von Blutungsstörungen oder arteriovenösen Malformationen, aber auch von Verletzungen der Gebärmutter mit Perforationen teilweise in Nachbarorgane (Blase, Darm u. a.). Schwere Blutungen können zum hämorrhagischen Schock und zur disseminierten intravasalen Gerinnung (DIG) führen. Daher ist eine Notfalltherapie zur Blutungsstillung wichtig, mit uterotonen Medikamenten, Uterus-Aspiration, Ballon-Tamponade, aggressiver Infusionstherapie und ggf. massiver Bluttransfusionen, sowie arterieller Embolisierung. Im äußersten Notfall ist eine Hysterektomie notwendig. Eine Blutung innerhalb der Gebärmutter (Hämatometra) führt zwar zu starken Krämpfen, ist aber meist nicht bedrohlich und mit uterotoien Mitteln und ggf. einer ambulanten Aspiration gut therapierbar.
- Mechanische Verletzungen können vor allem beim selbstinduzierten Abbruch auftreten, bei denen seitliche Verletzungen an Gebärmutter und Gebärmutterhals (Cervix) besonders gefährlich sind, da dort große Arterienäste verlaufen. Diese Verletzungen können auch zu nicht direkt erkannten inneren Blutungen führen, ins kleine Becken oder den Retroperitonealraum. Darüber hinaus können Perforationen in benachbarte Organe erfolgen, vor allem in die Blase und den Darm, mit der seltenen Bildung von Fisteln und einem erhöhten Infektionsrisiko.
- Uterusruptur: Sehr seltene sehr schwere Komplikationen, vor allem nach vorausgehenden Kaiserschnitt-Entbindungen

### Körperliche Langzeitfolgen
Fruchtbarkeit: Ein komplikationsloser Abbruch wirkt sich nicht auf die Fruchtbarkeit aus. Bereits nach etwa zwei bis drei Wochen tritt normalerweise der nächste Eisprung ein; die Frau kann wieder schwanger werden. Zur Vermeidung einer weiteren Schwangerschaft muss daher schon unmittelbar nach dem Abbruch eine wirksame Methode zur Empfängnisverhütung begonnen werden.
Brustkrebsrisiko: Abtreibungsgegner behaupten, dass Schwangerschaftsabbrüche das Brustkrebsrisiko erhöhen. Medizinische Vereinigungen wie die Weltgesundheitsorganisation, der American Congress of Obstetricians and Gynecologists, das National Cancer Institute, die American Cancer Society sowie das Royal College of Obstetricians and Gynaecologists bestreiten, dass Schwangerschaftsabbrüche Brustkrebs verursachen. Nach Angaben des Deutschen Krebsforschungszentrums stellen Schwangerschaftsabbrüche kein Krebsrisiko dar. Wissenschaftliche Untersuchungen hätten eine Verbindung von Abtreibung und Brustkrebs relativ sicher ausgeschlossen. Darüber hinaus konnte mit einer Metaanalyse im Jahr 2004 kein signifikanter Zusammenhang gefunden werden.

### Psychische Folgen
Im Jahr 2008 wurden zwei systematische Übersichtsarbeiten der neueren wissenschaftlichen Untersuchungen (nach 1989) über das psychische Befinden von Frauen nach einem Schwangerschaftsabbruch durchgeführt. Die eine stammt von einer Expertengruppe der American Psychological Association (APA), die andere von einem Forscherteam der Johns-Hopkins-Universität in Baltimore. Beide kamen unabhängig voneinander zum Schluss, dass die qualitativ besten Studien die These widerlegen, wonach ein Schwangerschaftsabbruch psychische Probleme verursache. Eine erwachsene Frau mit einem einzelnen Schwangerschaftsabbruch im ersten Trimenon aus nichttherapeutischen Gründen habe nicht mehr mentale Probleme als die Durchschnittsfrau. Laut dem APA-Bericht, der 2009 aktualisiert wurde, seien Risikofaktoren für die Entwicklung psychischer Störungen nach einem Schwangerschaftsabbruch nicht der Eingriff selbst, sondern die wahrgenommene Stigmatisierung, Notwendigkeit, den Schwangerschaftsabbruch geheim zu halten, geringe soziale Unterstützung für die Entscheidung, niedriges Selbstwertgefühl, verleugnende und vermeidende Bewältigungsstrategien und vor allem vorangegangene psychische Probleme. Allerdings identifiziert der APA-Bericht auch insgesamt 17 Risikofaktoren, die mit einer höheren Zahl psychischer Störungen nach einem Schwangerschaftsabbruch verbunden ist.
In einer weiteren systematischen Übersichtsarbeit kamen Experten des National Collaborating Centre for Mental Health, eines zum britischen National Health Service gehörenden Zentrums, im Dezember 2011 ebenfalls zu dem Ergebnis, dass Abtreibung das Risiko für die Entwicklung psychischer Störungen nicht erhöht. Laut anderen Review-Artikeln besteht kein kausaler Zusammenhang zwischen Schwangerschaftsabbrüchen und psychischen Störungen.
Eine neuseeländische Forschergruppe um David M. Fergusson kam 2006 als Ergebnis einer Langzeitstudie zu der Einschätzung, dass speziell bei jungen Frauen, die einen Schwangerschaftsabbruch durchführen ließen, das Risiko von psychischen Störungen, wie Depressionen, Angststörungen, Suizid und der Konsum schädlicher Substanzen signifikant höher ist. Der APA-Bericht kommt zwar zu der Einschätzung, dass die Studie unbrauchbar sei, hauptsächlich stützt sich die Kritik aber auf die Tatsachen, dass zum einen nur die Situation junger Frauen berücksichtigt würde, zum anderen die gesellschaftlichen und rechtlichen Rahmenbedingungen für Frauen in Neuseeland sich stark von den USA unterschieden. Ferner bezeichnet der APA-Bericht Fergussons Studie als informativste und stärkste in ihrer Gruppe, was u. a. an der Langzeit-Perspektive und der korrekten Verwendung von medizinischen Diagnose-Katalogen liege.
Die Psychologin Priscilla Coleman veröffentlichte im Jahr 2011 im British Journal of Psychiatry eine Metaanalyse, die 877.181 Patientinnen berücksichtigt, von denen 163.831 einen Abbruch erlebt hatten. Demzufolge hätten Frauen, die eine Schwangerschaft abgebrochen haben, ein um 81 % erhöhtes Risiko, psychische Probleme zu erleiden.
Donald Paul Sullins konnte 2016 Ergebnisse einer Langzeitstudie über einen Zeitraum von 13 Jahren für Frauen in den USA veröffentlichen, die ein moderat erhöhtes Auftreten von psychischen Störungen und Suchterkrankungen nach einem Schwangerschaftsabbruch feststellte.
In den USA vertreten unter anderem Abtreibungsgegner die Existenz des Post-Abortion-Syndroms (PAS). PAS ist kein anerkanntes medizinisches Syndrom und wird weder in der internationalen statistischen Klassifikation der Krankheiten und verwandter Gesundheitsprobleme der Weltgesundheitsorganisation noch im Diagnostic and Statistical Manual of Mental Disorders der American Psychiatric Association als Störung klassifiziert. In mehreren Literaturübersichten kamen Wissenschaftler zum Ergebnis, dass das PAS nicht existiert.
Die Entscheidung für den Abbruch einer ungewollten Schwangerschaft ist für einen Teil der Frauen mit Gewissenskonflikten unterschiedlichen Ausmaßes verbunden. Die meisten Frauen berichten jedoch unmittelbar nach dem Abbruch über ein Gefühl der Erleichterung. Laut einem Review-Artikel bereuen die meisten Frauen, die einen Schwangerschaftsabbruch vornehmen ließen, ihre Entscheidung nicht und würden unter ähnlichen Umständen wieder diese Entscheidung treffen.
Mütter, denen ein Schwangerschaftsabbruch verweigert wurde, können laut einer systematischen Übersichtsarbeit aus dem Jahr 1991 langfristig unter den Konsequenzen leiden. Es wird berichtet, dass sich viele Frauen nur erschwert an die ungewollte Mutterrolle anpassen konnten und das Kind eher als Belastung empfinden. Die Kinder der betroffenen Mütter erbringen durchschnittlich schlechtere Schulleistungen, zeigen häufiger Verhaltensauffälligkeiten wie Delinquenz und benötigen häufiger psychiatrische Behandlungen.

## Religiöse Positionen

### Judentum
Der Tanach (Altes Testament) behandelt die Problematik des Schwangerschaftsabbruchs nur am Rande, und im Judentum gibt es keine einheitliche Auffassung dazu. Das antike Judentum lehnte Schwangerschaftsabbrüche ab, es sei denn, das Leben der Mutter war durch die Schwangerschaft gefährdet. Beispielsweise verurteilte Philo von Alexandria (1. Jahrhundert) die Nichtjuden wegen der weitverbreiteten Praktiken von Abbrüchen und Kindstötung. Jenseits des allgemeinen Konsenses, dass der Schwangerschaftsabbruch grundsätzlich verboten ist, wenn das Leben der Mutter nicht in Gefahr ist, gibt es kontroverse Diskussionen.
Ein Ausgangspunkt ist, dass die Frage, ob es sich beim ungeborenen Kind schon um einen Menschen handelt, nicht nach naturwissenschaftlichen, sondern nach innerreligiösen Maßstäben beantwortet wird. So wird das Leben im Tanach oft mit dem Atmen gleichgesetzt; siehe Ruach (Lebenshauch) und Atemseele. Im Talmud findet sich die Angabe, die befruchtete Eizelle sei bis zum 40. Tag „bloß Wasser“, „mayim b’alma“. Dass der Schwangerschaftsabbruch trotzdem nicht beliebig freigegeben wird, ist unter anderem auf das Fortpflanzungsgebot der Tora zurückzuführen. Nach talmudischem Recht gilt der Fötus nicht als eigenständiges Leben, sondern als Teil der Mutter („Der Fötus ist die Lende der Mutter“) und Eigentum des Ehemanns.
Eine andere Stelle bezieht sich nicht auf Schwangerschaftsabbruch, sondern auf die Geburtshilfe: Bei der Geburt darf der Fötus getötet werden, um das Leben der Mutter zu erhalten: „Wenn die Frau Schwierigkeiten bei der Niederkunft hat, zerschneide man den Fötus in ihrem Inneren und ziehe ihn Teil für Teil heraus, denn ihr Leben gilt mehr als seines. Wenn der größere Teil [andere übersetzen: der Kopf] geboren ist, berühre man ihn nicht, denn ein Leben darf nicht für ein anderes Leben beseitigt werden.“ Die Tötung ist also ab diesem Zeitpunkt in jedem Fall verboten. Maimonides ist der Meinung, dass der Fötus unter Umständen wie ein „Verfolger“ betrachtet werden muss, also als jemand, der versucht, der Frau, die Probleme bei Schwangerschaft und Geburt hat, das Leben zu nehmen. Nach dem Gesetz darf aber jeder, der eine andere Person in Tötungsabsicht verfolgt, selbst getötet werden. Damit rechtfertigte er den Schwangerschaftsabbruch nur bei der Lebensgefahr für die Mutter. Der aschkenasische Oberrabbiner von Israel Isser Jehuda Unterman (1886–1976) verglich Schwangerschaftsabbrüche mit Mord, wenn keine Gefährdung der Mutter vorliegt. Zu einer solchen Gefährdung zählte er auch den seelischen Druck, der die Mutter in den Suizid treiben könne. Der sephardische Oberrabbiner Ben Zion Chai Usiel (1880–1953) billigte den Schwangerschaftsabbruch auch bei geringerer Not für die Frau. Dabei stützte er sich auf die Talmudstelle, an der von Entwürdigung die Rede ist: „Auf jeden Fall ist es ganz eindeutig, dass sie das Abtöten des Fötus ausschließlich in einer Notlage zuließen, doch auch dann, wenn die Notlage nicht schwerwiegend ist, wie zum Beispiel eine mögliche Entwürdigung der Mutter. Doch ohne Notlage ist es sicher verboten, denn es handelt sich hier um Vernichtung und die Verhinderung einer Lebenschance für eine nefesch in Israel.“ Usiel ließ also den Schwangerschaftsabbruch selbst aus weniger schwerwiegenden Gründen zu, untersagte ihn jedoch, wenn keine rechtfertigenden Gründe vorliegen.

### Christentum
Im Christentum wird Schwangerschaftsabbruch meist als Sünde angesehen. Laut dem Katechismus der katholischen Kirche ist das menschliche Leben vom Augenblick der Empfängnis an absolut zu achten und zu schützen. Schon im ersten Augenblick seines Daseins seien dem menschlichen Wesen die Rechte der Person zuzuerkennen, darunter das unverletzliche Recht jedes unschuldigen Wesens auf das Leben. Demnach sei ein Abbruch gleichzusetzen mit der Tötung eines Menschen, die direkte Mitwirkung ein schweres Vergehen. Einzelne katholische Theologen wie Andrea Arz de Falco, Alberto Bondolfi, Hans Halter, Stephan Pfürtner hinterfragen die Lehrmeinung der Kirche zum Schwangerschaftsabbruch.
Innerhalb des Protestantismus wird von einigen Theologen die Meinung vertreten, ein Abbruch sei zwar eine Übertretung des biblischen Tötungsverbotes, könne aber unter Umständen ethisch vertretbar sein, als das geringere Übel in einem unlösbaren Dilemma; der selbstverantwortete Gewissensentscheid der betroffenen Frau in ihrer Notlage sei zu respektieren.

#### Antike und Mittelalter
Das Neue Testament behandelt das Thema nicht. Jedoch lehnen bereits frühe christliche Quellen die Abtreibung ab, häufig in bewusstem Gegensatz zu den Ansichten der paganen Mehrheitsgesellschaft. So sagt die Didache, einer der frühesten nicht-biblischen Texte, in Kapitel 2: „Du sollst nicht töten, […] du sollst kein Kind abtreiben, du sollst kein Neugeborenes töten.“ Zur selben Zeit verwarfen auch etwa Clemens von Rom und spätere Kirchenväter (Basilius von Caesarea, Augustinus von Hippo, Johannes Chrysostomos) einhellig die Abtreibung. Der christliche Barnabasbrief aus dem ersten oder zweiten Jahrhundert fordert etwa: „Töte das Kind nicht durch Abtreibung, noch auch töte das Neugeborene!“ Dem schließt sich Tertullian an: „Es ist uns ebenso wenig erlaubt, einen Menschen, der sich vor der Geburt befindet, zu töten als einen schon geborenen“ und „Wir hingegen dürfen, nachdem uns ein für allemal das Töten eines Menschen verboten ist, selbst den Embryo im Mutterleib […] nicht zerstören. Ein vorweggenommener Mord ist es, wenn man eine Geburt verhindert; es fällt nicht ins Gewicht, ob man einem Menschen nach der Geburt das Leben raubt oder es bereits im werdenden Zustand vernichtet. Ein Mensch ist auch schon, was erst ein Mensch werden soll – auch jede Frucht ist schon in ihrem Samen enthalten.“ Minucius Felix schreibt in seinem Dialog Octavius, 30. Kapitel, in der ersten Hälfte des dritten Jahrhunderts: „nicht bei uns, […] aber bei euch sehe ich, wie die neugeborenen Kinder ausgesetzt werden; dass manche Frauen durch eingenommene Arzneimittel den Keim künftigen Lebens vernichten und einen Kindesmord begehen.“ In der Synode von Elvira um 306 wurden zum ersten Mal in einem Konzil Abtreibungen verurteilt. Nach der Konstantinischen Wende setzte Kaiser Konstantin die Todesstrafe durch das Schwert auf Abtreibungen; dies war eine große Änderung im Römischen Recht, das vorher überhaupt keine Bestrafung dafür vorsah. Ephraem der Syrer; † 373, schreibt im zehnten Kapitel seiner Rede über den Jüngsten Tag: „die ihre Leibesfrucht vernichtet, […] die ihr Kind zur Fehlgeburt gemacht, die wird am Jüngsten Tag durch dieses Kind selbst zur Fehlgeburt gemacht, und es entzieht ihr Leben und Licht des jenseitigen Lebens. […] Das ist die Vergeltung für diejenigen, die ihren Kindern das Leben nehmen.“ Basilius von Caesarea verurteilt im Jahr 374 in seinem Brief an Amphilochius von Ikonium den Abbruch: „Eine Frau, die absichtlich die Leibesfrucht abtreibt, macht sich eines Mordes schuldig. Eine spitzfindige Unterscheidung zwischen der Leibesfrucht vor und nach der Geburt gibt es nicht. […] Die Frau gefährdet sich selbst, und dazu kommt die Vernichtung des Embryos, der zweite, beabsichtigte Mord. […] Die Kirchenbuße soll nicht bis zum Tode ausgedehnt werden.“ Der Kirchenlehrer und Erzbischof von Ravenna Petrus Chrysologus; † 450, hebt in einer Predigt die Gottesverwandtschaft des Menschen vor der Geburt hervor: „Ihr Glücklichen, […] schon bevor euch eure Mutter sieht, hat der Vater im Himmel euch als Gotteskinder angenommen, in einer einzigartigen und dauernden verwandtschaftlichen Beziehung.“
In der Theologie herrschte lange die Lehre der Sukzessivbeseelung vor, auch Epigenismus genannt; demnach findet die Beseelung nach und nach stufenweise fortschreitend statt (Augustinus, Hieronymus, Thomas von Aquin, Alfons von Liguori). Diese Lehre geht auf Aristoteles zurück, der meinte, ein Embryo beziehungsweise ein Fetus habe zunächst eine pflanzliche Seele (anima vegetativa oder vegetalis), aufgrund deren er überhaupt lebe, dann eine empfindende tierische Seele (anima sensitiva oder animalis) und erst 40 Tage (bei einem männlichen Fetus) oder 90 Tage (bei einem weiblichen Fetus) nach der Empfängnis eine vernunftbegabte menschliche Seele (anima intellectiva oder rationalis oder humana). Die Scholastik definiert einen Menschen als ein Wesen mit einer vernünftigen Seele. In seiner Summa theologica schreibt Thomas von Aquin: „in generatione hominis prius est vivum, deinde animal, ultimo autem homo“ („in der Entstehung des Menschen gibt es zuerst ein lebendiges Wesen, dann ein Tier, zuletzt jedoch einen Menschen“). Angelehnt an die Lehre von Aristoteles, ist für Thomas die Seele die Form des Körpers sowie dessen Entelechie, und eine Seele erfordert gewisse organische Voraussetzungen. Bereits Augustinus hatte gemäß Aristoteles behauptet, dass eine menschliche Seele nur in einem Körper, der eine menschliche Form hat, existieren könne. Albertus Magnus, ein Gegner der Sukzessivbeseelung und Lehrer von Thomas, bestritt diese Erforderung nicht und begründete seine Ansicht, ein Embryo habe von Beginn an eine vernunftbegabte Seele, mit der Überzeugung, dass es von vornherein wie ein winziges Kind aussehe. Im Vergleich dazu hatten Aristoteles und Thomas eine für die damaligen Zeiten erstaunlich zutreffende Vorstellung der Embryogenese, indem sie meinten, dass die Form (der Phänotyp) eines Embryos zunächst niedrigere, pflanzen- und dann tierähnliche Entwicklungsstufen durchlaufe, bevor sie der eines erwachsenen Menschen ähnlich werden könne. Die Embryologie und die Entwicklungsbiologie entstanden als Wissenschaften erst ab dem 19. Jahrhundert, siehe Karl Ernst von Baers Regel von 1828 und Ernst Haeckels biogenetische Grundregel von 1866. Die aristotelische und mittelalterliche Abgrenzung der Entwicklungsstufen des Ungeborenen erscheint willkürlich und schwankte. In der christlichen Tradition änderte man die laut Aristoteles 90 Tage bis zur angenommenen Beseelung eines weiblichen Embryos oft in 80, in Anlehnung an die biblischen Reinheitsgebote nach einer Geburt: Maria war nach der Geburt Jesu 40 Tage unrein (Lukas 2,22) und durfte nicht den Tempel betreten; bei Geburt einer Tochter wäre sie 80 Tage unrein gewesen (Levitikus 12). Dante Alighieri beschrieb die drei Phasen der Seelenentwicklung ohne Zeitangaben und ohne Unterscheidung zwischen den Geschlechtern in der Göttlichen Komödie: Nachdem sich der Körper des Fötus geformt hat und zu guter Letzt sein Gehirn entstanden ist, haucht ihm Gott als Krönung seines Werkes die vernunftbegabte Seele ein.
Obwohl die Sukzessivbeseelung theologisch auch in der Scholastik umstritten war, unterschied das katholische Kirchenrecht vom Decretum Gratiani um 1140 bis 1869 gemäß dieser Lehre zwischen dem fetus inanimatus oder informatus und dem fetus animatus oder formatus, dem unbeseelten oder ungeformten und dem beseelten oder geformten Fetus. Ein Schwangerschaftsabbruch galt aus katholischer Sicht immer als Sünde und wurde mit monate- bis jahrelanger Buße belegt, aber nur bei einem beseelten Fetus wurde er als Mord betrachtet und mit Exkommunikation, manchmal sogar mit Todesstrafe geahndet. Im mittelalterlichen Corpus Iuris Canonici hieß es: „Der ist kein Mörder, der eine Abtreibung vornimmt, bevor die Seele dem Körper eingegossen ist.“ Da man das Geschlecht noch nicht feststellen konnte, wurde erst bei einem Schwangerschaftsabbruch mindestens 80 Tage nach der Empfängnis exkommuniziert. Davor galt der Fetus als „Körperteil der Mutter“ (pars viscerum matris). Die Auffassung von der späteren Frauenbeseelung hatte also, was die Strafe der Exkommunikation bei Schwangerschaftsabbruch betrifft, eine Fristenlösung von fast drei Monaten zur Folge. Ein Beispiel: Papst Innozenz III. († 1216) entschied im Fall der Geliebten eines Karthäusermönchs, die auf Drängen des Mönches abgetrieben hatte, dass der Mönch keiner Tötung schuldig sei, falls der Embryo gemäß der aristotelischen Biologie noch nicht beseelt war.

#### Neuzeit

##### Römisch-katholische Kirche
Papst Sixtus V. stellte am 31. Mai 1591 in der Bulle Effraenatam Perditissimorum auch die Abtreibung des als unbeseelt angesehenen Embryos unter Exkommunikation und Todesstrafe.
Sein Nachfolger Gregor XIV. machte dies Ende 1591 rückgängig. Unter Papst Innozenz XI. legte sich 1679 das Heilige Offizium endgültig zugunsten der Vorstellung einer Simultanbeseelung fest. Diese wurde fast zweihundert Jahre später in das Kirchenrecht übernommen.
Entsprechend diesen Moralvorstellungen stand auch nach weltlichem Recht, etwa der für Jahrhunderte maßgebenden Gerichtsordnung Kaiser Karls V. von 1532, nur auf die Abtreibung der drei Monate alten beseelten Leibesfrucht die Todesstrafe durch das Schwert. Die Abtreibung einer jüngeren Leibesfrucht wurde milder bestraft. Das Allgemeine Landrecht für die Preußischen Staaten von 1794 schaffte einerseits die Todesstrafe für Abtreibung ab und gewährte andererseits „die allgemeinen Rechte der Menschheit […] auch den noch ungeborenen Kindern schon von der Zeit ihrer Empfängnis“, hielt jedoch an der eingebürgerten Unterscheidung des Strafmaßes nach dem Alter des Ungeborenen fest (siehe auch unten Geschichte).
Papst Pius IX. hob 1869 die Unterscheidung zwischen dem unbeseelten und dem beseelten Fetus in der Bulle Apostolicae Sedis auf. Seitdem spricht das Kirchenrecht nur noch vom Fetus; in der deutschen Fassung wird fetus mit „Kind“ übertragen (Canon 871 CIC 1983.). Das Kind empfange seine Seele bereits zum Zeitpunkt der Zeugung (Simultanbeseelung). Bei dieser Änderung spielte das 1854 von Papst Pius IX. erklärte Dogma der Unbefleckten Empfängnis Mariens eine Rolle. Pius IX. stützte sich auf den Leibarzt des Papstes Innozenz X., Paul Zacchias. Dieser hatte 1661 behauptet, die vernunftbegabte Seele (anima rationalis) werde dem Menschen im Augenblick der Empfängnis eingegossen, denn sonst würde ja das Fest der unbefleckten Empfängnis Mariens eine vernunftlose Materie feiern, was der allerseligsten Jungfrau „unangemessen“ sei. Der bedeutende neuscholastisch geprägte Jesuit Karl Rahner (1905–1984) neigte weiterhin zur Sukzessivbeseelung: „Auch aus dogmatischen Definitionen der Kirche ist nicht zu entnehmen, daß es gegen den Glauben wäre, wenn man annähme, daß der Sprung in die Geist-Person erst im Lauf der Entwicklung des Embryos geschieht. Kein Theologe wird behaupten, den Nachweis führen zu können, daß Schwangerschaftsunterbrechung in jedem Fall ein Menschenmord ist.“ Zur Verwendung von menschlichem Keimmaterial für die Forschung schrieb er: „Es wäre doch an sich denkbar, daß […] Gründe für ein Experiment sprechen, die in einer vernünftigen Abwägung stärker sind als das unsichere Recht einer dem Zweifel unterliegenden Existenz eines Menschen.“ Zeitgenössische Gegner der Sukzessivbeseelung kritisierten den Missbrauch der Position von Thomas von Aquin in der Bioethik als einen Anachronismus und wendeten ein, Thomas sei damals noch nicht bekannt gewesen, dass bereits ab der Zeugung der Zygote die Existenz eines Organismus mit einem art- und individualspezifischen Genotyp beginnt, also eines neuen, einmaligen Menschenwesens.

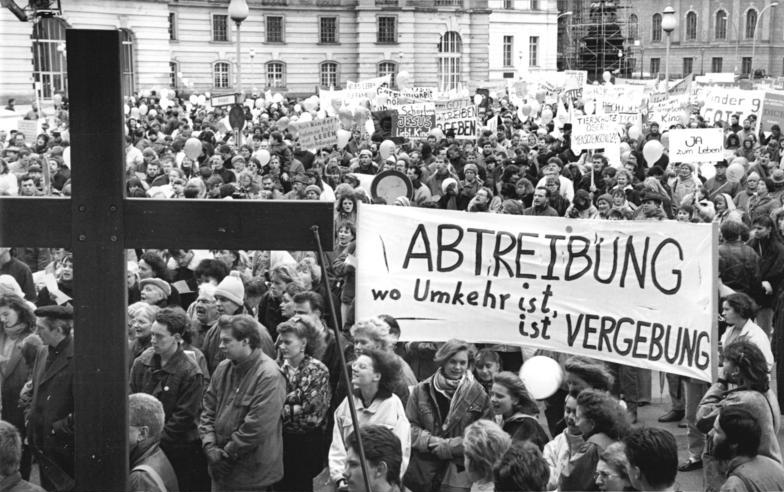
Proklamationsmarsch am Buß- und Bettag in Berlin im November 1990. Unter dem Motto „Du sollst leben“ vereinten sich Christen, um zum Schutz des ungeborenen Lebens aufzurufen. Die Andacht wurde vor der Sankt-Hedwigs-Kathedrale abgehalten.

In der „Pastoralkonstitution über die Kirche in der Welt von heute“, Gaudium et Spes von 1965 behauptete das Zweite Vatikanische Konzil: „Gott, der Herr des Lebens, hat nämlich den Menschen die hohe Aufgabe der Erhaltung des Lebens übertragen, die auf eine menschenwürdige Weise erfüllt werden muss. Das Leben ist daher von der Empfängnis an mit höchster Sorgfalt zu schützen. Abtreibung und Tötung des Kindes sind verabscheuenswürdige Verbrechen“ (Artikel 51). Die Kongregation für die Glaubenslehre hat dies, u. a. in ihrer lehramtlichen Instruktion Donum Vitae von 1987, nochmals eingehender begründet: „Von dem Augenblick an, in dem die Eizelle befruchtet wird, beginnt ein neues Leben, welches weder das des Vaters noch das der Mutter ist, sondern das eines neuen menschlichen Wesens, das sich eigenständig entwickelt. Es würde niemals menschlich werden, wenn es das nicht schon von diesem Augenblick an gewesen wäre.“ Die kirchliche Lehre sieht sich hier in den „Forschungsergebnissen der Humanbiologie bestätigt, die anerkennt, dass in der aus der Befruchtung hervorgehenden Zygote sich die biologische Identität eines neuen menschlichen Individuums bereits konstituiert hat.“ Papst Johannes Paul II. gab die Lehre der katholischen Kirche in dieser Frage in der Enzyklika Evangelium vitae (Nr. 62) von 1995, in der auch die Todesstrafe abgelehnt wird, mit folgenden Worten wieder:

„Mit der Autorität, die Christus Petrus und seinen Nachfolgern übertragen hat, erkläre ich deshalb in Gemeinschaft mit den Bischöfen – die mehrfach die Abtreibung verurteilt und, obwohl sie über die Welt verstreut sind, bei der eingangs erwähnten Konsultation dieser Lehre einhellig zugestimmt haben – dass die direkte, das heißt als Ziel oder Mittel gewollte Abtreibung immer ein schweres sittliches Vergehen darstellt, nämlich die vorsätzliche Tötung eines unschuldigen Menschen.“

Dies wird naturrechtlich begründet und beansprucht daher, als Norm für alle Menschen zu gelten, nicht nur für Christen. Nach can. 1398 des CIC von 1983 zieht sich, genauso wie zuvor nach can. 2350 des CIC von 1917, wer eine Abtreibung vornimmt, die Tatstrafe der Exkommunikation zu. Von der Tatstrafe betroffen sind die schwangere Frau, der Arzt, der die Abtreibung ausführt, sowie alle Tatbeteiligten, die wesentlich und unentbehrlich für das Zustandekommen der Abtreibungstat sind. Es werden kirchliche Deliktfähigkeit und Strafmündigkeit vorausgesetzt. Im Übrigen gelten auch hier die aus dem weltlichen Strafrecht bekannten Grundsätze des strafrechtlich relevanten Verbotsirrtums (Irrtum über das Verbot als solches, nicht über die Art der Strafe) sowie die üblichen Schuldausschließungs- und Schuldmilderungsgründe.
In bestimmten Fällen wird ein „Eingriff erlaubt, der in sich nicht die Abtreibung bezweckt, jedoch als Nebeneffekt den Tod des Kindes zur Folge haben kann“: „Wenn z. B. die Rettung des Lebens der zukünftigen Mutter, unabhängig von ihrem Zustand der Schwangerschaft, dringend einen chirurgischen Eingriff oder eine andere therapeutische Behandlung erfordern würde, die als keineswegs gewollte oder beabsichtigte, aber unvermeidliche Nebenfolge den Tod des keimenden Lebens zur Folge hätte, könnte man einen solchen Eingriff nicht als einen direkten Angriff auf schuldloses Leben bezeichnen. Unter solchen Bedingungen kann die Operation erlaubt sein wie andere vergleichbare ärztliche Eingriffe, immer vorausgesetzt, dass ein hohes Gut, wie es das Leben ist, auf dem Spiele steht, dass der Eingriff nicht bis nach der Geburt des Kindes verschoben werden kann und kein anderer wirksamer Ausweg gangbar ist“ (Pius XII., Ansprache an die Teilnehmer des Kongresses der „Front der Familie“ und des Verbandes der kinderreichen Familien, 27. November 1951).
2015 gewährte Papst Franziskus allen katholischen Priestern die Vollmacht, während des Heiligen Jahres der Barmherzigkeit von der Sünde der Abtreibung „jene loszusprechen, die sie vorgenommen haben und reuigen Herzens dafür um Vergebung bitten.“ Mit dem apostolischen Schreiben Misericordia et misera wurde am Ende des Heiligen Jahres im November 2016 die zeitliche Beschränkung dieser Regelung aufgehoben.
Kontrovers wurde die Frage nach der Verwendung der sogenannten „Pille danach“ diskutiert, deren Wirkprinzip umstritten ist. Anfang 2013 war berichtet worden, dass eine vergewaltigte Frau in zwei katholischen Krankenhäusern nicht behandelt worden sei, weil die Ärzte die Vergabe der „Pille danach“ ablehnten. Der zuständige Kölner Erzbischof Joachim Kardinal Meisner machte daraufhin deutlich: „Wenn nach einer Vergewaltigung ein Präparat, dessen Wirkprinzip die Verhinderung einer Zeugung ist, mit der Absicht eingesetzt wird, die Befruchtung zu verhindern, dann ist dies aus meiner Sicht vertretbar. Wenn ein Präparat, dessen Wirkprinzip die Nidationshemmung ist, mit der Absicht eingesetzt wird, die Einnistung der bereits befruchteten Eizelle zu verhindern, ist das nach wie vor nicht vertretbar, weil damit der befruchteten Eizelle, der der Schutz der Menschenwürde zukommt, die Lebensgrundlage aktiv entzogen wird.“ Bezüglich der Beurteilung der zentralen Wirkprinzipien der einzelnen Präparate fügte er hinzu: „Die Kirche kann dazu nur die moralischen Prinzipien erklären. Der einzelne Arzt einer katholischen Einrichtung muss sich dann unter Voraussetzung dieser Prinzipien gewissenhaft kundig machen und so zu einer verantwortungsvollen Entscheidung kommen.“ Anschließend bekräftigte auch die Vollversammlung der Deutschen Bischofskonferenz, „dass in katholischen Krankenhäusern Frauen, die Opfer einer Vergewaltigung geworden sind, selbstverständlich menschliche, medizinische, psychologische und seelsorgliche Hilfe erhalten. Dazu kann die Verabreichung einer ‚Pille danach‘ gehören, insofern sie eine verhütende und nicht eine abortive Wirkung hat. Medizinisch-pharmazeutische Methoden, die den Tod eines Embryos bewirken, dürfen weiterhin nicht angewendet werden. Die deutschen Bischöfe vertrauen darauf, dass in Einrichtungen in katholischer Trägerschaft die praktische Behandlungsentscheidung auf der Grundlage dieser moraltheologischen Vorgaben erfolgt. Auf jeden Fall ist die Entscheidung der betroffenen Frau zu respektieren.“ Der Präsident der zuständigen Päpstlichen Akademie für das Leben hat diese Linie daraufhin öffentlich unterstützt mit dem Hinweis, dass katholische Krankenhäuser empfängnisverhütende Mittel bereits seit 50 Jahren verabreichen, seitdem es während der Kongokrise zu massenhaften Vergewaltigungen kam.
Echte Abtreibungsmittel wie Mifepriston (RU-486) bleiben dagegen aus Sicht der katholischen Kirche absolut verboten.

##### Orthodoxie
Die orthodoxen Kirchen berufen sich auf die Kirchenväter und sehen Schwangerschaftsabbrüche als Mord an, ist jedoch das Leben der Mutter gefährdet, habe dieses immer Vorrang und so sind in Ausnahmefällen Schwangerschaftsabbrüche möglich.

##### Protestantismus
Die Reformatoren weichen nicht von der kirchlichen Tradition ab. Luther bezeichnet die Zeugung eines Kindes als „Gottesdienst“ und tritt daher für den Schutz des Gezeugten ein. Calvin bezieht sich auf Exodus 21,22 und verurteilt die Abtreibung.
Seit Anfang des 20. Jahrhunderts entwickelte die protestantische Sozialethik in Auseinandersetzung mit der Enzyklika Casti connubii von 1930 eine nuancierte Haltung. Aber im Protestantismus gibt es keine offizielle Lehrmeinung. Die Frage nach der ethischen Beurteilung des Schwangerschaftsabbruchs war und ist daher innerhalb der evangelischen Kirchen umstritten.
Grundsätzlich wird Schwangerschaftsabbruch als Verstoß gegen das Tötungsverbot beurteilt. Einerseits gibt es die radikale Ablehnung der Abtreibung, wie bei Dietrich Bonhoeffer. Andererseits orientierte sich jedoch die ethische Argumentation zunehmend nicht mehr allein an der abstrakten Begründbarkeit einer Handlung, sondern fragte nach ihren möglichen Wirkungen. Karl Barth wird zwar häufig zitiert, er habe betreffend Abtreibung vom „heimlichen und offenen Massenmord“ gesprochen. Doch schrieb er in seiner Kirchlichen Dogmatik auch: „Von woher sollte die absolute These begründet werden, daß Gott niemals und unter keinen Umständen etwas anderes als die Erhaltung eines keimenden Menschenlebens wollen und von Mutter, Vater, Arzt und den anderen Beteiligten fordern könnte? […] Das menschliche Leben und so auch das des noch ungeborenen Menschen ist kein absoluter Wert. […] Es hat keinen Anspruch darauf, unter allen und jeden Umständen erhalten zu werden. […] Sagen wir es also offen heraus: es gibt Situationen, in denen die Tötung keimenden Lebens nicht Mord, sondern geboten ist.“ Barth geht so weit, dass er eine sozial-medizinische Indikation – „das heißt im Zusammenhang mit der vorliegenden Bedrohung des physischen und geistigen Lebens der Mutter eine Berücksichtigung der wirtschaftlichen und Umweltverhältnisse“ – nicht grundsätzlich und allgemein als Übertretung des Gebotes Gottes verurteilt. In einem gebundenen und gerade so freien Gewissen müsse ein gewissenhaftes Wägen, aber auch ein entschlossenes Wagen stattfinden.
Nachdem die evangelische Ethik zunächst die medizinische Indikation (Gefahr für Mutter oder Kind) sowie im Verlauf der 1960er Jahre auch die ethische beziehungsweise kriminologische Indikation (Abbruch nach Vergewaltigung) mehrheitlich anerkannt und kontextuelle Bezüge zunehmend in die Urteilsbildung einbezogen hatte, wurde in der deutschen evangelischen Kirche eine umfassende Reform des Abtreibungsstrafrechts Anfang der 1970er Jahre kaum mehr hinterfragt. Mehrheitlich setzten sich die evangelischen Stimmen für eine erweiterte Indikationenlösung ein, unter Einbezug sozialmedizinischer Aspekte. Eine Fristenregelung wurde jedoch abgelehnt, das Lebensrecht des Ungeborenen habe Vorrang vor dem Selbstbestimmungsrecht der Schwangeren.
Auch der Schweizerische Evangelische Kirchenbund (SEK) forderte 1973 in einer Stellungnahme zu drei Gesetzgebungsentwürfen eine sozialmedizinische Indikation: „Obschon wir aus evangelischer Grundhaltung heraus der sozialen Lage der werdenden Mutter volle Aufmerksamkeit schenken müssen, können wir der Indikationenlösung mit sozialer Indikation nicht beipflichten, weil das vorgeschlagene Abklärungsverfahren zu langwierig ist und eine vielschichtige Organisation erfordert. Wir könnten deshalb nur der Indikationenlösung ohne soziale Indikation zustimmen. Der Entwurf kann aber der durch eine unerwünschte Schwangerschaft oft entstehenden seelischen und sozialen Notlage nicht voll gerecht werden und sollte daher die sozialen Aspekte in erweitertem Masse mitberücksichtigen. Die Fristenlösung müssen wir ablehnen.“
Einer der ersten, die das Lebens- und Selbstbestimmungsrecht der Schwangeren demjenigen des Ungeborenen übergeordnet haben, war der Basler Theologieprofessor Hendrik van Oyen. Er betrachtete die Abtreibungsproblematik nicht wie üblich unter der Maxime des Tötungsverbots, sondern machte das Liebesgebot des Neuen Testaments zum Ausgangspunkt seiner Überlegungen. Sozialpolitische Maßnahmen wurden in den Vordergrund gerückt, um Abtreibungen möglichst zu vermeiden. Im August 1971 vertrat eine Gruppe von vier Theologieprofessoren aus Tübingen die Meinung, eine neue Regelung müsse die Verantwortungsfähigkeit und Verantwortungsbereitschaft der Betroffenen fördern. Der beste Schutz menschlichen Lebens sei die sozialpolitische Abwendung möglicher Bedrohungen menschenwürdigen Lebens.
Besonders klar befürwortete der Basler Theologieprofessor Gyula Barczay die Fristenregelung. Wenn das primäre Interesse dem unbedingten Schutz ungeborenen Lebens gelte, werde die christliche Verantwortung eingeengt und die Perspektive ethischen Denkens verfälscht. Die biblische Botschaft kenne keine isolierte Verantwortung für das bloß biologische Sein menschlichen Lebens. Im Neuen Testament werde das fünfte Gebot durch Wort und Verhalten Jesu radikal neu interpretiert. Das Gebot werde personalisiert. Verantwortung für das menschliche Leben gelte nicht dem Abstraktum „menschliches Leben“, sondern dem konkreten Mitmenschen mit der ihm eigenen Vergangenheit, Gegenwart und Zukunftserwartung. Es gehe um das leiblich-soziale-geistig-seelische Wohl des Mitmenschen. Menschwerdung sei nicht punktuell, sondern ein Prozess von der Gametenverschmelzung, der Nidation bis zur Geburt. Zu welchem Zeitpunkt werdendes Leben als individueller Mensch zu existieren beginne, sei nicht nur unentscheidbar, sondern auch unwesentlich. Wesentlich sei das Wohl des konkreten Mitmenschen. Erwünschtsein sei eine grundlegende Bedingung der humanen Qualität menschlichen Lebens. Eine ethisch richtige Entscheidung in dieser Frage sei nur als verantwortliche Entscheidung der an der Sache unmittelbar Beteiligten denkbar. Es „muss gesehen werden, dass es Situationen gibt, in denen ein unerwünschtes Kind ganz einfach nicht als Gabe und Geschenk verstanden werden kann. In solchen Fällen darf die Austragung der Schwangerschaft nicht durch Gesetz erzwungen werden.“
Diese Argumentation machte sich der SEK in seiner Stellungnahme vom 15. Mai 1997 zu eigen: „Menschliches Leben im biblischen Sinn ist nicht bloss biologisches Leben. Menschliches Leben ist mehr: Es ist eine leiblich-geistig-seelisch-soziale Einheit. […] Wir betrachten die Zeit der Schwangerschaft als eine Situation im Übergang. […] Je weiter die Entwicklung des werdenden Lebens fortgeschritten ist, desto grösseres Gewicht muss seinem Schutz zukommen.“ In seiner Stellungnahme vom 30. Oktober 2001 unterstützte der SEK die Fristenregelung. Aus evangelisch-theologischer Sicht gehe es vorrangig um die christliche Freiheit, das selbstverantwortete Handeln und um die Würde der Frau. Sittliche Subjekte seien freie, solidarische Menschen. Der schwangeren Frau sei die volle Entscheidungsfähigkeit zuzuerkennen, dabei müsse in Betracht gezogen werden, dass der Mensch unter sozialen und wirtschaftlichen Bedingungen lebt, leidet und entscheidet. Die Gewissensentscheide anderer seien zu achten.
Die Landessynode der Evangelisch-Lutherischen Kirche in Bayern beschloss 1991 in Rosenheim gegen den Willen von Landesbischof Johannes Hanselmann eine Erklärung, die zwar Schwangerschaftsabbruch nur bei medizinischer Indikation für gerechtfertigt erklärt, aber andererseits betont, dass auch in anderen „ganz ausweglos erscheinenden Notlagen“, die „letzte Entscheidung der betroffenen Frau von niemandem abgenommen werden“ könne.
Die EKD äußerte in ihrer Erklärung „Rolle der Frau in der EKD“ am 10. September 2004 vor dem Gleichstellungsausschuss des Europarats „Frauen und Religion“, dass ungeborenes Leben schutzwürdig sei, Frauen jedoch in eine derart ausweglose Konfliktsituation geraten könnten, dass sie für sich keinen anderen Weg sähen, als die Schwangerschaft abzubrechen. Derartige Konflikte könnten „z. B. aus dem Alter der Frau, der finanziellen Situation, aus Angst vor Verantwortung und Zukunft, einer zu erwartende Behinderung des Kindes, Beziehungsproblemen, der beruflichen Situation, Druck aus dem sozialen Umfeld oder einem nicht vorhandenen Kinderwunsch resultieren“. Letztlich sei die Entscheidung der Frau zu respektieren. „Das Leben des ungeborenen Kindes kann nur mit der schwangeren Frau und nicht gegen sie geschützt werden.“ Die Forderung, dass eine Frau ein ungewolltes Kind gegen ihren dezidierten Willen austragen und sich dann Jahrzehnte lang um das Kind kümmern müsse, wird abgelehnt; in das Leben der Mutter werde dadurch unwiderruflich eingegriffen.
2023 zeigte sich die EKD sogar offen für eine Verlängerung der Frist für einen straflosen Schwangerschaftsabbruch von 12 Wochen auf 22 Wochen. Dies stieß in den eigenen Reihen auf starke Kritik.
Das Dilemma zwischen dem Recht auf die eigene Lebensgestaltung der Frau und dem Lebensschutz des werdenden Kindes wurde schon 1996 im Evangelischen Kirchenlexikon als nicht auflösbar, ein Kompromiss als unmöglich bezeichnet.
Die feministische Theologie stellt die Autonomie und die Eigenverantwortung als Ausdruck der Menschenwürde unabhängig von der Entscheidung für oder gegen den Schwangerschaftsabbruch in den Vordergrund.

### Islam
Zum Thema Schwangerschaftsabbruch existieren im Islam verschiedene Haltungen und je nach Länge der Schwangerschaft wird deren vorzeitige Beendigung unterschiedlich beurteilt. Grundlage dafür bildet die koranische Beschreibung der Embryogenese, der zufolge sich die Entwicklung im Mutterleib in drei Phasen untergliedert (Sure 23:12–14). In Hadithen ist davon die Rede, dass jede dieser drei Phasen 40 Tage dauert. Danach empfängt der „Klumpen Fleisch“ am 120. Tag der Schwangerschaft die Seele, die ihm von einem Engel eingehaucht wird. Nach anderer Interpretation wird der Mensch bereits nach 40 Tagen beseelt. Nach Meinung vieler Gelehrter darf deshalb eine Schwangerschaft in ihrer frühen Phase bei körperlichem oder seelischem Leiden der Schwangeren abgebrochen werden. 1990 wurde darüber hinaus bei pathologischem PND-Befund, d. h. bei erwartbaren Behinderungen des Embryos, die Entscheidung über einen Schwangerschaftsabbruch den Eltern überantwortet. Einige muslimische Gelehrte stufen die frühe Entfernung der Leibesfrucht aber immer noch als schwere Sünde ein, da sie die Frucht als Teil des weiblichen Körpers betrachten, der von Gott anvertraut und damit unantastbar sei. Seit den 1990er Jahren wird verstärkt der rechtliche Status von Abtreibungen nach Vergewaltigungen diskutiert. Während allgemein die Tendenz besteht, das aus einer Vergewaltigung hervorgegangene Kind zu schützen, mit dem Argument, dass dieses keine Schuld an dem Verbrechen trägt, hat 1999 der Mufti von Jerusalem Ikrima Sa'id Sabri Abtreibungen nach systematischen Vergewaltigungen im Kosovokrieg erlaubt. Ein Schwangerschaftsabbruch nach dem 120. Tag gilt allgemein als verboten, es sei denn, die Geburt gefährdet mit Sicherheit das Leben der Mutter.

### Buddhismus
Nach buddhistischer Vorstellung ist das Nehmen von jeglichem Leben in jeglicher Form mit schlechtem Karma verbunden. Zudem ist es buddhistischen Laien und Mönchen im Rahmen der Fünf Silas untersagt, Leben zu nehmen. Jedoch liegen die negativen Auswirkungen eines Tötens von Fall zu Fall unterschiedlich. Daher ist nach buddhistischer Denkweise ein fundamentales Ablehnen des Schwangerschaftsabbruches ebenso problematisch wie ein fundamentales Einverständnis damit. Als möglicher Einwand wäre hier zwar zu nennen, dass ein willentlich vorgenommener Schwangerschaftsabbruch kein Nehmen eines Lebens darstellt, da der Embryo unabhängig vom Mutterleib ohnehin nicht überleben könnte. Jedoch ist hier zu entgegnen, dass unter normalen Umständen (also bei einem gesunden Embryo) ohne äußerliche Hindernisse (wie Abtreibung) ein neues Leben entstehen würde. Daher ist ein Schwangerschaftsabbruch mindestens ein indirekter Verstoß gegen buddhistische Gebote.

## Gesellschaftliche Kontroverse
Schwangerschaftsabbrüche waren und sind in nahezu allen Kulturen verbreitet. Sie werden kontrovers beurteilt. Aus den USA stammt das Schlagwort „Pro-Choice“ für die Forderung, Schwangerschaftsabbrüche allgemein zuzulassen. Einige Gegner formieren sich dort unter dem entgegengesetzten Schlagwort „Pro-Life“ in sogenannten „Lebensrechtsbewegungen“. Kontrovers sind dabei u. a. die Fragen,
- welche ethisch relevanten Eigenschaften wie Menschenwürde, Persönlichkeitsrechte, Lebensrecht oder Schmerzempfinden in den vorgeburtlichen Entwicklungsstadien gegeben sind, wie diese zusammenhängen und unter welchen Umständen sie welches Gewicht haben (siehe auch SKIP-Argumente);
- ob es für die Beurteilung einschlägige Rechte der Frau, etwa Verfügungsrechte über ihren Körper, oder Rechte anderer betroffener Personen oder Institutionen gibt und wie derartige Rechte zu gewichten sind, welches Recht also bei welchem Typ von Kollision von Rechten einen Vorrang bekommt;
- wer gegebenenfalls über Abbruch oder Fortsetzung der Schwangerschaft entscheiden darf, etwa: die betroffene Frau, Väter, Ärzte oder Gerichte;
- welche Auswirkung die Strafbarkeit des Schwangerschaftsabbruchs auf die Zahl der Abbrüche hat;
- wie sich eine Legalisierung des Eingriffes auf die Zahl medizinischer Komplikationen auswirkt, ob dadurch also gravierende Folgen, wie Infertilität und Todesfälle unter den Frauen vermindert werden;
- welche rechtlichen Rahmenbedingungen aus diesen empirischen und moralischen Fragen resultieren sollten.

Bei der moralischen Beurteilung geht es im Wesentlichen darum, wem welche Rechte zuzuschreiben sind. Soweit man bestimmte Schutzrechte oder Abwehrrechte des ungeborenen Kindes an Begriffe wie „Person“ oder „Menschsein“, „Empfindungsfähigkeit“, „Selbstbewusstsein“ oder ähnliches bindet, ist immer noch strittig, ab welcher Phase der Schwangerschaft diese Begriffe anwendbar sind. Beispielsweise wurden die folgenden Ereignisse und Entwicklungsschritte vorgeschlagen, um dem Fötus bestimmte Rechte zuzuschreiben:
- die Befruchtung, also die Verschmelzung von Eizelle und Spermium
- die Nidation, also das Einnisten der befruchteten Eizelle in der Gebärmutterschleimhaut
- das Einsetzen der Hirnströme in Analogie zur Definition des Hirntodes
- die Empfindungsfähigkeit des Fötus
- bestimmte Schwangerschaftswochen, wie z. B. in der Fristenregelung
- die Überlebensfähigkeit außerhalb des Körpers der Frau
- die Geburt des Kindes, etwa in gesetzlichen Vorschriften[111]

Gegen derartige Kriterien wird u. a. eingewendet, dass die physiologische Entwicklung kontinuierlich verlaufe und mithin jede (oder zumindest einige) der obigen Bedingungen willkürlich seien, oder dass man ohnehin von einer Identität und darum Kontinuität des späteren Rechteträgers zu allen früheren Stadien auszugehen habe.

### Altertum
Aus der Antike gibt es nur wenige Textzeugnisse, die sich mit Schwangerschaftsabbrüchen befassen. In den orientalischen Überlieferungen ist lediglich die Folge des Abortes von einem Schlag gegen die Frau behandelt, so in mehreren Vorschriften des Codex Hammurapi mit detaillierten Abstufungen der Strafe je nach dem sozialen Stand der Frau. Ähnliches galt im assyrischen und sumerischen Recht sowie in der Bibel (siehe Abschnitt Judentum).
Im antiken Griechenland war der Schwangerschaftsabbruch ein Mittel, das z. B. bei hohem Alter der Eltern oder hoher Bevölkerungsdichte empfohlen wurde. Im attischen Recht gibt es nur eine Stelle mit Bezug zum Abbruch. Dort wird einer Schwangeren ein Abbruch untersagt, wenn ihr Mann während der Schwangerschaft stirbt. Es sollte ein Erbe geboren werden können, der dem Mann nachfolgte. Mutmaßungen, dass bereits die Orphiker für das Lebensrecht des ungeborenen Kindes eingetreten seien, konnten nicht belegt werden. Sicher bezeugt ist die Einstufung des Schwangerschaftsabbruches als Mord in einer Inschrift eines Privatheiligtums im lydischen Philadelphia. Eine als fälschlich dem Lysias zugeschrieben geltende Rede „περὶ τὴς ἀμβλώσεως“ geht der Frage nach, ob der Embryo ein Mensch und die Abtreibung damit Mord sei.
Im Corpus Hippocraticum wird die Anwendung eines Pessars durch den Arzt verboten. Die Aussagen zum Abbruch sind schwer zu deuten und ein vieldiskutierter Punkt. In der Version, die heute noch bekannt ist, werden sowohl chirurgische als auch orale Abbruchmethoden nicht ausgeschlossen. Dafür, dass Abbrüche weder verboten noch verpönt waren, spricht auch eine andere Stelle des Corpus, in dem einer Prostituierten geraten wird, solange auf und ab zu springen und mit den Hacken gegen das Gesäß zu schlagen, bis der Fötus abgestoßen wird. Jedoch wurde nach Cicero in Milet eine Frau wegen Schwangerschaftsabbruch zum Tode verurteilt, was darauf hindeutet, dass man darin eine Straftat sah.
Die griechische Medizin unterschied auch zwischen Abbruch und Verhütung. Heute gibt es Probleme mit der Deutung der Terminologie. Möglicherweise wurden medizinische Mittel, die kontrazeptiv eingesetzt wurden – um etwa Menstruationsblut auszutreiben – auch als Abbruchmittel verwendet, ohne dass der Abbruch als solcher benannt wurde. Auch Abführmittel, Diuretika und Emetika sowie die Vaginalschleimhaut reizende Mittel sind als Abtreibungsmittel im Corpus Hippocraticum erwähnt. Das ist auch deshalb nicht mehr einfach zu deuten, weil der Prozess der Zeugung anders als heute interpretiert wurde und eine Befruchtung noch nicht als der Beginn der Schwangerschaft, sondern als Teil eines längeren Prozesses interpretiert wurde. So konnte die Auslösung einer ausgebliebenen Menstruation auch ein Abbruch gewesen sein, da eine beginnende Schwangerschaft nicht als solche betrachtet wurde.
Von Bedeutung war für die griechischen Ärzte auch der Grund eines Abbruchs. Laut Soranos von Ephesos gab es zwei Gruppen. Die erste legte den hippokratischen Eid in der Weise aus, dass Abbrüche untersagt waren. Andere Ärzte hießen Abbrüche aus therapeutischen Gründen oftmals gut. Abbrüche wegen sozialer und kosmetischer Gründe wurden jedoch meist abgelehnt.
Im römischen Recht der Republik und der frühen Kaiserzeit waren Abbrüche erlaubt, da der Fötus nicht als unabhängiges Leben, sondern als Teil der Mutter angesehen wurde, der im Eigentum des Vaters stand. Somit hatte eine Leibesfrucht keinen Rechtsstatus. Der Schwangerschaftsabbruch war daher nur dann eine Straftat, wenn er von einem familienrechtlich Unbefugten vorgenommen wurde. Unter Antoninus Pius und Septimius Severus wurde um 200 Abbruch verfolgt und mit zeitweiliger Verbannung bestraft, wenn die Frau einen Abbruch ohne Erlaubnis ihres Mannes vornahm. Abbruch war demnach sozial und rechtlich akzeptiert, wenn der Vater (oder der Ehemann) die Zustimmung gab und die Frau den Abbruch überlebte. Tat sie das nicht, war dies ein Strafdelikt, das auf den Trankverabreicher zurückfiel. Deshalb konnte nur eine verheiratete oder geschiedene Frau, die von ihrem bisherigen Mann schwanger war, bestraft werden. Die spätere Ablehnung des Schwangerschaftsabbruches ist wahrscheinlich auf die Pythagoreer zurückzuführen, die strenge Moralvorstellungen entwickelten.
Das üblichste Abbruchmittel war die Gabe eines Abbruchtrankes, der aber zu Magenverstimmungen und Kopfbeschwerden führen konnte. Soranos riet, zunächst körperlich anstrengende Übungen und starke Massagen anzuwenden. Dazu sollte es Umschläge und Bäder geben. Schließlich folgte der Aderlass und Schütteln. Wenn dann nichts anderes half, sollten milde Zäpfchen eingesetzt werden. Spitze Gegenstände sollen wegen des damit verbundenen Risikos möglichst nicht eingesetzt werden. Dennoch gibt es schriftliches Zeugnis über deren Verwendung während der gesamten römischen Kaiserzeit.
Allerdings galten auch geborene Kinder nach römischem Recht noch nicht als unbedingt schützenswert. Daher war ein weiteres häufig verwendetes Mittel zur Geburtenregelung die Tötung des Kindes nach der Geburt. Dies hing damit zusammen, dass Schwangerschaftsabbrüche damals mit der erheblichen Gefahr verbunden waren, dass die Schwangere dabei starb oder bleibende körperliche Schäden erlitt. Daher wurden Kinder häufig ausgetragen und dann entweder ihrem Schicksal überlassen (Aussetzung) oder direkt nach der Geburt getötet. Der Fund der Überreste von etwa 100 Säuglingen in einem römischen Bad in Askalon wird dieser Methode der Geburtenregelung zugeordnet.
Vielerorts, insbesondere bei matrilinear lebenden Völkern, gilt die Entscheidung über einen Schwangerschaftsabbruch als alleinige Angelegenheit der Frau oder ihrer Sippe und die Kindesväter haben kein Mitspracherecht. In einigen an Seelenwanderung glaubenden Naturvölkern wird ein Schwangerschaftsabbruch nicht als Tötung angesehen, sondern als Angebot an das Kind, zu einem besser geeigneten Zeitpunkt wiederzukehren. Die Ureinwohner Australiens und andere Nomadenvölker setz(t)en Abbruch gezielt zur Geburtenregelung ein.
Für manche indigenen Völker Südamerikas war der Gebrauch abtreibender Kräuter offensichtlich problemlos, bevor sie missioniert wurden:

„Der Jesuit GILI [1721–1789], der fünfzehn Jahre lang die Indianer am Orinoco Beichte gehört hat und sich rühmt, i segreti delle donne maritate [die Geheimnisse der Ehefrauen] zu kennen, äußert sich darüber mit verwunderlicher Naivetät. ‚In Europa‘, sagt er, ‚fürchten sich die Eheweiber vor dem Kinderbekommen, weil sie nicht wissen, wie sie sie ernähren, kleiden, ausstatten sollen. Von all diesen Sorgen wissen die Weiber am Orinoco nichts. Sie wählen die Zeit, wo sie Mütter werden wollen, nach zwei gerade entgegengesetzten Systemen, je nachdem sie von den Mitteln, sich frisch und schön zu erhalten, diese oder jene Vorstellung haben. Die einen behaupten, und diese Meinung ist die vorherrschende, es sey besser, man fange spät an Kinder zu bekommen, um sich in den ersten Jahren der Ehe ohne Unterbrechung der Arbeit im Haus und Feld widmen zu können. Andere glauben im Gegentheil, es stärke die Gesundheit und verhelfe zu einem glücklichen Alter, wenn man sehr jung Mutter geworden sey. Je nachdem die Indianer das eine oder das andere System haben, werden die Abtreibemittel in verschiedenen Lebensaltern gebraucht.‘ Sieht man hier, wie selbstsüchtig der Wilde seine Berechnungen anstellt, so möchte man den civilisirten Völkern in Europa Glück wünschen, daß Ecbolia, die dem Anschein nach der Gesundheit so wenig schaden, ihnen bis jetzt unbekannt geblieben sind.“

### Philosophische Positionen der Gegenwart
Die moralische Beurteilung von Schwangerschaftsabbrüchen ist eines der meistdiskutierten Themen der praktischen Philosophie. Aus der Vielzahl moraltheoretischer Rahmentheorien resultieren entsprechend unterschiedliche Argumente. Auch zusätzliche, für die Beurteilung wichtige Voraussetzungen – etwa ontologische Annahmen über die Identität oder Nichtidentität von Individuen über Zeit und Szenarien hinweg – bestimmen die ethischen Positionen zum Schwangerschaftsabbruch. Während z. B. einige Moraltheorien davon ausgehen, dass moralische Beurteilungen unbedingte Rechte ins Zentrum stellen sollten (Deontologie), setzen viele andere voraus, dass der Begriff moralischer Rechte, soweit er überhaupt sinnvoll ist, relativ auf andere Bedingungen ist, beispielsweise subjektive Präferenzen (Utilitarismus). Neben den nachfolgend exemplarisch behandelten haben u. a. auch Michael Tooley, David Boonin, Louis Pojman, Stephen D. Schwarz, John Gillespie, Harry J. Gensler und John Noonan häufig fachwissenschaftlich diskutierte Beiträge vorgelegt.

#### Peter Singer
Einer der bekanntesten Philosophen, die in sehr vielen Fällen einen Schwangerschaftsabbruch für moralisch zulässig halten, ist der australische Ethiker Peter Singer. Er wurde zunächst vor allem durch seine tierethischen Positionen bekannt. Ihm zufolge ist eine moralische Beurteilung einzig an der gleichberechtigten Abwägung der Interessen aller Betroffenen vorzunehmen (Präferenzutilitarismus). Zu prüfen sei jeweils, in welchem Ausmaß diese Präferenzen durch die Konsequenzen einer Handlung erfüllt oder nicht erfüllt würden (Konsequenzialismus).
Anschauungen darüber, ob oder ab wann ein Fötus als „Mensch“ zu bezeichnen ist, seien daher für die moralische Beurteilung von Schwangerschaftsabbrüchen irrelevant. Moralisch relevant seien vielmehr mit der Ausbildung von Präferenzen zusammenhängende Eigenschaften wie „Rationalität, Selbstbewußtsein, Bewußtsein, Autonomie, Lust- und Schmerzempfinden und so weiter“. Nur Bewusstsein und Schmerzempfinden kämen hier, was den Embryo oder Fötus betrifft, überhaupt in Betracht. Wenn diese vorlägen, „sollte Abtreibung nicht leichtgenommen werden (falls eine Frau jemals einen Schwangerschaftsabbruch leichtnimmt).“ Allerdings werde auch dann nur eine Existenz beendet, die nicht mehr moralischen Wert habe als höher entwickelte Tiere – deren Abschlachtung den meisten Menschen moralisch unbedenklich erscheine, „nur weil uns deren Fleisch schmeckt“; analog sei „selbst ein Schwangerschaftsabbruch in einem späten Stadium der Schwangerschaft aus den trivialsten Gründen […] schwerlich zu verurteilen“.
Solange aber Schmerzempfinden und Bewusstsein nicht vorlägen, beende „ein Schwangerschaftsabbruch eine Existenz, die überhaupt keinen Wert an sich hat.“ Es könnten daher allenfalls noch die Interessen anderer Betroffener speziell am Leben des zukünftigen Kindes in Rechnung gestellt werden; bei einem Schwangerschaftsabbruch sei aber vorauszusetzen, „daß die am meisten Betroffenen – die potentiellen Eltern oder zumindest die potentielle Mutter – den Abbruch auch wirklich wollen“.
Singer gibt an, einige Abtreibungsgegner würden argumentieren, dass bei einer Abtreibung zwar keine bereits vorliegenden Interessen verletzt würden. Der Fötus sei jedoch ein potentielles menschliches Leben und es sei bereits aufgrund dieses Potentials falsch, ihn zu töten. Derartige potentielle Eigenschaften hält Singer aber grundsätzlich für moralisch irrelevant: es gebe keinen allgemeinen Grund, einem potentiellen X dieselben moralischen Rechte zuzusprechen wie einem wirklichen X, und es gebe hier auch keine anderen Gesichtspunkte, wegen irgendwelcher potentieller Eigenschaften weitere moralische Rechte zuzuschreiben, als gegebenenfalls ohnehin aufgrund faktisch realisierter Eigenschaften zuzuschreiben sind.

#### Don Marquis
Der US-amerikanische Philosoph Don Marquis vertrat eine nicht religiös begründete Position gegen Schwangerschaftsabbrüche. In seinem bekannt gewordenen Aufsatz Why Abortion is Immoral stellt er für die traditionellen Argumentationsmuster ein Patt fest. In deren Argumentationen käme es jeweils zu einer entgegengesetzten Charakterisierung des Fötus (z. B. schon Mensch – noch kein Mensch), die dann notwendig zu einer ebenso entgegengesetzten Bewertung nach allgemeinen Moralprinzipien führten. Dabei gerieten beide Grundannahmen in bestimmten Grenzfällen in logische Probleme. In beiden Ansätzen glaubte er sogar, einen möglichen naturalistischen Fehlschluss zu erkennen.
Marquis nahm für sich in Anspruch, in dieser Frage einen generelleren Ansatz gefunden zu haben. Ausgehend von der jedem Menschen intuitiv einsichtigen Annahme, es sei falsch, ihn selbst zu töten, entwickelte er, dass dasjenige, was eine Tötung grundsätzlich falsch mache, die Auswirkung auf das Opfer sei, und zwar im Wesentlichen dadurch, dass diesem seine Zukunft genommen werde. Er nannte seinen Ansatz Valuable-future-like-ours-Theorie (etwa: „Theorie der wertvollen Zukunft wie unserer“). Marquis kam mit dieser Argumentation zu dem Ergebnis, dass Schwangerschaftsabbrüche abgesehen von seltenen Ausnahmefällen (prima facie) unmoralisch seien. Sein Ansatz bietet seiner Meinung nach auch den Vorteil, dass damit eine einsichtige Abstufung des Lebensschutzes möglich sei, wo andere Ansätze in logische Konflikte gerieten.
Das zentrale Gegenargument gegen den Valuable-future-like-ours-Ansatz ist die Identity objection. Auf einer psychologischen Identitätstheorie aufbauend wird argumentiert, dass ein Fötus vor der Entwicklung von Bewusstsein eben nicht eine Zukunft habe, und er daher kein existierender Mensch sei. Psychologischen Identitätstheorien zufolge, die Identität auf Grundlage mentalen Erlebens konstruieren, gäbe es keine geteilte Identität zwischen dem Fötus und einem Menschen, der erst später existiere und damit nur ein möglicher sei. Dementsprechend sei eine mögliche spätere Zukunft nicht die Zukunft des Fötus. Diese Argumentation beschränkt sich auf Schwangerschaftsabbrüche bei Föten ohne mentale Zustände. Die Entstehung des Bewusstseins wird in zeitlicher Nähe der 24. oder um die 20. Schwangerschaftswoche vermutet, wobei erste Gehirnfunktionen schon deutlich früher beginnen. Gegen den Einwand verweist Marquis darauf, dass der Zustand der zeitweisen Bewusstseinslosigkeit, wie bsplw. der Schlaf, nicht dazu führen würde, dass das Recht auf Leben abgesprochen wird.

### Frauenbewegung
In der Frauenbewegung war der Abbruch seit Anfang des 20. Jahrhunderts ein Thema. Unter den Feministinnen der Frühzeit gab es divergierende Meinungen. Als eine der ersten forderte Helene Stöcker ab 1905 als Vorsitzende des Bundes für Mutterschutz und Sexualreform die Abschaffung des Paragrafen 218, wobei sich bei ihr rassistische Ideen von „Hochzüchtung“ und lebensunwertem Leben mit der Forderung auf das Abtreibungsrecht vermischten. 1904 veröffentlichte Gertrud von Bülow (1844–1927) eine Schrift mit dem Titel: Das Recht zur Beseitigung keimenden Lebens, in der sie den § 218 als einen „unwürdigen Eingriff in die allerintimste Privatangelegenheit eines Weibes“ kennzeichnete. Auch viele andere Reformer der Zeit vor dem Ersten Weltkrieg argumentierten mit „rassischen“ Argumenten für das Abtreibungsrecht.
Linke Politiker und Ärzte wie Friedrich Wolf (Theaterstück Cyankali), Else Kienle oder in der Schweiz Fritz Brupbacher (Broschüre Kindersegen, Fruchtverhütung, Fruchtabtreibung, 1925) unterstützten diese Forderung aus sozialen Gründen.
Die entgegengesetzte Meinung vertrat die Vorsitzende des bürgerlich dominierten Bundes Deutscher Frauenvereine (BDF) Gertrud Bäumer. In der Zeitschrift des BDF schrieb Hilde Adler 1920, die Freigabe der Abtreibung würde zu einem katastrophalen Geburtenrückgang und zu sexueller Verwilderung führen.
Ab den 60er Jahren des 20. Jahrhunderts forderte die zweite Welle der Frauenbewegung vor allem mit dem Argument der „Selbstbestimmung der Frau“ („ob Kinder oder keine, bestimmen wir alleine“; „mein Bauch gehört mir“) die Freigabe des Schwangerschaftsabbruchs. So setzte sich die Frauenbewegung politisch für die Straffreiheit des Abbruchs, teilweise auch für ein Recht dazu, ein. 1971 bekannten sich beispielsweise – nach französischem Vorbild – 374 Frauen in der Titelstory Wir haben abgetrieben! der Zeitschrift Stern öffentlich zu ihrer Abtreibung, um damit gegen den § 218 StGB zu protestieren. Die Diskussion wurde dadurch vorangetrieben. In der Bundesrepublik Deutschland wird bis heute (Stand November 2024) heftig um die Neuregelung des Schwangerschaftsabbruchs gekämpft.

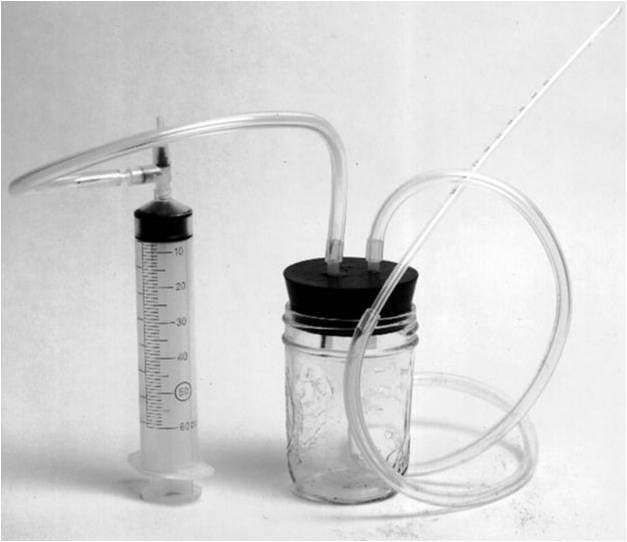
Ein Del Em

In den Vereinigten Staaten bewarb eine Gruppe von Feministinnen um Lorraine Rothman seit 1971 eine Praxis, die sie als Menstrual extraction bezeichnete, und darin bestand, mit Hilfe eines Spekulums und einer aus leicht beschaffbaren Einzelteilen selbst zusammengebauten Apparatur („Del Em“) Menstruationsblut aus dem Uterus direkt abzusaugen. Hintergrund dieser Kampagne, die auch im feministischen Umfeld nur wenig Resonanz fand, war weniger die Einführung einer praktischen neuen Methode der Monatshygiene, als vielmehr die Erzeugung einer rechtlichen Grauzone, in der Frauen sehr frühe Schwangerschaftsabbrüche unter dem Vorwand des „Absaugens der Menstruation“ ohne Sorge vor Strafverfolgung selbst würden durchführen können.

### Geschlechtsselektive Schwangerschaftsabbrüche
Geschlechtsselektive Schwangerschaftsabbrüche sind solche, die ihren Grund darin haben, dass das Kind nicht das gewünschte Geschlecht aufweist. Global betrifft dies vor allem weibliche Feten (weiblicher Fetozid oder pränataler Femizid), die insbesondere in China und Indien millionenfach aufgrund ihres Geschlechts abgetrieben werden. In China verstärkte die Ein-Kind-Politik in Verbindung mit der konfuzianischen Tradition, die männliche Erblinie zu erhalten, die Bevorzugung von Söhnen erheblich; in Indien spielen aufgrund der gewöhnlich hohen Aussteuer beziehungsweise Mitgift für Mädchen wirtschaftliche Gründe eine nennenswerte Rolle. Amartya Sen problematisierte die pränatale Geschlechtsselektion 1990 unter dem Stichwort der missing women („fehlende Frauen“), deren Zahl er mit 100 Millionen bezifferte.

„Weltweit fehlen schätzungsweise 113 bis 200 Millionen Frauen, weil weibliche Föten gezielt abgetrieben, Mädchen als Babys getötet oder so schlecht versorgt werden, dass sie nicht überleben. Allein in Indien und China werden nach neuesten Schätzungen jährlich eine Million weibliche Föten abgetrieben.“

Auch Albanien, Armenien, Aserbaidschan und Georgien wurden wegen einer zu Männerüberschuss hin verschobenen Geschlechterverteilung der Neugeborenen 2011 vom Europarat gerügt. In Deutschland werden geschlechtsselektive Abbrüche dadurch unterbunden, dass das Geschlecht des Ungeborenen den Eltern nach § 15 Art. 1 GenDG erst nach Ablauf der 12. Schwangerschaftswoche mitgeteilt werden darf.
Die sozioökonomischen Folgen des Männerüberschusses (Zunahme von Frauenhandel, Prostitution und Gewalt in Familien, instabiles Sozialsystem) werden als gravierend eingeschätzt.

### Gleichstellungspolitik
Im April 2024 wurde in das Europäische Parlament ein Antrag auf Aufnahme des Rechts auf Abtreibung in die Charta der Grundrechte der Europäischen Union eingebracht.
Eine gleichstellungspolitische Forderung in Teilen Skandinaviens ist die sog. Papierabtreibung, nach der Männer die Möglichkeit haben sollten, vor der Geburt ihres Kindes auf alle Rechte und Pflichten gegenüber dem Kind zu verzichten, insbesondere das Sorgerecht und die Verpflichtung zum Kindesunterhalt, um damit ein ungewolltes Kind zumindest „auf dem Papier“ abzutreiben.

## Weltweite Situation

### Einflussfaktoren
Gegner der Strafbarkeit des Schwangerschaftsabbruchs führen an, dass die Abbruchrate in Staaten, in denen Schwangerschaftsabbruch auf Verlangen der Schwangeren straflos ist, geringer oder vergleichbar derjenigen in Staaten mit restriktiver Gesetzgebung sei. Eine Überprüfung ist auf Grund unzureichender statistischer Erhebungen und einer hohen Dunkelziffer nur schwer möglich; einige Quellen gehen aber zumindest von keiner signifikant erhöhten Zahl an Schwangerschaftsabbrüchen in Ländern aus, in denen diesbezüglich Straffreiheit herrscht.
Demgegenüber scheint ein direkter Zusammenhang zwischen dem Grad der Sexualaufklärung in einer Bevölkerung und der Abbruchrate zu bestehen. „Je besser Länder über Verhütungsmittel aufklären, je mehr Anstrengungen sie in die Prävention stecken, umso niedriger ist die Zahl der Schwangerschaftsabbrüche“, erklärt der Gynäkologe und langjährige Präsident der FIAPAC (Fédération internationale des associés professionnels de l’avortement et de la contraception), Christian Fiala. Ein Beispiel hierfür sind die Niederlande: Jugendliche werden dort durch Schule und Medien umfassend aufgeklärt und der Zugang zu Verhütungsmitteln ist problemlos. Das Land hat eine der niedrigsten Abbruchraten der Welt.
Außerdem haben die zur Verfügung stehenden sozialen Hilfen für Eltern und Kinder (z. B. Kindergeld, Elterngeld, Bürgergeld, Kindertagesbetreuung) sowie der Anspruch auf Betreuungsunterhalt Einfluss auf die Entscheidung der Schwangeren.

### Anzahl und Abbruchraten
Nach Schätzungen der Weltgesundheitsorganisation (2011) wurden jährlich etwa 210 Millionen Frauen schwanger und etwa 135 Millionen Kinder wurden lebend geboren. Die übrigen 75 Millionen Schwangerschaften endeten mit Totgeburten, Spontanaborten oder durch Schwangerschaftsabbruch. Etwa 40 Prozent aller Schwangerschaften sind ungeplant und etwa ein Fünftel aller schwangeren Frauen entschließt sich zu einem Abbruch. Dies entsprach 2011 wohl jährlich etwa 42 Millionen Schwangerschaftsabbrüchen, davon etwa 20 Millionen legal und 22 Millionen gegen die gesetzlichen Bestimmungen am Ausführungsort. Inzwischen (2021) gibt die WHO aber mit Verweis auf eine externe Studie von um die 73 Millionen jährlich stattfindenden Abtreibungen an.
Als Schwangerschaftsabbruchrate wird die Anzahl der Abbrüche pro 1000 Frauen im gebärfähigen Alter (in der Regel 15- bis 44-Jährige) in einer territorialen Einheit pro Jahr bezeichnet. Diese Rate betrug nach Schätzungen 2008 weltweit 28, in Europa 27 (Westeuropa 12, Osteuropa 43), in Nordamerika 19, in Lateinamerika 32, in Asien 28 und in Afrika 29. Die niedrigste Abbruchrate Europas hatte 2008 die Schweiz mit 6,5.

### Todesfälle unter den Müttern
Der Großteil der illegalen Abbrüche wird von Laien und meist unter medizinisch und hygienisch prekären Bedingungen durchgeführt, was oft zu lebensbedrohlichen Komplikationen führt. Nach Schätzung der WHO im Jahr 2008 sterben jährlich etwa 47.000 Frauen bei illegalen Schwangerschaftsabbrüchen. Diese Schätzung wurde gegenüber früheren Schätzungen (69.000 für das Jahr 1990) gesenkt. Der Rückgang der Todesfälle fand insbesondere in Südamerika statt, nachdem die Frauen dort mehr und mehr mit Medikamenten abtreiben statt durch Eingriffe.
Nach einer Untersuchung der Jahre 1995 bis 2008 seien in Afrika 97 % der Abbrüche unsicher bzw. nicht fachgerecht durchgeführt worden, in Lateinamerika seien es 95 %, in Asien je nach Region zwischen 40 und 65 %. In Ostasien, Nordamerika, Westeuropa hingegen seien die Abbrüche fast zu 100 % sicher, in Osteuropa habe der Unsicherheitsfaktor 13 % betragen.

## Situation nach Ländern

### Deutschland

#### Geltendes Recht
Der Schwangerschaftsabbruch wird in Deutschland nach den §§ 218 ff. des Strafgesetzbuches (StGB) mit Freiheitsstrafe bis zu drei Jahren oder Geldstrafe bestraft. In besonders schweren Fällen ist die Strafe Freiheitsstrafe von sechs Monaten bis zu fünf Jahren. Ein besonders schwerer Fall liegt in der Regel bei Begehung gegen den Willen der Schwangeren oder wenn sie leichtfertig in die Gefahr des Todes oder einer schweren Gesundheitsschädigung gebracht wird, vor, kommt aber auch in anderen Fällen in Frage (z. B. bei Gewerbsmäßigkeit oder Spätabtreibung). Wenn keine wirksame Einwilligung der Schwangeren vorliegt, ergibt sich durch die in Tateinheit stehende gefährliche Körperverletzung seit der Verschärfung dieses Tatbestands 1998 aber eine Höchststrafe von zehn Jahren.
Für die Schwangere beträgt die Höchststrafe ein Jahr, die Feststellung eines besonders schweren Falls ist bei ihr ausgeschlossen.
Die Schwangerschaft beginnt juristisch mit der Nidation (Einnistung). „Handlungen, deren Wirkung vor Abschluß der Einnistung des befruchteten Eies in der Gebärmutter eintritt“, gelten somit nicht als Schwangerschaftsabbruch (§ 218 Abs. 1 S. 2 StGB).
Die Strafbarkeit für Arzt und Schwangere hat mehrere Ausnahmen (siehe unten sowie Nasciturus).
Der Anwendungsbereich der §§ 218 bis 219b StGB endet nach fast einhelliger Auffassung mit dem Beginn der Geburt, der hier mit dem Einsetzen der Eröffnungswehen gleichgesetzt wird. Eingriffe nach diesem Zeitpunkt werden als Tötungsdelikte im Sinne der §§ 211 bis 216 und § 222 StGB verfolgt. Dies wird insbesondere damit begründet, dass das Kind von diesem Punkt an stärkeren strafrechtlichen Schutz brauche. Dabei kommt es für die Abgrenzung auf den Zeitpunkt der Einwirkung an, nicht auf den Zeitpunkt des tatbestandsmäßigen Erfolges (des Todes). Daher liegt Schwangerschaftsabbruch und nicht Mord oder Totschlag vor, wenn der Täter auf das Kind vor der Geburt einwirkt, der Tod aber erst nach der Geburt eintritt.

##### Ausnahmen von der Strafbarkeit
Tatbestandslose oder gerechtfertigte und damit straffreie Ausnahmen stehen in § 218a StGB:
1. § 218a Abs. 1 (Fristenregelung mit Beratungspflicht): Die Schwangere verlangt den Abbruch und kann nachweisen, dass sie an einer Schwangerschaftskonfliktberatung teilgenommen und danach eine dreitägige Bedenkzeit (der Tag der Beratung wird nach § 187 BGB nicht mitgezählt)[158] eingehalten hat. Hier ist der Schwangerschaftsabbruch nur innerhalb der ersten zwölf Wochen nach der Befruchtung (d. h. 14 Wochen gerechnet ab dem ersten Tag der letzten Regelblutung)[159] straffrei.
2. § 218a Abs. 2 (Medizinische Indikation): Es besteht eine Gefahr für das Leben der Schwangeren oder „die Gefahr einer schwerwiegenden Beeinträchtigung des körperlichen oder seelischen Gesundheitszustandes der Schwangeren“, die nicht auf andere für die Schwangere „zumutbare Weise abgewendet werden kann.“ In diesem Fall ist ein Schwangerschaftsabbruch während der gesamten Zeit der Schwangerschaft zulässig.
3. § 218a Abs. 3 (Kriminogene oder kriminologische Indikation): Es bestehen dringende Gründe zu der Annahme, dass die Schwangerschaft Folge einer Vergewaltigung, eines sexuellen Übergriffs, einer sexuellen Nötigung oder eines sexuellen Missbrauchs von Kindern ist. Auch hier ist der Schwangerschaftsabbruch nur innerhalb der ersten zwölf Wochen zulässig, im Gegensatz zu Abs. 1 übernimmt die Krankenkasse wie bei Abs. 2 die Kosten (vgl. unten).

In jedem Fall darf der Abbruch nur mit Einwilligung der Schwangeren und nur von einem Arzt ausgeführt werden. Minderjährige Schwangere können die Einwilligung ohne Zustimmung der Eltern erteilen, wenn sie geistig reif genug sind.
In den Ausnahmefällen 2 und 3 ist der Abbruch nicht rechtswidrig. In der Fassung des § 218a StGB vom Juli 1992 wurde auch im Fall 1 der Abbruch als nicht rechtswidrig bezeichnet; dies wurde jedoch 1993 vom Bundesverfassungsgericht wegen Unvereinbarkeit mit Art. 1 Abs. 1 in Verbindung mit Art. 2 Abs. 2 Satz 1 des Grundgesetzes für verfassungswidrig erklärt (siehe auch unten: Geschichte seit 1990). In Bestätigung seiner vorherigen Rechtsprechung muss laut Leitsätzen „Der Schwangerschaftsabbruch […] für die ganze Dauer der Schwangerschaft grundsätzlich als Unrecht angesehen und demgemäß rechtlich verboten sein“. Nothilfe zugunsten des Ungeborenen solle jedoch nicht erlaubt sein. Das Strafgesetzbuch wurde daraufhin 1995 so geändert, dass in diesem Fall der Abbruch nicht mehr ausdrücklich für „nicht rechtswidrig“ erklärt wird, aber der Tatbestand des Schwangerschaftsabbruches als nicht erfüllt gilt. Damit ist der fristgerechte, beratene Abbruch für alle Beteiligten straflos. Die Frage der Rechtswidrigkeit wird durch den Tatbestandsausschluss nicht geklärt; inwieweit die Frage durch die Regelung offengelassen wurde, ist umstritten. Die vordringende Auffassung stellt den Tatbestandsausschluss de facto einem Rechtfertigungsgrund gleich.
Mit der Neuregelung von 1995 wurde die sogenannte fötale (embryopathische) Indikation, die bis zur 24. SSW befristet war, aus dem Strafgesetzbuch gestrichen. Wird bei einer vorgeburtlichen Untersuchung eine Fehlbildung festgestellt, ist ein Abbruch aber aufgrund der medizinischen Indikation zulässig, wenn die körperliche oder seelische Gesundheit der Schwangeren, unter Berücksichtigung ihrer gegenwärtigen und zukünftigen Lebensverhältnisse, durch ein behindertes Kind in unzumutbarer Weise beeinträchtigt würde. Es müssen Belastungen zu befürchten sein, die ein solches Maß an Aufopferung eigener Lebenswerte verlangen, dass dies von der Frau nicht erwartet werden kann. Bei der zu erwartenden Geburt eines schwerbehinderten Kindes und der hieraus resultierenden besonderen Lebenssituation müssen diese Belastungen dergestalt sein, dass sie die Mutter in ihrer Konstitution überfordern und die Gefahr einer schwerwiegenden Beeinträchtigung ihres seelischen Gesundheitszustandes als so drohend erscheinen lassen, dass bei der gebotenen Güterabwägung das Lebensrecht des Ungeborenen dahinter zurückzutreten hat. In der Praxis ist es nicht immer möglich, eine Fehlbildung vor der Geburt sicher festzustellen. Deshalb entscheiden sich einige Schwangere zum Abbruch, auch wenn eine schwere Beeinträchtigung bloß wahrscheinlich ist. Außerdem kommt es zu Fehldiagnosen, sodass ein in der Statistik nicht ausgewiesener Anteil von Spätabbrüchen gesunde Föten betrifft, umgekehrt manchmal aber auch schwere Behinderungen unentdeckt bleiben.
Sollte bei einem Spätabbruch das Kind überleben, ist der Arzt verpflichtet, nach der Geburt sofort lebenserhaltende Maßnahmen einzuleiten. Dies gilt auch, wenn der Abbruch selbst nicht strafbar war.
Nach § 218b Abs. 1 muss bei medizinischer oder kriminologischer Indikation die Bescheinigung eines (in Deutschland approbierten) Arztes, der den Abbruch nicht selbst vornimmt, darüber vorliegen, ob deren Voraussetzungen gegeben sind; dadurch wird allerdings der Arzt, der den Schwangerschaftsabbruch vornimmt, nicht von seiner Pflicht zur eigenen Untersuchung der Voraussetzungen befreit. Auch an eine negative Bescheinigung ist er nicht gebunden, darf also die Schwangerschaft abbrechen, wenn tatsächlich eine medizinische oder kriminologische Indikation vorliegt (Beweisproblem ist Risiko für den abbrechenden Arzt und das Ungeborene).
Mit dem am 1. Januar 2010 in Kraft getretenen „Gesetz zur Änderung des Schwangerschaftskonfliktgesetzes“ wurden die Anforderungen an eine umfassende Aufklärung, Betreuung und Begleitung der Schwangeren bei einer möglichen Indikation, insbesondere nach der Eröffnung eines auffälligen pränataldiagnostischen Befunds, neu geregelt. Das Schwangerschaftskonfliktgesetz (SchKG) schreibt nun auch für Abbrüche, die mit Indikation vorgenommen werden, eine dreitägige Bedenkzeit zwischen Diagnose oder Beratung und Schwangerschaftsabbruch vor, die für diese Fälle 1995 abgeschafft worden war. Die Schwangere soll nicht im ersten „Schock“ nach der Diagnose eine Entscheidung treffen. Bei gegenwärtiger erheblicher Gefahr für Leib oder Leben der Schwangeren gilt keine Bedenkzeit.
Im Falle eines Abbruchs zwischen der 14. und 24. SSW ohne eine medizinische Indikation bleibt die Schwangere selbst straffrei, wenn sie an der Schwangerschaftskonfliktberatung teilgenommen hat. Der Arzt und jeder andere Beteiligte handelt jedoch strafbar. Unabhängig von der Dauer der Schwangerschaft kann das Gericht von Strafe absehen, wenn sich die Schwangere zur Zeit des Eingriffs in besonderer Bedrängnis befunden hat (§ 218a Abs. 4 StGB).

##### Weigerungsrecht
Nach § 12 Abs. 1 SchKG ist niemand zur Mitwirkung an einem Schwangerschaftsabbruch verpflichtet.
Das Weigerungsrecht steht nicht nur dem durchführenden Arzt zu, sondern auch allen anderen direkt Beteiligten, wie etwa Anästhesisten und Krankenschwestern. Nicht direkt Beteiligte, wie etwa Verwaltungspersonal, können sich nicht auf das Weigerungsrecht berufen. Behandlungen vor der Entscheidung zum Schwangerschaftsabbruch und die Nachsorge sind vom Weigerungsrecht ausgenommen, hier greift gegebenenfalls die Vertragsfreiheit des Arztes.
§ 12 Abs. 2 SchKG bestimmt allerdings eine Mitwirkungspflicht für die Fälle, wenn sie notwendig ist, um von der Schwangeren eine anders nicht abwendbare Gefahr des Todes oder einer schweren Gesundheitsschädigung abzuwenden.
Nach Ansicht des Bundesverfassungsgerichtes ist ein Arzt verpflichtet, einen von ihm „nicht für verantwortbar gehaltenen Abbruch“ abzulehnen.
Generell gegen Schwangerschaftsabbrüche (und damit auch generell gegen ärztliche Mitwirkung) sprechen sich ärztliche Pro-Life-Organisationen, wie European Pro-Life Doctors und der Bund Katholischer Ärzte in Deutschland, aus. Starke regionale, oft religiös bedingte Unterschiede in der Bereitschaft, am Schwangerschaftsabbruch mitzuwirken, werden kritisiert, da diese es erschwerten, einen Arzt für den Eingriff zu finden. Außerdem kann durch den Gebrauch des Rechtes nach § 12 Abs. 1 SchKG der Entscheidungsspielraum der Schwangeren faktisch eingeschränkt werden.

##### Hirntod der Schwangeren
Ob nach Feststellung des Hirntodes die Einstellung lebenserhaltender Maßnahmen zulässig ist oder einen Schwangerschaftsabbruch durch Unterlassen impliziert, ist umstritten. Siehe dazu Hirntod#Hirntote Schwangere und Erlanger Baby.

##### Kosten und Kostenübernahme
Die Kosten für den Schwangerschaftsabbruch selbst betragen in den ersten 12 Wochen etwa 360 € (medikamentöser Abbruch) bis 460 € (Vakuumaspiration).
Die Kosten für Vor- und Nachuntersuchung sowie Behandlung etwaiger Komplikationen werden von allen Kostenträgern (Krankenversicherung, Beamtenbeihilfe, Sozialämter) übernommen.
Ebenso werden die Kosten für Schwangerschaftsabbrüche mit medizinischer Indikation übernommen. Schwangerschaftsabbrüche mit kriminologischer Indikation werden von den gesetzlichen Kostenträgern ebenfalls übernommen, von privaten Krankenversicherungen teilweise auch.
Schwangerschaftsabbrüche nach der Fristenregelung mit Beratungspflicht müssen selbst bezahlt werden. Schwangere mit geringem eigenem Einkommen (seit Juli 2025 bis zu 1.500 €), die ihren Wohnsitz oder gewöhnlichen Aufenthalt in Deutschland haben, erhalten, wenn ihnen persönlich kein kurzfristig verwertbares Vermögen zur Verfügung steht oder der Einsatz des Vermögens für sie eine unbillige Härte bedeuten würde, (unabhängig von ihrer Versicherung) die Behandlung kostenfrei, wenn sie dies vor dem Eingriff beantragen. Die Einkommensgrenze erhöht sich (seit Juli 2025 um jeweils 356 €) für jedes Kind, dem die Frau unterhaltspflichtig ist, wenn das Kind minderjährig ist und ihrem Haushalt angehört oder wenn es von ihr überwiegend unterhalten wird. Übersteigen die Kosten der Unterkunft für die Frau und die Kinder einen bestimmten Betrag (seit Juli 2025 440 €), so erhöht sich die Einkommensgrenze um den Mehrbetrag, höchstens jedoch um den zuletzt genannten Betrag. Die Kosten für diese Schwangerschaftsabbrüche werden über die gesetzlichen Krankenkassen abgerechnet und dann der Krankenkasse vom jeweiligen Bundesland erstattet.

#### Statistik
2023 und 2024 wurden je rund 106.000 Schwangerschaftsabbrüche gemeldet.
| Jahr | 1996     | 2001     | 2006     | 2011    | 2012    | 2013    | 2014    | 2015    | 2016    | 2017    | 2018    | 2019    | 2020    | 2021    | 2022    |
| --- | -------- | -------- | -------- | ------- | ------- | ------- | ------- | ------- | ------- | ------- | ------- | ------- | ------- | ------- | ------- |
| Lebendgeburten | 796 013  | 734 475  | 672 724  | 662 685 | 673 544 | 682 069 | 714 927 | 737 575 | 792 141 | 784 901 | 787 523 | 778 090 | 773 144 | 795 492 | 738 856 |
| Abbrüche insgesamt | 130 899  | 134 964  | 119 710  | 108 867 | 106 815 | 102 802 | 99 715  | 99 237  | 98 721  | 101 209 | 100 986 | 100 893 | 99 948  | 94 596  | 103 927 |
| Abbrüche pro 1000 Geburten (lebend) | 164,4    | 183,8    | 177,9    | 164,3   | 158,6   | 150,7   | 139,5   | 134,5   | 124,6   | 128,9   | 128,2   | 129,7   | 129,3   | 118,9   | 140,7   |
| Abbrüche je 1000 Frauen (15-44 Jahre) | 7,65     | 8,04     | 7,42     | 7,52    | 7,45    | 7,23    | 7,05    | 6,98    | 6,96    | 7,13    | 7,10    | 7,08    | 7,03    | 6,65    | 7,15    |
| Anzahl Frauen (15-44 Jahre) in Tsd. | 17 109   | 16 783   | 16 133   | 14 480  | 14 337  | 14 216  | 14 146  | 14 215  | 14 182  | 14 188  | 14 222  | 14 240  | 14 212  | 14 215  | 14 545  |
| nach Familienstand: |          |          |          |         |         |         |         |         |         |         |         |         |         |         |         |
| Ledig | 53 195   | 62 806   | 61 919   | 61 654  | 60 993  | 58 810  | 57 584  | 57 234  | 56 069  | 57 294  | 58 366  | 58 070  | 57 814  | 55 059  | 60 602  |
| Verheiratet | 68 524   | 63 686   | 51 119   | 42 153  | 40 742  | 39 355  | 37 628  | 37 659  | 38 529  | 39 669  | 38 712  | 38 727  | 38 286  | 35 961  | 39 656  |
| Verwitwet | 760      | 555      | 382      | 207     | 222     | 213     | 195     | 228     | 214     | 188     | 174     | 198     | 182     | 182     | 199     |
| Geschieden | 8 420    | 7 917    | 6 290    | 4 853   | 4 858   | 4 424   | 4 308   | 4 116   | 3 909   | 4 058   | 3 734   | 3 898   | 3 666   | 3 394   | 3 470   |
| nach rechtlicher Begründung: |          |          |          |         |         |         |         |         |         |         |         |         |         |         |         |
| Beratungsregelung | 126 025  | 131 340  | 116 636  | 105 357 | 103 462 | 99 079  | 96 080  | 95 338  | 94 908  | 97 278  | 97 151  | 97 001  | 96 110  | 90 643  | 99 968  |
| Medizinische Indikation | 4 818    | 3 575    | 3 046    | 3 485   | 3 326   | 3 703   | 3 594   | 3 879   | 3 785   | 3 911   | 3 815   | 3 875   | 3 809   | 3 903   | 3 924   |
| Kriminologische Indikation | 56       | 49       | 28       | 25      | 27      | 20      | 41      | 20      | 28      | 20      | 20      | 17      | 29      | 50      | 35      |
| nach Zeitpunkt#: |          |          |          |         |         |         |         |         |         |         |         |         |         |         |         |
| bis einschl. 13. Woche* | 128 791* | 132 883* | 117 390* | 105 976 | 104 069 | 100 002 | 96 935  | 96 442  | 95 892  | 98 496  | 98 168  | 97 974  | 97 074  | 91 510  | 100 814 |
| 14. bis einschl. 23. Woche* | 1 949*   | 1 904*   | 2 137*   | 2 411   | 2 299   | 2 238   | 2 196   | 2 161   | 2 199   | 2 059   | 2 163   | 2 271   | 2 226   | 2 358   | 2 373   |
| ab 24 Wochen* | 159*     | 177*     | 183*     | 480     | 447     | 562     | 548     | 634     | 630     | 654     | 655     | 648     | 648     | 728     | 740     |
| nach vorherigen Lebendgeburten: |          |          |          |         |         |         |         |         |         |         |         |         |         |         |         |
| keine | 47 809   | 53 352   | 48 760   | 43 937  | 42 616  | 40 506  | 39 261  | 38 793  | 38 506  | 39 627  | 40 417  | 40 537  | 40 663  | 38 686  | 43 828  |
| mindestens 1 | 80 090   | 81 342   | 70 950   | 65 070  | 64 199  | 62 296  | 60 454  | 60 444  | 60 215  | 61 582  | 60 569  | 60 356  | 59 285  | 55 910  | 60 099  |
| davor 1 | 32 709   | 34 413   | 31 055   | 28 126  | 27 914  | 26 718  | 25 316  | 24 869  | 24 259  | 24 036  | 23 051  | 22 510  | 22 001  | 20 542  | 21 785  |
| davor 2 | 34 677   | 32 277   | 27 726   | 24 724  | 24 387  | 23 711  | 23 159  | 23 111  | 22 863  | 24 069  | 24 005  | 24 124  | 23 700  | 22 254  | 24 009  |
| davor 3 | 11 287   | 10 705   | 8 776    | 8 508   | 8 355   | 8 260   | 8 310   | 8 533   | 8 895   | 8 995   | 9 023   | 9 229   | 9 279   | 8 772   | 9 604   |
| davor 4 | 3 052    | 2 883    | 2 344    | 2 437   | 2 409   | 2 431   | 2 509   | 2 597   | 2 724   | 2 906   | 2 955   | 2 929   | 2 804   | 2 896   | 3 043   |
| davor 5 und mehr | 1 365    | 1 334    | 1 049    | 1 135   | 1 134   | 1 176   | 1 160   | 1 334   | 1 474   | 1 576   | 1 535   | 1 564   | 1 501   | 1 446   | 1 658   |
| Stand: 31. Dezember 2022. # Da die statistischen Daten sich auf die Dauer der Schwangerschaft ab der Befruchtung (p.c.) beziehen, wurden die Angaben auf die in diesem Artikel zugrunde gelegte medizinische Angabe der Schwangerschaftswochen (p.m.) umgerechnet. * Ab 2010 wurden die Grenzen der Zeiträume von 14. bis 24. Woche auf 13. bis 23. Woche verändert, dadurch sind die Reihen nicht mehr unmittelbar vergleichbar. |          |          |          |         |         |         |         |         |         |         |         |         |         |         |         |

In der Tabelle werden statistische Daten über Schwangerschaftsabbrüche in Deutschland seit Inkrafttreten der Beratungsregelung 1996 mit der Zahl der Lebendgeburten als Bezugsgröße dargestellt. Zur besseren Übersicht werden die Daten vor 2011 in Fünfjahresintervallen angegeben.
Von 1996 bis zum Jahr 2000 warnte das Statistische Bundesamt in seinen eigenen Mitteilungen jedes Jahr selbst davor, die von ihm veröffentlichten Zahlen als zuverlässig zu betrachten. Die Dunkelziffer der nicht in der Statistik erfassten Schwangerschaftsabbrüche ist unklar; Manfred Spieker sieht nur gut die Hälfte der Abbrüche erfasst. Als Grundlage für diese Schätzung dienen im Ausland durchgeführte (Spät-)Abbrüche, Mehrlingsreduktionen nach In-vitro-Fertilisation, höhere Zahlen von bei den Krankenkassen abgerechneten Abbrüchen und die unvollständige, nicht kontrollierbare Meldepraxis von Gynäkologen.
Aus der Aufschlüsselung der Abbrüche nach der Begründung und dem Zeitpunkt des Abbruches ergibt sich, dass der weit überwiegende Teil (97 Prozent) der Abbrüche nach der Beratungsregelung vorgenommen wird und über 97 Prozent bis einschließlich der 14. Woche p. m. Jedoch hat die Zahl der sogenannten „Spätabbrüche“ jenseits der 14. SSW nicht entsprechend dem allgemeinen Rückgang abgenommen. Es werden also medizinische Gründe (s. o.) relativ häufiger zur Begründung eines späteren Abbruches herangezogen.
Die Anzahl der Abbrüche nach kriminologischer Indikation fällt offiziell kaum ins Gewicht, allerdings ist die Dunkelziffer solcher Delikte allgemein hoch und oft werden Schwangerschaften auch über die Beratungsregelung abgebrochen ohne Angabe des Grundes, dass sie infolge eines Verbrechens entstanden sind. Statistische Erhebungen zur Altersverteilung der Frauen beim Schwangerschaftsabbruch zeigen, nach den Daten von 2011, dass nur 10 Prozent der Frauen, die einen Schwangerschaftsabbruch vornehmen lassen, unter 20 Jahre alt sind. Abbrüche sind also nicht vor allem ein Phänomen sehr junger Frauen. Der Schwerpunkt der Abbrüche verteilt sich relativ gleichmäßig über die Altersklassen von 20 bis 40 Jahren mit einer abfallenden Tendenz bei höherem Alter der Frauen. Etwa 60 Prozent der Frauen haben bereits ein oder mehrere Kinder.
Weiterhin lässt auch eine insgesamt nicht erfasste Anzahl von deutschen Schwangeren Abbrüche im Ausland vornehmen (in diesem Fall ist gemäß § 5 Nr. 9 StGB für deutsche Gerichte deutsches Strafrecht anwendbar, vgl. oben).

#### Geschichte

##### Mittelalter
Um 507 bestimmte die Lex Salica in Abschnitt XXIV § 4: „Wer ein Kind im Mutterleibe getötet hat, oder bevor es einen Namen erhalten hat, und dessen überführt worden ist, werde um 4000 Denare, das sind 100 Solidi, gebüßt.“
Die längste Zeit des Mittelalters wurde Abtreibung nicht bestraft, da das Prinzip Wo kein Kläger, da kein Richter auch im Strafrecht galt. Mit der Einführung der Inquisition wurde die Abtreibung nach und nach in den deutschen Ländern unter Strafe gestellt.
Ein spätes Beispiel für eine solche Strafbestimmung ist Artikel 158 der Bambergischen Peinlichen Halsgerichtsordnung, die Vorbild der Constitutio Criminalis Carolina (siehe nächster Absatz) wurde.

##### Neuzeit
In der Constitutio Criminalis Carolina (sog. peinliche Gerichtsordnung) Kaiser Karls V. wurde in Artikel 133 als Strafe für Abtreibung der mindestens drei Monaten alten „beseelten“ Leibesfrucht für Männer Tod durch das Schwert, für Frauen Tod durch Ertränken oder eine andere (dem Ermessen überlassene) Hinrichtungsart angedroht. Abtreibung einer noch nicht als „beseelt“ geltenden Leibesfrucht wurde nach Ermessen bestraft, wobei allerdings Todes- und Körperstrafen ausgeschlossen waren, da sie nicht ausdrücklich angedroht wurden (Artikel 104).
In Preußen galt ab 1794 das Allgemeine Landrecht, das unter dem Einfluss aufgeklärten Gedankenguts erlassen wurde und in mehrfacher Hinsicht einen Einschnitt in der deutschen Rechtsgeschichte darstellte. Es schaffte die Todesstrafe für Abtreibung ab und verbesserte den Rechtsstatus abhängiger, minderjähriger und unbegüterter Personen in entscheidenden Punkten. Im Ersten Teil findet sich im Ersten Titel auch eine Bestimmung, die bereits die frühesten Lebensstadien des Menschen dem Schutz der staatlichen Rechtsgemeinschaft unterstellt: „Die allgemeinen Rechte der Menschheit gebühren auch den noch ungeborenen Kindern schon von der Zeit ihrer Empfängnis“ (§ 10) und folgerichtig heißt es dann in „§ 11: Wer für schon geborene Kinder zu sorgen schuldig ist, der hat gleiche Pflichten in Ansehung der noch im Mutterleibe befindlichen“. Im Zweiten Teil wurde im Zwanzigsten Titel in § 986 für Abtreibung in den ersten 30 Wochen Zuchthaus von zwei bis sechs Jahren und in § 987 für danach begangene Abtreibung Zuchthaus von acht bis zehn Jahren angedroht. Für mehrfache Abtreibung sah § 989 unabhängig von der Dauer der Schwangerschaft Stäupen und lebenslange Freiheitsstrafe vor. Bei Begehung ohne Einwilligung der Schwangeren legte § 990 als Strafdauer zehn Jahre bis lebenslang fest. Dagegen unterschied das preußische Strafgesetzbuch von 1851 nicht mehr nach der Dauer der Schwangerschaft und sah in § 181 Zuchthaus von zwei bis fünf Jahren vor. Für Begehung ohne Wissen oder Willen der Schwangeren sah § 182 Zuchthaus von fünf bis zwanzig Jahren, bei Verursachung ihres Todes lebenslange Zuchthausstrafe vor.
Das Strafgesetzbuch für das Königreich Bayern von 1813 unterschied nicht mehr nach der Schwangerschaftsdauer und sah für Abtreibung die Strafe von vier bis acht Jahren Arbeitshaus vor (Art. 172 f.). Hatte ein Dritter die Tat ohne Einwilligung der Schwangeren begangen und sie dadurch in Lebensgefahr gebracht oder einen dauerhaften Schaden an ihrer Gesundheit verursacht, wurde er mit sechzehn- bis zwanzigjähriger Zuchthausstrafe, wenn er aber den Tod der Schwangeren dadurch verursacht hatte, mit dem Tode bestraft (Art. 173). Das Strafgesetzbuch für das Königreich Bayern von 1861, das am 1. Juli 1862 in Kraft trat, sah Gefängnis von drei bis fünf Jahren vor (Art. 243). Wer aus eigennützigen Gründen in mehr als zwei Fällen Schwangeren bei der Abtreibung geholfen hatte, wurde mit Zuchthaus von vier bis zwölf Jahren bestraft (Art. 244). Abtreibung ohne Einwilligung der Schwangeren wurde mit Zuchthaus von vier bis sechzehn Jahren und bei einem bleibenden Gesundheitsnachteil oder Tod der Schwangeren mit Zuchthausstrafe nicht unter zwölf Jahren bestraft (Art. 245).
Am 1. Januar 1871 trat die Urfassung des § 218 des Strafgesetzbuches im Norddeutschen Bund in Kraft, in der eine Schwangere, „welche ihre Frucht abtreibt oder im Mutterleibe tödtet“, mit Zuchthaus bis zu fünf Jahren bestraft wird. Bei „mildernden Umständen“ wurde stattdessen Gefängnisstrafe von sechs Monaten bis zu fünf Jahren verhängt. Ebenso wurden Dritte bestraft, die die Tat mit Einwilligung der Schwangeren begingen. Das Mindestmaß der Zuchthausstrafe betrug, da nicht höher angedroht, ein Jahr (§ 14 Abs. 2). § 219 sah Zuchthaus bis zu zehn Jahre für Dritte vor, die für die Tat ein Entgelt erhalten hatten. Dirk von Behren sah als wichtigsten Grund für die strafrechtliche Verfolgung „die Forderung von Regierung, Wirtschaft und der Kirche nach verstärktem Bevölkerungswachstum.“ § 220 bestrafte Abtreibung ohne Einwilligung der Schwangeren mit Zuchthaus von zwei bis fünfzehn Jahren; wenn durch die Tat der Tod der Schwangeren verursacht wurde, mit zehn bis fünfzehn Jahren oder lebenslangem Zuchthaus.

##### Deutsches Reich
Kaiserreich
Im neu gegründeten Deutschen Kaiserreich trat am 1. Januar 1872 das Reichsstrafgesetzbuch in Kraft, das die §§ 218 bis 220 aus dem Strafgesetzbuch für den Norddeutschen Bund unverändert übernahm.
1908 forderte die Frauenrechtlerin Camilla Jellinek auf der Generalversammlung des Bundes deutscher Frauenvereine die Abschaffung des § 218. Nach einer äußerst heftig geführten Debatte folgte die Mehrheit Jellineks Vorschlag nicht. 1909 sahen mehrere Entwürfe aus dem Reichstag eine Änderung des § 218 mit dem Ziel der Strafmilderung vor.
Weimarer Republik
Am 2. Juli 1920 brachten 81 Abgeordnete der USPD einen Antrag in den Reichstag ein, die §§ 218, 219 und 220 des Strafgesetzbuches aufzuheben. Es fanden weder Diskussion noch Abstimmung im Reichstag statt. Zu den unterzeichnenden Abgeordneten gehörten unter anderem Rudolf Breitscheid und Georg Ledebour. Die USPD griff mit diesem Antrag die Forderungen der radikalen Frauenbewegung und Sexualreformer auf.
Am 31. Juli 1920 brachten 55 SPD-Abgeordnete des Reichstags (darunter der spätere Reichsjustizminister Gustav Radbruch) einen Antrag im Reichstag ein, Abtreibung solle straflos sein, „wenn sie von der Schwangeren oder einem staatlich anerkannten (approbierten) Arzt innerhalb der ersten drei Monate der Schwangerschaft vorgenommen“ worden ist. Der von Radbruch maßgeblich initiierte Antrag hatte letztlich keinen Erfolg, er blieb deutlich hinter seiner Zeit zurück. Radbruch sagte im Reichstag: „Nicht die Freigabe der Abtreibung in den Grenzen unseres Vorschlages ist unsere Tendenz, sondern lediglich ihre Straflosigkeit. Wir wollen nicht ein Recht verleihen, sondern eine Strafe aufheben. Völlig fern liegt uns die individualistische Begründung bürgerlicher Frauenrechtlerinnen für die Aufhebung der Abtreibungsstrafe, daß jedermann unbedingt freier Herr seines Körpers sei.“ Am 23. Januar 1922 legte die KPD dem Reichstag einen Gesetzentwurf zur Außerkraftsetzung der § 218 und 219 vor. Am 27. Mai 1922 griff der KPD-Abgeordnete Wilhelm Koenen in der 213. Sitzung des Reichstags den „schamlosen Abtreibungsparagraphen“ an und forderte die „Beseitigung der §§ 218 bis 222“, wobei er auch „das reaktionäre Reich unter dem sozialdemokratischen Minister Radbruch“ kritisierte, weil er den „Frauen, die noch unter den furchtbaren Abtreibungsparagraphen leiden“, keine „Erleichterungen“ geben wolle. Am 5. März 1924 legte die KPD dem Reichstag einen Gesetzesentwurf zur Aufhebung der §§ 218 und 219 vor und zur Amnestierung der nach diesen Paragraphen Verurteilten.
Durch Gesetz vom 18. Mai 1926 (Inkrafttreten 8. Juni 1926) wurde die Abtreibung grundsätzlich vom Verbrechen zum Vergehen gemildert: „Auf Antrag der SPD wird das Strafmaß von Zuchthaus auf Gefängnis und die Mindeststrafe von einem halben Jahr auf einen Tag herabgesetzt, wobei allerdings die Zuchthausstrafe für gewerbsmäßig oder ohne Einwilligung der Schwangeren handelnde Täter beibehalten wurde.“ 1927 erachtete das Reichsgericht die Ausführung einer Schwangerschaftsunterbrechung durch einen Arzt unter bestimmten Voraussetzungen als rechtlich zulässig. Im Fall eines „unverschuldeten, auf andere Weise nicht zu beseitigenden Nothstandes zur Rettung aus einer gegenwärtigen Gefahr für Leib oder Leben“ liegt ein strafbarer Schwangerschaftsabbruch nicht vor. Die Straflosigkeit des Schwangerschaftsabbruchs zur Abwendung einer Gefahr für das Leben oder der Gefahr einer schwerwiegenden Beeinträchtigung des körperlichen oder seelischen Gesundheitszustandes der Schwangeren wurde in der Bundesrepublik Deutschland ausdrücklich in § 218a Abs. 2 StGB geregelt (siehe unten).

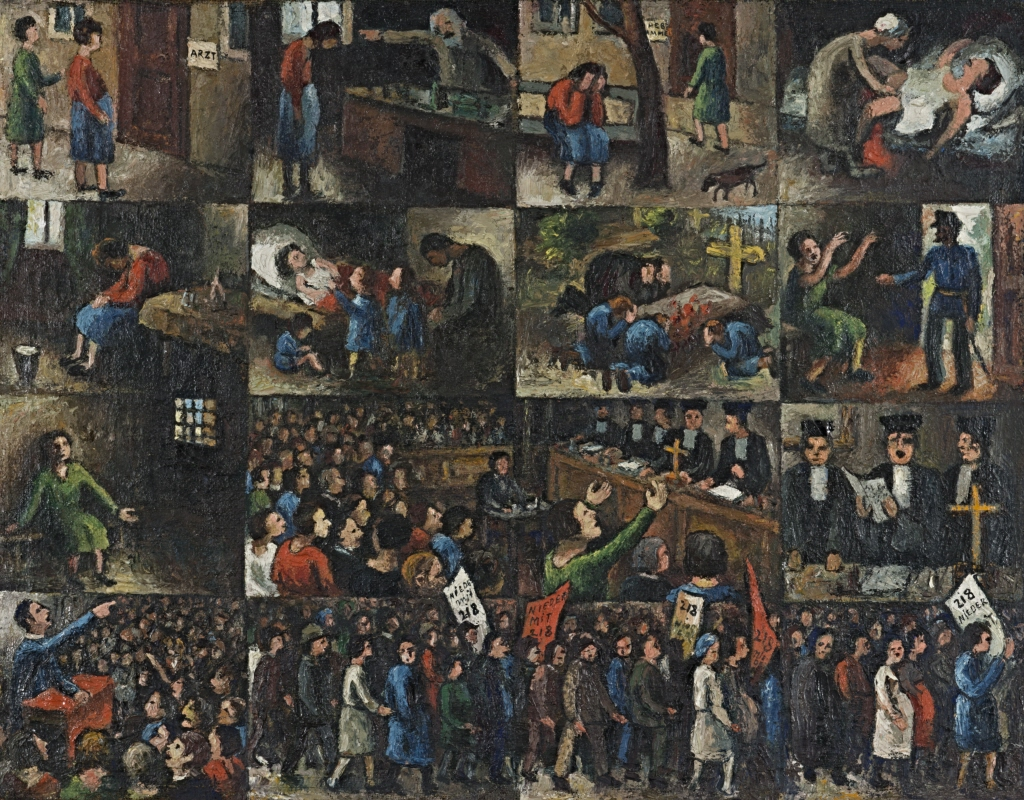
Arthur Segal: Das Abtreibungsgesetz, 1931 (Berlinische Galerie)

1929 spitzte sich der Kampf um den § 218 zu: Künstler und Schriftsteller nahmen Stellung und griffen das Thema literarisch auf. Alice Lex-Nerlinger, Käthe Kollwitz, Franz Krey, „Maria und der Paragraph“, Alfred Döblin, „Die Ehe“, Kurt Tucholsky, „Die Leibesfrucht“, Friedrich Wolfs Theaterstück Cyankali, Film Kuhle Wampe oder: Wem gehört die Welt?. Ärzte beteiligten sich an der Kontroverse, insbesondere der Verein sozialistischer Ärzte. Am 20. Februar 1931 wurden der Arzt und Schriftsteller Friedrich Wolf und die Ärztin Else Kienle aufgrund des Vorwurfs, gewerbsmäßig Abtreibungen durchgeführt zu haben, verhaftet. Beide positionierten sich bereits vor ihrer Verhaftung öffentlich gegen den § 218. Kienle indem sie eine kostenlose Beratungsstelle des Reichsverbandes für Geburtenregelung und Sexualhygiene leitete und Vorträge zu diesen Themen hielt und Wolf vor allem durch sein Drama Cyankali. Die Verhaftung der beiden Ärzte führte zu Massenprotesten und -veranstaltungen, angeführt von der KPD, in der Wolf Mitglied war. Es bildeten sich in fast allen größeren Städten der Weimarer Republik „Kampfausschüsse gegen den § 218“. Ein Komitee für Selbstbezichtigung gegen § 218, das auf einen Vorschlag des Arztes Heinrich Dehmel (1891–1932) in der Weltbühne vom 13. Mai 1930 zurückgeht und zu dessen Mitgliedern oder Sympathisanten Thea von Harbou, Lion Feuchtwanger und Albert Einstein gehören, fordert „Frauen und Ärzte zur Massenselbstbezichtigung“ auf, „um auf diese Weise die Hinfälligkeit dieses Gesetzes zu demonstrieren.“ Nach der Freilassung der beiden Ärzte bröckelt die Bewegung langsam ab. Die Befürworter des § 218 melden sich verstärkt zu Wort und die Nationalsozialisten betreiben Gegenpropaganda.
Zeit des Nationalsozialismus
Zu den ersten Gesetzen, die das NS-Regime nach der Machtergreifung 1933 erließ, gehörte die Wiedereinführung der §§ 219 und 220 im Reichsstrafgesetzbuch, die nun das öffentliche Ankündigen, Anpreisen und Ausstellen von Mitteln, Gegenständen und Verfahren zur Abtreibung und das öffentliche Anbieten eigener oder fremder Dienste zur Förderung von Abtreibungen unter Strafe stellten, also auch dann, wenn es dadurch zu keiner Abtreibung gekommen war. Vor 1933 waren Schwangerschaftsabbrüche vorwiegend mit Geld- und Gefängnisstrafen von weniger als drei Monaten geahndet worden; unter der NS-Herrschaft nahm der Anteil der höheren Gefängnisstrafen deutlich zu.
Das Gesetz zur Verhütung erbkranken Nachwuchses vom 14. Juli 1933 sah die Unfruchtbarmachung (Sterilisation) „erbkranker“ Personen vor, „wenn nach den Erfahrungen der ärztlichen Wissenschaft mit großer Wahrscheinlichkeit zu erwarten ist, daß ihre Nachkommen an schweren körperlichen oder geistigen Erbschäden leiden werden.“ Das Gesetz zur Änderung des Gesetzes zur Verhütung erbkranken Nachwuchses vom 26. Juni 1935 legte in § 10 a fest, dass nach der rechtskräftigen Entscheidung eines Erbgesundheitsgerichtes auf Unfruchtbarmachung einer Frau, die schwanger ist, diese Schwangerschaft mit Einwilligung der Betroffenen unterbrochen werden kann, „es sei denn, daß die Frucht schon lebensfähig ist“ oder Gefahr für das Leben der Schwangeren droht. Als nicht lebensfähig wurden Ungeborene bis zum 6. Monat definiert. Bei nicht einsichtsfähigen Frauen war die Einwilligung des gesetzlichen Vertreters oder Pflegers erforderlich.
Außerdem erlaubte § 14 Abs. 1 des Änderungsgesetzes die Unfruchtbarmachung und Schwangerschaftsunterbrechungen auch bei nicht erbkranken Personen, „wenn ein Arzt sie nach den Regeln der ärztlichen Kunst zur Abwendung einer ernsten Gefahr für das Leben oder die Gesundheit desjenigen, an dem er sie vornimmt, und mit dessen Einwilligung vollzieht.“ Eine Abtreibung aus medizinischen Gründen hatte das Reichsgericht schon 1927 zugelassen (vgl. oben).
Aufgrund Artikel 6 Abs. 2 der Vierten Verordnung zur Ausführung des Gesetzes zur Verhütung erbkranken Nachwuchses vom 18. Juli 1935 wurden 1936 Richtlinien für Schwangerschaftsunterbrechung und Unfruchtbarmachung aus gesundheitlichen Gründen vom Reichsinnenministerium herausgegeben, die festlegten, unter welchen Voraussetzungen solche gesundheitlichen Gründe vorhanden waren. Das Ministerium bildete außerdem Gutachterstellen, die darüber entschieden, ob gesundheitliche Gründe die Unterbrechung der Schwangerschaft oder die Unfruchtbarmachung erfordern. Die Leiter der Gutachterstellen mussten „arischer Abstammung“ im Sinne der Ersten Verordnung zur Durchführung des Gesetzes zur Wiederherstellung des Berufsbeamtentums sein (Artikel 7 Absatz 1 der Vierten Verordnung vom 18. Juli 1935). Die Einleitung eines Verfahrens vor der Gutachterterstelle konnte nicht die Schwangere selbst, sondern nur ein approbierter Arzt beantragen (Artikel 8).
1935 gründete Heinrich Himmler den Lebensborn e. V., der sich zur Aufgabe machte, „den Kinderreichtum in der SS zu unterstützen, jede Mutter guten Blutes zu schützen und zu betreuen und für hilfsbedürftige Mütter und Kinder guten Blutes zu sorgen“. Lebensborn gab unverheirateten Frauen die materielle Möglichkeit, ihre Kinder auszutragen, und bot ihnen so eine Alternative zum Schwangerschaftsabbruch.
Am 10. Oktober 1936 wurde durch einen Geheimerlass die Reichszentrale zur Bekämpfung der Homosexualität und der Abtreibung geschaffen.
Mutterschaft galt nicht mehr als Privatsache, sondern wurde in den Dienst der NS-Politik gestellt. Die „größte Leistung der deutschen Frau für die Volksgemeinschaft, die Geburt gesunder Kinder,“ wurde durch eine Vielzahl öffentlicher Zeremonien und Einrichtungen wie das Hilfswerk Mutter und Kind sowie in der Gesetzgebung unterstrichen. So feierte das Dritte Reich den Muttertag als nationales Fest mit offiziellen Ehrungen kinderreicher Mütter. Am Muttertag 1939 verlieh der Staat etwa drei Millionen Frauen das Mutterkreuz („Ehrenkreuz der deutschen Mutter“). Das Hebammengesetz verpflichtete seit dem 1. Januar 1939 jede Schwangere, zu ihrer Entbindung rechtzeitig eine Hebamme zuzuziehen. Das Mutterschutzgesetz vom 17. Mai 1942 erweiterte die Arbeitsschutzbestimmungen zugunsten werdender Mütter über den gewerblichen Bereich hinaus auf Beschäftigte in „Betrieben und Verwaltungen jeder Art.“
Ab 1943 galt für Abtreibung die Todesstrafe, wenn „die Lebenskraft des deutschen Volkes fortgesetzt beeinträchtigt“ wurde, für die anderen Fälle der Abtreibung wurde die Zuchthausstrafe (bis fünfzehn Jahre) wieder eingeführt. Gegen die Schwangere konnte sie allerdings nur in (im Gesetz nicht definierten) besonders schweren Fällen verhängt werden, ansonsten blieb für sie Gefängnisstrafe vorgesehen; gegen Dritte war nur noch in minder schweren Fällen Gefängnisstrafe möglich. Andererseits ließ § 8 der Verordnung zum Schutz von Ehe, Familie und Mutterschaft aus rassistischen Gründen Ausnahmen zu. Es kam zu Zwangsabtreibungen an Zwangsarbeiterinnen. In der Endphase des Zweiten Weltkriegs waren auch Abtreibungen für deutsche Frauen erlaubt, die Opfer von Vergewaltigungen durch Rotarmisten geworden waren. Die Fälle, in denen Frauen trotz Vergewaltigung nicht zu einer „Unterbrechung der Schwangerschaft“ bereit waren, mussten vom Gesundheitsamt auf geeignete Weise überwacht werden, damit „eine Erfassung rassisch unerwünschter Nachkommenschaft sichergestellt ist.“

##### 1945–1990

###### SBZ/DDR
1947/48 wurden In den Ländern der SBZ unterschiedliche Indikationenmodelle eingeführt, die Strafen für die Schwangeren aufgehoben und die Strafen für andere Täter deutlich gemildert.
In der DDR wurde 1950 das Gesetz über den Mutter- und Kinderschutz und die Rechte der Frau erlassen, das nach § 11 einen Schwangerschaftsabbruch bei medizinischer oder embryopathischer Indikation erlaubte. Im März 1965 kam es, ohne Änderung des Gesetzestextes, durch eine interne Rundverfügung des Ministeriums für Gesundheitswesen zur Erweiterung der Anwendung des § 11 um eine kriminologische und eine soziale Indikation. Die anderen Fälle des Schwangerschaftsabbruchs blieben weiterhin verboten und strafbar, die strafrechtlichen Bestimmungen der Ländergesetze galten zunächst weiter und wurden 1968 durch die §§ 153–155 des Strafgesetzbuches der DDR abgelöst, das für die Schwangere selbst keine Strafe mehr vorsah.
Mit dem Gesetz über die Unterbrechung der Schwangerschaft von 1972 wurde der Schwangerschaftsabbruch legalisiert, wenn dieser nach ärztlicher Beratung und Einhaltung weiterer gesetzlicher Bestimmungen innerhalb der ersten zwölf Wochen von einem Arzt vorgenommen wurde.

###### Westzonen/Bundesrepublik
Die Todesstrafe für Abtreibung wurde durch das Art. IV Nr. 8 Militärregierungsgesetz Nr. 1 1945 abgeschafft. Jegliche Todesstrafe wurde mit Inkrafttreten des Grundgesetzes 1949 abgeschafft. 1953 wurde die Todesstrafe im Wortlaut des Strafgesetzbuchs gestrichen.
Die 68er-Bewegung, die Verbreitung der Antibabypille, veränderte Einstellungen zur Sexualethik und der nachlassende Einfluss der katholischen Kirche in Deutschland änderten die Einstellung vieler Frauen und Männer zum Schwangerschaftsabbruch.
Zum 1. September 1969 reduzierte die von Bundeskanzler Kurt Georg Kiesinger geführte Große Koalition die Höchststrafe auf fünf Jahre Freiheitsstrafe, für besonders schwere Fälle (die nicht definiert, aber nicht für die Strafe der Schwangeren ausgeschlossen wurden) auf zehn Jahre. Nach der Bundestagswahl 1969 stellte erstmals die SPD den Bundeskanzler; Willy Brandt führte die erste SPD-FDP-Koalition. Die Titelseite der Zeitschrift Stern am 6. Juni 1971 – Wir haben abgetrieben! – bildete einen Höhepunkt in der Debatte und wurde zu einem Meilenstein des Kampfs gegen den § 218 des Strafgesetzbuchs. Während insbesondere die katholische Kirche den grundsätzlichen Schutz des Ungeborenen forderte, setzten sich Teile der Frauenbewegung für die komplette Streichung des § 218 ein. Anfang 1972 legte die Bundesregierung einen Entwurf für eine Indikationenregelung vor, die auch soziale Notlagen anerkannte. Wegen der vorzeitigen Auflösung des Bundestags wurde das Gesetzgebungsverfahren nicht abgeschlossen, nach der Bundestagswahl 1972 wurden erneut mehrere Reformentwürfe im Bundestag beraten.
Auf politischer Ebene standen sich zwei Modelle gegenüber: Die CDU/CSU-Bundestagsfraktion befürwortete eine enge Indikationsregelung, die Schwangerschaftsabbrüche nur aus medizinischen (z. B. bei Gefahr für das Leben der Mutter) und kriminologischen (z. B. im Fall einer Vergewaltigung) Voraussetzungen zuließ. Die Bundesregierung brachte keinen Entwurf mehr ein; allerdings brachten Abgeordnete der SPD/FDP-Koalition einen Entwurf für eine „Fristenregelung“ aus, nach welcher Schwangerschaftsabbrüche grundsätzlich in den ersten drei Monaten straffrei sein sollten. Am 26. April 1974 entschied sich der Bundestag mit knapper Mehrheit für eine 12-Wochen-Fristenregelung. Für strafbare Fälle wurde Freiheitsstrafe bis zu drei Jahren oder Geldstrafe angedroht. Für Täter, die gegen den Willen der Schwangeren handeln oder sie leichtfertig in die Gefahr des Todes oder einer schweren Gesundheitsschädigung brachten, wurde Freiheitsstrafe von sechs Monaten bis zu fünf Jahren angedroht (Qualifikation). Begeht die Schwangere die Tat, so wird sie mit Freiheitsstrafe von bis zu einem Jahr oder mit Geldstrafe bestraft. Am 21. Juni 1974, dem Tag der Verkündung des Gesetzes, erließ das Bundesverfassungsgericht auf Antrag der Regierung von Baden-Württemberg eine Einstweilige Anordnung, dass § 218a StGB zunächst nicht in Kraft trat, jedoch der kriminologisch indizierte Schwangerschaftsabbruch innerhalb der ersten zwölf Wochen seit der Empfängnis straffrei wurde (BVerfGE 37, 324; BGBl. 1974 I S. 1309). Am 25. Februar 1975 entschied das Bundesverfassungsgericht, dass die Fristenlösung des § 218a StGB der verfassungsrechtlichen Verpflichtung, das werdende Leben zu schützen, nicht in dem gebotenen Umfang gerecht geworden sei. „Das sich im Mutterleib entwickelnde Leben steht als selbständiges Rechtsgut unter dem Schutz der Verfassung (Art. 2 Abs. 2 Satz 1, Art. 1 Abs. 1 GG). […] Der Lebensschutz der Leibesfrucht genießt grundsätzlich für die gesamte Dauer der Schwangerschaft Vorrang vor dem Selbstbestimmungsrecht der Schwangeren und darf nicht für eine bestimmte Frist in Frage gestellt werden. Der Gesetzgeber kann die grundgesetzlich gebotene rechtliche Mißbilligung des Schwangerschaftsabbruchs auch auf andere Weise zum Ausdruck bringen als mit dem Mittel der Strafdrohung. […] Eine Fortsetzung der Schwangerschaft ist unzumutbar, wenn der Abbruch erforderlich ist, um von der Schwangeren eine Gefahr für ihr Leben oder die Gefahr einer schwerwiegenden Beeinträchtigung ihres Gesundheitszustandes abzuwenden. Darüber hinaus steht es dem Gesetzgeber frei, andere außergewöhnliche Belastungen für die Schwangere, die ähnlich schwer wiegen, als unzumutbar zu werten und in diesen Fällen den Schwangerschaftsabbruch straffrei zu lassen.“ Von den damaligen Entscheidungen des Bundesverfassungsgerichts blieb die damals im § 218b StGB geregelte medizinische und embryopathische Indikation unberührt, da gegen sie nicht geklagt worden war.
Am 22. Juni 1976 trat die Neufassung der § 218ff. StGB in Kraft. In vier Fällen (Indikationen) blieb ein Schwangerschaftsabbruch aber straffrei: medizinische, kriminologische, embyropathische und Notlagenindikation; damit ähnelte diese Regelung dem Regierungsentwurf von 1972. Die Strafdrohungen für strafbare Fälle blieben weitgehend unverändert, allerdings wurde die Qualifikation zu einem Regelbeispiel umgestaltet, die höhere Strafdrohung gilt jetzt auch für andere besonders schweren Fälle (kommt z. B. bei Gewerbsmäßigkeit oder Spätabtreibung in Frage, niemals aber für die Schwangere selbst).
1988/89 kam es zum Memminger Prozess gegen einen Frauenarzt, der Abbrüche durchführte und dabei die Notlage der Patientinnen selbst feststellte, anstatt auf der vorgeschriebenen Begutachtung durch einen anderen Arzt und die Beratung durch eine Beratungsstelle zu bestehen. In erster Instanz verhängte das Landgericht Memmingen zweieinhalb Jahre Freiheitsstrafe und Berufsverbot; die Revision des Arztes war erfolgreich (kein Berufsverbot; Bewährungsstrafe).

##### Seit 1990
Nach der Wiedervereinigung am 3. Oktober 1990 galt zunächst in den alten Bundesländern die Indikationsregelung weiter, in den neuen Bundesländern die Fristenregelung (bisheriges DDR-Abbruchrecht).
Am 26. Juni 1992 verabschiedete der Bundestag ein Gesetz zum Schutz des vorgeburtlichen/werdenden Lebens, zur Förderung einer kinderfreundlicheren Gesellschaft, für Hilfen im Schwangerschaftskonflikt und zur Regelung des Schwangerschaftsabbruchs (Schwangeren- und Familienhilfegesetz), das eine deutschlandweite Fristenregelung mit Beratungspflicht vorsah. Am 4. August 1992 stoppte das Bundesverfassungsgericht durch Einstweilige Anordnung das für den nächsten Tag vorgesehene Inkrafttreten in wesentlichen Teilen: Es traten nicht in Kraft: Art. 13 Nr. 1 (Änderung des Strafgesetzbuches) und Art. 16 (Aufhebung der auf dem Gebiet der ehemaligen DDR fortgeltenden Vorschriften). Am 28. Mai 1993 fiel das Urteil des Bundesverfassungsgerichts, das eine deutschlandweit ab 16. Juni 1993 geltende Übergangsregelung enthielt. Am 25. August 1995 wurde das Schwangeren- und Familienhilfeänderungsgesetz veröffentlicht, das in wesentlichen Teilen am 1. Oktober 1995 in Kraft trat.
Zum 1. Januar 2010 trat die Änderung der medizinischen Indikation (Einführung der Beratungspflicht) in Kraft (siehe oben).
Am 19. Juli 2022 trat § 219a StGB, der die Werbung für den Abbruch der Schwangerschaft verbot, außer Kraft.
Am 31. März 2023 setzten Bundesfamilienministerin Lisa Paus, Bundesgesundheitsminister Karl Lauterbach und Bundesjustizminister Marco Buschmann eine Kommission zur reproduktiven Selbstbestimmung und Fortpflanzungsmedizin ein, die am 15. April 2024 Reformvorschläge veröffentlichte. Die zuständige, ausschließlich aus neun Frauen bestehende, Arbeitsgruppe 1 der Kommission empfahl, dass der Gesetzgeber in den ersten 12 Wochen der Schwangerschaft den Schwangerschaftsabbruch mit Einwilligung der Frau entkriminalisieren solle, was dann auch Auswirkungen auf die Leistungspflicht der gesetzlichen Krankenversicherungen habe. Der Jurist Patrick Heinemann kritisierte, dass die Kommission der Herausforderung, die gesellschaftlichen Mehrheitserwartungen an eine Deregulierung des Schwangerschaftsabbruchs sowie das Bemühen um eine hinreichende medizinische Versorgung in Einklang mit dem Grundgesetz zu bringen, mangels Diversität und Pluralität nicht gerecht geworden sei. Am 25. Juni 2024 veröffentlichte die SPD-Bundestagsfraktion ein Positionspapier, das die Abschaffung der Beratungspflicht, die Verlängerung der Frist für einen Schwangerschaftsabbruch bis zur Überlebensfähigkeit außerhalb der Gebärmutter und für die Schwangere selbst sogar danach Straflosigkeit vorsieht; die damals mit ihr koalierende FDP-Fraktion stand dem ablehnend gegenüber; die Ampelkoalition zerbrach am 6./7. November 2024 im Streit über den Haushaltsplan (siehe Kabinett Scholz).
Am 14. November 2024 brachten 236 Abgeordnete, darunter Bundeskanzler Olaf Scholz, einen von Carmen Wegge und Ulle Schauws initiierten Entwurf in den Bundestag ein, der fordert, die Regelung zum mit Einwilligung der Schwangeren vorgenommenen Schwangerschaftsabbruch vom StGB in das SchKG zu verschieben und dabei zu verändern: Der Schwangerschaftsabbruch soll in den ersten 12 Wochen als rechtmäßig (nicht mehr nur straffrei) gelten und deshalb von der GKV finanziert werden (bei kriminologischer Indikation soll die Frist auf 15 Wochen verlängert werden), die dreitägige Bedenkzeit nach der weiter vorgeschriebenen Schwangerschaftskonfliktberatung soll für Abbrüche innerhalb der ersten 12 Wochen abgeschafft werden (§ 12 SchKG-Entwurf). Die Schwangere soll stets straffrei bleiben (also auch bei für andere Beteiligte strafbar bleibenden rechtswidrigen Spätabbrüchen; § 14 Absatz 4 SchKG-Entwurf). Über diesen Entwurf wurde am 5. Dezember 2024 im Bundestag erstmals debattiert. CDU/CSU sowie AfD lehnen den Entwurf ab und verteidigen die bestehenden Regeln. Am 10. Februar 2025 fand eine Anhörung im Rechtsausschuss des Bundestags statt. Der Entwurf fiel infolge der Bundestagswahl 2025 der Diskontinuität anheim.

### Österreich

#### Geltendes Recht
Ein Schwangerschaftsabbruch ist in Österreich seit 1975 in den §§ 96, 97 und 98 des Strafgesetzbuchs geregelt. Geschützt ist wie in Deutschland das lebende Ungeborene ab der Nidation. Die Schwangerschaft endet mit Beginn der Geburt (Eröffnungswehen, Kaiserschnitt). Jede nachfolgende Tötung ist nach den Tötungsdelikten zu beurteilen (z. B.: § 79 StGB, Tötung eines Kindes bei der Geburt). Der vorsätzliche Schwangerschaftsabbruch ist grundsätzlich strafbar.
§ 96 StGB Schwangerschaftsabbruch
- § 96 Abs 1: Willigt die Schwangere in den Schwangerschaftsabbruch ein und ist der Täter Arzt, so ist er mit Freiheitsstrafe bis zu einem Jahr oder Geldstrafe, bei Gewerbsmäßigkeit mit Freiheitsstrafe bis zu drei Jahren zu bestrafen.
- § 96 Abs 2: Ist der Täter kein Arzt, ist die Tat mit Freiheitsstrafe bis zu drei Jahren zu bestrafen. Wird die Tat gewerbsmäßig begangen, oder hat sie den Tod der Schwangeren zur Folge, ist sie mit Freiheitsstrafe von sechs Monaten bis zu fünf Jahren zu bestrafen.
- § 96 Abs 3: Die Schwangere selbst ist in allen Fällen nur mit Freiheitsstrafe bis zu einem Jahr oder Geldstrafe zu bestrafen. Hierbei spielt es keine Rolle, ob sie den Schwangerschaftsabbruch selber vornimmt oder vornehmen lässt. Auch wenn der Täter kein Arzt ist, ist das Strafmaß nicht höher.

§ 97 StGB Straflosigkeit des Schwangerschaftsabbruchs
Hier werden jene Ausnahmen normiert, unter denen ein Schwangerschaftsabbruch straflos bleibt. Die dogmatische Einordnung ist schwierig und nicht unumstritten. Laut herrschender Meinung in Lehre und Rechtsprechung handelt es sich um Rechtfertigungsgründe, d. h. die Tat ist weder strafbar noch rechtswidrig. Eine Mindermeinung sieht Tatbestandsausschließungsgründe, eine andere lediglich Strafausschließungsgründe gegeben. Der Abort muss von einem Arzt vorgenommen werden, es sei denn die ärztliche Hilfe kann bei einer unmittelbaren, nicht anders abwendbaren Lebensgefahr für die Schwangere nicht rechtzeitig erlangt werden § 97 Abs 1 Z 3.
- § 97 Abs 1 Z 1 (Fristenregelung): Innerhalb der ersten drei Monate ist ein Schwangerschaftsabbruch ohne Angabe von Gründen straffrei, wenn zuvor eine ärztliche Beratung erfolgte. Diese Frist wird allerdings unterschiedlich gehandhabt: in der Praxis wird oft von 12 Wochen ab dem ersten Tag der letzten Menstruation ausgegangen.[243] Laut Gesetz kann als Beginn der Schwangerschaft jedoch die abgeschlossene Nidation angenommen werden.[244] Das entspricht einer Frist bis zu 16 Wochen ab dem ersten Tag der letzten Menstruation, bzw. 14 Wochen ab Befruchtung.
- § 97 Abs 1 Z 2 & 3: Ein späterer Schwangerschaftsabbruch ist nur dann straffrei, wenn die Schwangerschaft für die Schwangere unmittelbare Lebensgefahr oder die ernste Gefahr einer schweren Schädigung ihrer körperlichen oder seelischen Gesundheit bedeutet (medizinische Indikation), wenn die Schwangere zum Zeitpunkt ihrer Schwängerung noch nicht 14 Jahre alt war, oder wenn die ernste Gefahr besteht, dass das Kind schwer behindert geboren würde (eugenische Indikation: wird heute bevorzugt als „embryopathische Indikation“ bezeichnet).[239]
- § 97 Abs 2 & 3: Es kann niemand verpflichtet werden, einen Schwangerschaftsabbruch durchzuführen oder daran mitzuwirken, außer bei Lebensgefahr für die Schwangere. Niemand darf wegen Mitwirkung oder Verweigerung der Mitwirkung an einem straflosen Schwangerschaftsabbruch benachteiligt werden.

§ 98 StGB Schwangerschaftsabbruch ohne Einwilligung der Schwangeren
- § 98 Abs 1: Dieser Paragraph kommt dann zur Anwendung, wenn die Einwilligung fehlt oder erschlichen bzw. erzwungen wurde.[238] Der Täter ist mit bis zu drei Jahren zu bestrafen, hat die Tat jedoch den Tod der Schwangeren zur Folge, mit Freiheitsstrafe von sechs Monaten bis zu fünf Jahren. Es kommt nicht darauf an, ob ein Arzt den Schwangerschaftsabbruch durchführt.
- § 98 Abs 2: Der Täter ist nach Abs. 1 nicht zu bestrafen, wenn der Schwangerschaftsabbruch zur Rettung der Schwangeren aus einer unmittelbaren, nicht anders abwendbaren Lebensgefahr unter Umständen vorgenommen wird, unter denen die Einwilligung der Schwangeren nicht rechtzeitig zu erlangen ist.

#### Geschichte
- 1768: Kaiserin Maria Theresia unterzeichnet die Constitutio Criminalis Theresiana, die Abtreibung im Artikel 88 regelt. Als Strafe wurde Hinrichtung durch das Schwert vorgesehen (§ 4), allerdings wurde die Tat milder bestraft, wenn sie in der ersten Schwangerschaftshälfte begangen wurde (§ 6).[245]
- 1787: Durch das Josephinische Strafgesetz wurde die Todesstrafe abgeschafft. Als Strafe für Abtreibung wurde Gefängnis von einem Monat bis zu fünf Jahren festgelegt (§§ 112–115 i. V. m. § 23).
- 1803 wird durch das Strafgesetz die Todesstrafe wieder eingeführt, allerdings nicht für Abtreibung. Abtreibung blieb ausnahmslos verboten und wurde mit schwerem Kerker von einem Jahr bis zu fünf Jahren bestraft (§§ 128–132, ab 1852 §§ 144–148[246]).
- 1922 entschied der Oberste Gerichtshof, dass der Abbruch der Schwangerschaft auch für den Arzt straffrei bleibe, wenn er zur Abwendung einer Gefahr für das Leben der Schwangeren vorgenommen werde.[247]
- 1937: Durch die Strafgesetznovelle wird nicht bestraft, wer die Tat mit Einwilligung der Schwangeren zu ihrer Rettung aus einer unmittelbaren, nicht anders abwendbaren Lebensgefahr oder Gefahr dauernden schweren Gesundheitsschadens begangen hat[248] (vgl. dort insbesondere § 499b Strafgesetz, aber auch das unmittelbar hinter der Strafrechtsnovelle verkündete Gesetz zum Schutz keimenden Lebens).
- 1938: Anschluss Österreichs, das österreichische Strafgesetz bleibt grundsätzlich in Kraft, nur einzelne Paragraphen des deutschen Reichsstrafgesetzbuchs werden nach und nach eingeführt.
- Am 1. Januar 1940 trat das deutsche Gesetz zur Verhütung erbkranken Nachwuchses auch in Österreich in Kraft, damit wurden Schwangerschaftsabbrüche bei zu Sterilisierenden erlaubt.[249]
- 1943: Die neu geregelten deutschen Abtreibungsbestimmungen (siehe oben) wurden auch in Österreich eingeführt.
- 1945: Nach dem Zweiten Weltkrieg kehrte Österreich zur Rechtslage von 1937 zurück.
- 1954 wurde eine Kommission zur Ausarbeitung eines neuen Strafgesetzentwurfes eingesetzt. Zur Regelung des Schwangerschaftsabbruchs wurden drei verschiedene Varianten für eine Indikationenlösung ausgearbeitet.
- Erst als die SPÖ 1970 die Wahlen gewonnen hatte, legte die Regierung 1971 dem Parlament einen Entwurf vor, der vorsah, dass der Abbruch einer Schwangerschaft straflos sein solle, wenn „besonders berücksichtigungwürdige Gründe“ vorlägen. Im selben Jahr beantragte die Junge Generation in der SPÖ beim Parteitag, den Schwangerschaftsabbruch straffrei zu stellen.
- 1972 formierte sich das Aktionskomitee zur Abschaffung des § 144 und forderte die ersatzlose Streichung des § 144 Strafgesetz, mindestens aber eine Fristenregelung. Die Forderung wurde von der sozialistischen Bundesfrauenkonferenz aufgegriffen und gemäß ihrem Antrag stellte sich der Parteitag im April hinter die Fristenregelung.
- Der Antrag wurde am 8. Mai 1973 im Parlament deponiert und am 29. November im Nationalrat mit 93 Ja- gegen 88 Neinstimmen angenommen. Der Bundesrat lehnte den Gesetzesbeschluss im Dezember ab.
- Am 23. Januar 1974 fasste der Nationalrat einen Beharrungsbeschluss. Daraufhin erhob die Salzburger Landesregierung Beschwerde beim Verfassungsgerichtshof. Dieser entschied am 11. Oktober 1974, die Fristenregelung sei nicht verfassungswidrig und verletze auch Artikel 2 der EMRK nicht, welcher nicht festlege, ab welchem Zeitpunkt das Leben geschützt ist.
- Die 1971 gegründete Aktion Leben leitete hiernach ein Volksbegehren zur Schaffung eines Bundesgesetzes zum Schutz des menschlichen Lebens von der Empfängnis an ein. Das Begehren vermochte nahezu 900.000 Unterschriften auf sich zu sammeln, wurde jedoch 1977 im Nationalrat abgewiesen.
- Am 1. Januar 1975 trat mit dem neuen Strafgesetzbuch die heute noch geltende Fristenregelung in Kraft.[250]

#### Statistik
Österreich führt keine offizielle Statistik über Schwangerschaftsabbrüche. Die Schätzungen gehen extrem auseinander und scheinen oft weltanschaulich motiviert. Anti-Abtreibungsorganisationen schätzen bis zu 100.000 Abbrüche. Christian Fiala, Leiter einer auf Schwangerschaftsabbrüche und Familienplanung spezialisierten Klinik, ging 2010 davon aus, dass Österreich mit 30.000 bis 40.000 Schwangerschaftsabbrüchen jährlich zu den Spitzenreitern Europas zählt. Ende der 1990er Jahre schätzte die Politik- und Sozialwissenschafterin Irene Tazi-Preve 19.000–25.000.

### Schweiz

#### Geltendes Recht
In der Schweiz ist der Schwangerschaftsabbruch in den Artikeln 118–120 des Strafgesetzbuchs (StGB) geregelt. Er ist prinzipiell strafbar (Artikel 118 StGB), vgl. auch Nasciturus. Straffrei ist der Schwangerschaftsabbruch seit 2002 mit der sogenannten Fristenregelung innerhalb von 12 Wochen seit Beginn der letzten Periode, wenn die Frau schriftlich geltend macht, sie befinde sich in einer Notlage, und der Abbruch von einem Arzt nach eingehendem Beratungsgespräch vorgenommen wird (Artikel 119 Absatz 2 StGB). Der Entscheid über einen Abbruch liegt demnach innerhalb dieser Frist bei der Frau.
Nach der 12. Woche ist ein Schwangerschaftsabbruch nur noch erlaubt, wenn er nach ärztlichem Urteil nötig ist, um eine schwerwiegende Gefährdung der körperlichen oder seelischen Gesundheit der Frau abzuwenden. Unter diese Indikation fällt auch die psychische Belastung der Schwangeren durch die Feststellung einer schweren Missbildung des Fötus. Die Gefahr muss umso größer sein, je weiter die Schwangerschaft fortgeschritten ist (Artikel 119 Absatz 1 StGB). Nach der 24. Woche wird ein Schwangerschaftsabbruch in der Praxis nur noch in ganz seltenen Fällen vorgenommen, bei Lebensgefahr für die Schwangere oder wenn das Kind so schwer geschädigt ist, dass es nach der Geburt nicht lebensfähig wäre.
Der Zeitpunkt der Abgrenzung von den Tötungsdelikten stellt nach dem Tatbestand der Kindestötung (Art. 116 StGB) der Beginn der Geburt dar. Der Beginn der Geburt wird mit dem Beginn der Eröffnungswehen bzw. der Öffnung der Bauchdecke für eine Entbindung per Kaiserschnitt angenommen.
Für die Schweiz wird für den Fall der Einstellung intensivmedizinischer Behandlungen an Schwangeren mit schwerem Hirnschaden die Strafbarkeit verneint.
Die Zustimmung der Eltern zu einem Schwangerschaftsabbruch ist bei urteilsfähigen Minderjährigen nicht erforderlich. Für Jugendliche unter 16 Jahren ist der Besuch einer Beratungsstelle obligatorisch (Artikel 120, Ziff.1, Buchst. c StGB). Die Kosten für den Schwangerschaftsabbruch werden in der Schweiz von den Krankenkassen übernommen.
Aufgrund der Neuregelung besteht seit 2002 gesamtschweizerisch eine Meldepflicht der Schwangerschaftsabbrüche (siehe unten „Statistik“).

#### Geschichte
1942 trat das schweizerische Strafgesetzbuch in Kraft. Bis dahin lag das Strafrecht in der Kompetenz der Kantone. Der Schwangerschaftsabbruch war nur bei medizinischer Indikation straffrei. Rasch entwickelte sich je nach Kanton eine unterschiedliche Praxis. Obwohl mehrere Versuche, das Gesetz zu liberalisieren, scheiterten, handhabten immer mehr Kantone die medizinische Indikation zunehmend liberal, bis in den 1990er Jahren in der Mehrzahl der Kantone praktisch eine Fristenregelung zur Anwendung kam. Das im Gesetz vorgeschriebene Gutachten eines zweiten Arztes wurde zum bloßen Beratungsgespräch.
1993 forderte eine parlamentarische Initiative von Nationalrätin Barbara Haering (SP) die Revision des Strafgesetzbuches im Sinne einer Fristenregelung. 2001 wurde eine entsprechende Vorlage vom Parlament gutgeheißen und in einer Volksabstimmung am 2. Juni 2002 von den Stimmberechtigten mit 72,2 Prozent Ja-Stimmen angenommen. Die Fristenregelung ist am 1. Oktober 2002 in Kraft getreten.
Zur Geschichte der Fristenregelung in der Schweiz siehe die Chronologie auf der Website der Schweizerischen Vereinigung für Straflosigkeit des Schwangerschaftsabbruchs.

#### Statistik
Die Zahl der Schwangerschaftsabbrüche wird in der Schweiz seit 2004 jährlich durch das Bundesamt für Statistik erhoben. Da bis 2002 die Erhebungsart in den einzelnen Kantonen unterschiedlich war und für den bevölkerungsreichsten Kanton Zürich mangels Meldepflicht nur Schätzungen existierten, sind die Zahlen vor und nach Inkrafttreten der Neuregelung nicht vollständig vergleichbar.
Im Jahr 2011 wurden 11.079 Schwangerschaftsabbrüche gemeldet, davon 634 (rund 6 Prozent der Abbrüche) an Frauen mit Wohnsitz im Ausland. Unter den in der Schweiz wohnhaften Frauen betrug die Abbruchrate 6,8 je 1000 Frauen im Alter von 15 bis 44 Jahren, dies entspricht 13,2 Abbrüchen je 100 Geburten. Damit hat die Schweiz im internationalen Vergleich eine der niedrigsten Abbruchraten. Zahl und Rate der Schwangerschaftsabbrüche sind seit 2003 mehr oder weniger stabil geblieben, bezogen auf die Vorjahre ist hingegen ein Rückgang festzustellen. Rund 70 Prozent der Abbrüche wurden innerhalb der ersten acht Schwangerschaftswochen p. m. vorgenommen und 87 Prozent innerhalb der ersten zehn Wochen. Rund 4 Prozent der Abbrüche erfolgten nach der zwölften Woche. 70 Prozent der Abbrüche wurden mit der medikamentösen Methode durchgeführt.

### Liechtenstein

#### Geltendes Recht
In Liechtenstein ist der Schwangerschaftsabbruch straffrei, wenn er zur Abwendung einer nicht anders abwendbaren ernsten Gefahr für das Leben oder eines schweren Schadens für die Gesundheit der Schwangeren erforderlich ist oder die Schwangere zum Zeitpunkt der Schwängerung unmündig (unter 14 Jahre) gewesen ist oder an der Schwangeren eine Vergewaltigung (§ 200), eine sexuelle Nötigung (§ 201) oder ein sexueller Missbrauch einer wehrlosen oder psychisch beeinträchtigten Person (§ 204) begangen wurde und die Schwangerschaft auf einer solchen Tat beruht (§§ 96–98a Strafgesetzbuch).

#### Geschichte
Bis zum 30. Juni 2015 war der Schwangerschaftsabbruch nur straffrei, wenn er zur Abwendung einer nicht anders abwendbaren ernsten Gefahr für das Leben oder eines schweren Schadens für die Gesundheit der Schwangeren erforderlich war oder die Schwangere zur Zeit der Zeugung unmündig (unter 14 Jahre) gewesen und nicht mit dem Schwängerer verheiratet war. Ein ohne diese Voraussetzungen an einer liechtensteinischen Frau vorgenommener Schwangerschaftsabbruch konnte gem. § 64 Nr. 8 Strafgesetzbuch auch dann in Liechtenstein bestraft werden, wenn er im Ausland begangen worden war.

### Weiteres Europa

#### Belgien
In Belgien wurde nach jahrzehntelangem Ringen im März 1990 vom Parlament eine Fristenregelung gutgeheißen. Sie konnte aber erst in Kraft treten, als König Baudouin, der sich weigerte, das Gesetz zu unterzeichnen, für zwei Tage „wegen Regierungsunfähigkeit“ abdankte, sodass das Parlament das Gesetz in eigener Kompetenz in Kraft setzen konnte, worauf der König durch das Parlament wieder eingesetzt wurde.
Das Gesetz erlaubt den Schwangerschaftsabbruch in den ersten 12 Wochen nach der Empfängnis (14 Wochen p.m.) auf Antrag der Frau, wenn sie sich in einer nicht näher definierten Notlage befindet. Der Entscheid liegt bei der Frau. Der Eingriff darf nur in autorisierten Kliniken vorgenommen werden, welche der Frau Beratung und Hilfe anbieten müssen. Vor dem Eingriff ist eine sechstägige Bedenkzeit einzuhalten. Nach Ablauf der Frist ist ein Abbruch aus medizinischer Indikation oder bei einer Schädigung des Fötus zulässig.
Diese Regelung wurde durch Gesetz vom 15. Oktober 2018 aus dem Strafgesetzbuch in ein eigenes Gesetz überführt. Die Artikel 348, 349 und 352, die den Schwangerschaftsabbruch ohne Einwilligung der Schwangeren bestrafen, blieben im Strafgesetzbuch und werden in der ab 8. April 2026 geltenden Neufassung durch die Artikel 214–216 ersetzt.

#### Frankreich
In Frankreich führte die Selbstbezichtigungskampagne prominenter Frauen vom 5. April 1971 schließlich zur Annahme der Fristenregelung (Loi Veil) durch das Parlament. Sie trat im Januar 1975 in Kraft. Im Mai 2001 wurde das Gesetz einer größeren Revision unterzogen.
Das Strafgesetzbuch enthält nur noch den Tatbestand des Schwangerschaftsabbruches ohne Einwilligung der Schwangeren (Artikel 223-10). Alles andere ist im Gesundheitsgesetz (Code de la santé publique, Art. L2211-1 ff) geregelt. In den ersten 14 Wochen p.m. kann die Frau, die sich in einer Notlage befindet, bei einem Arzt den Abbruch ihrer Schwangerschaft verlangen. Der Arzt hat sie über die Methoden und die Risiken des Eingriffs sowie über das Beratungsangebot zu informieren und ihr eine Informationsbroschüre zu überreichen. „Nicht emanzipierte“ Minderjährige haben obligatorisch eine Beratungsstelle aufzusuchen und müssen sich von einer Person ihrer Wahl begleiten lassen, wenn die Eltern nicht informiert werden sollen. Der Eingriff kann frühestens nach einer Bedenkzeit von 7 Tagen vorgenommen werden. Nach Ablauf der Frist kann eine Schwangerschaft aus medizinischer Indikation abgebrochen werden (Gesundheitsrisiko für die Schwangere oder schwere fötale Schädigung). Zwei Ärzte müssen in diesem Fall dem Eingriff zustimmen. Die Kosten eines Schwangerschaftsabbruchs werden von der Sozialversicherung übernommen.
Am 4. März 2024 wurde die Freiheit zum Schwangerschaftsabbruch in die französische Verfassung aufgenommen. Im November 2022 hatte eine Mehrheit der Nationalversammlung für eine Verfassungsänderung gestimmt. Dabei sollte der Satz „Das Gesetz garantiert […] den gleichen Zugang zum Recht auf freiwilligen Schwangerschaftsabbruch“ ergänzt werden. Bei der Abstimmung votierten 337 Abgeordnete der insgesamt 577 Abgeordneten dafür, 32 dagegen. Nach diesem ersten Schritt, der von der Regierung unterstützt wurde, wäre noch die Zustimmung des Senats zur Verfassungsänderung erforderlich gewesen. Anschließend hätte in einem landesweiten Referendum auch noch die Mehrheit der Wahlberechtigten der Verfassungsänderung zustimmen müssen. Dennoch sprachen Abgeordnete nach der erfolgreichen ersten Abstimmung in der Nationalversammlung von einem „historischen Sieg für Frauen“. Das Referendum wurde nicht durchgeführt, da dann Abtreibungsgegner die gleiche Sendezeit wie die Befürworter bekommen hätten. Im Januar 2024 stimmte die Nationalversammlung dafür, die Verfassung ohne Referendum zu ändern. Nach der Zustimmung des Senats stimmten am 4. März 2024 780 Parlamentarier im Congrès du Parlement français dafür, die „Freiheit zum Schwangerschaftsabbruch“ in Artikel 34 der Verfassung zu verankern, nur 72 dagegen.

#### Geschichte
Der Code pénal von 1810 drohte Zuchthaus von fünf bis zehn Jahren, für Ärzte und Apotheker Zwangsarbeit von fünf bis zwanzig Jahren an (Artikel 317 i. V. m. Artikel 19 bzw. 21).
1923 wurde die Strafdrohung auf Gefängnis von einem Jahr bis fünf Jahre, für die Schwangere selbst auf sechs Monate bis zwei Jahre verringert. 
Das Vichy-Regime erklärte durch Gesetz vom 15. Februar 1942 den Schwangerschaftsabbruch zum „Verbrechen gegen die Staatssicherheit“ und setzte für Personen, die Abbrüche an Schwangeren vornahmen (nicht für die Schwangeren selbst) die Todesstrafe fest. Deshalb wurde Marie-Louise Giraud in Paris vor ein außerordentliches Gericht gestellt, gegen dessen Entscheidung keine Revision möglich war. Es konnte ihr nachgewiesen werden, an 26 Frauen aus Cherbourg und Umgebung gegen Entgelt die Schwangerschaft abgebrochen zu haben. Eine der Frauen starb an einer Sepsis. Am 8. Juni 1943 erfolgte das Todesurteil. Staatschef Philippe Pétain lehnte eine Begnadigung ab. Am 30. Juli 1943 wurde Marie-Louise Giraud im Gefängnis La Roquette in Paris von Scharfrichter Jules-Henri Desfourneaux durch die Guillotine enthauptet. Die Komplizen – sie vermittelten die Schwangeren – Eulalie Hélène, Jeanne Truffet und Augustine Baroche, eine Wahrsagerin, wurden mit einer Geldstrafe und fünf, acht bzw. zehn Jahren Zwangsarbeit belegt. Nach Giraud wurde noch ein Mann, Désiré Piogé, am 22. Oktober 1943 wegen Durchführung von drei Schwangerschaftsabbrüchen hingerichtet. Nach der Libération wurde das Gesetz vom 15. Februar 1942 ebenso wie alle anderen Verwaltungsakte des Vichy-Regimes für nichtig erklärt.

#### Irland
Bis 1803 waren Abtreibungen erst dann strafbar, wenn bereits Kindesbewegungen (quickening) spürbar gewesen waren.
Der Offences Against the Person Act des Vereinigten Königreichs Großbritannien und Irland von 1861 sah lebenslange Freiheitsstrafe für Abtreibung vor. 1983 wurde dieses Verbot in einer Referendumsabstimmung von 53,7 Prozent der Stimmenden bekräftigt; daraufhin wurde das „Recht auf Leben des Ungeborenen“ in der Verfassung verankert und der Staat verpflichtet, dieses Recht so weit möglich zu schützen, unter Berücksichtigung „des gleichen Rechtes auf Leben der Mutter“.
Im März 1992 entschied das Oberste Gericht, dass eine 14-jährige, die durch Vergewaltigung schwanger geworden war und mit Suizid drohte, mit ihren Eltern nach Großbritannien reisen durfte, um die Schwangerschaft abzubrechen. Das heißt, Lebensgefahr (auch durch Suizid) wurde als Grund für einen Schwangerschaftsabbruch anerkannt. Diese Indikation wurde in einer Volksabstimmung am 25. November 1992 in die Verfassung aufgenommen. Infolge von Bestrebungen der Vereine Open Door Counselling und Dublin Well Woman Centre wurden das Recht, über die Möglichkeit eines Schwangerschaftsabbruchs im Ausland zu informieren und das Recht, für einen Abbruch ins Ausland zu reisen, in einer am gleichen Tag durchgeführten Volksabstimmung in die Verfassung aufgenommen.
2002 wurde in einer weiteren Volksabstimmung eine Verfassungsänderung knapp verworfen, die Suizidgefährdung als Grund für einen legalen Schwangerschaftsabbruch ausschließen wollte.
Im Juli 2009 nahm der Europäische Gerichtshof für Menschenrechte die Beschwerden dreier Irinnen zur Verhandlung an. Sie argumentierten, das Abtreibungsverbot verletze ihr Recht auf Leben und auf Privat- und Familienleben sowie das Verbot unmenschlicher Behandlung und jeglicher Diskriminierung (Artikel 2, 3, 8 und 14 der Europäischen Menschenrechtskonvention). Die Verhandlungen im Fall A, B und C fanden im Dezember 2009 statt. Im Dezember 2010 urteilte der Gerichtshof, im Fall von C sei Artikel 8 der Menschenrechtskonvention verletzt, weil Irland versäumt habe, das bestehende verfassungsmäßige Recht umzusetzen, welches einen Schwangerschaftsabbruch erlaubte, wenn das Leben der Schwangeren gefährdet war. Das Parlament stand demzufolge in der Verpflichtung, ein Gesetz zu erlassen, welches die Situation klärte.
Die öffentliche Debatte über das irische Abtreibungsrecht verstärkte sich, nachdem die 31-jährige Savita Halappanavar am 28. Oktober 2012 im Klinikum der Universität Galway verstorben war. Halappanavar wurde ein Schwangerschaftsabbruch trotz gesundheitlicher Beschwerden und trotz der Einschätzung der Ärzte, dass der Fötus nicht lebensfähig war und dass es sich um eine beginnende Fehlgeburt handelte, verweigert, weil der Herzschlag des Fötus noch wahrnehmbar war. „Das ist ein katholisches Land“ wurde dem Ehemann der Schwangeren, die selbst eine Hindu war, gesagt. Nachdem der Herzschlag des Fötus aussetzte, wurde er entfernt. Halappanavar starb kurz darauf an einer Blutvergiftung. Am 14. November demonstrierten 2000 Menschen vor dem irischen Parlament für eine Reform der Abtreibungsgesetze.
2013 beschloss das irische Parlament den Protection of Life During Pregnancy Act. Das Gesetz trat am 1. Januar 2014 in Kraft. Dadurch können nun Abtreibungen in der Republik Irland legal vorgenommen werden, wenn das Leben der schwangeren Frau in Gefahr ist, zum Beispiel auch dann, wenn Gutachter eine Suizidgefahr bei der Mutter feststellen.
Am 25. Mai 2018 stimmte die Mehrheit der Iren im Referendum über die Abschaffung des Abtreibungsverbotes mehrheitlich dafür, das Abtreibungsverbot aus der Verfassung zu streichen. Am 13. Dezember 2018 stimmte das irische Parlament einem Gesetzentwurf zu, der Abtreibungen bis zur zwölften Schwangerschaftswoche und bei bestimmten medizinischen Gründen darüber hinaus erlaubt.

#### Italien
1978 trat in Italien eine Fristenregelung in Kraft (Gesetz Nr. 194/1978), nach der eine Frau ihre Schwangerschaft in den ersten 90 Tagen abbrechen lassen kann. Sie wurde 1981 durch Volksentscheid (Referendum) bestätigt. Die Schwangere hat sich durch ihren Arzt oder eine anerkannte Beratungsstelle beraten zu lassen und eine Bedenkzeit von 7 Tagen einzuhalten. Nach Ablauf der Frist von 90 Tagen ist ein Abbruch nur noch aus medizinischen Gründen zulässig, die Indikation muss durch einen Arzt gestellt werden. Schwangerschaftsabbrüche dürfen nur in öffentlichen oder speziell ermächtigten Kliniken durchgeführt werden.
Nach allgemeiner Auffassung hat die Fristenregelung die vorher zahlreichen illegalen Schwangerschaftsabbrüche weitgehend zum Verschwinden gebracht. Die Zahl der legalen Abbrüche betrug 2008 121.000, ein Rückgang um 48 Prozent gegenüber dem Maximum im Jahr 1982. 2007 verweigerten 70 Prozent der Gynäkologen aus Gewissensgründen Schwangerschaftsabbrüche, dadurch kommt es in den Krankenhäusern oft zu langen Wartezeiten. Viele Schwangere haben Angst, dadurch die Frist für einen legalen Schwangerschaftsabbruch zu versäumen, manche lassen den Eingriff auf eigene Kosten im europäischen Ausland (z. B. in den Niederlanden) vornehmen.
Jahrelang wurde in Italien um die Zulassung der Abtreibungspille Mifegyne (RU 486) gestritten, die seit 1999 in den meisten Ländern Europas im Gebrauch ist. Im Juli 2009 gab die italienische Medikamenten-Zulassungsbehörde Aifa grundsätzlich grünes Licht; am 9. Dezember 2009 wurde RU 486 endgültig zum Verkauf zugelassen.
Die Kompetenz für das Gesundheitswesen liegt bei den italienischen Regionen; die Zentralregierung kann lediglich Richtlinien formulieren. Im April 2010 hatten erst sechs Regionen beschlossen, wie die Pille RU 486 zugänglich sein soll. Die „Ausführungsbestimmungen“ sind (Stand Februar 2013) immer noch umstritten.

#### Malta
Malta hat das strengste Gesetz in der EU. Dort wurde erst 2023 Schwangerschaftsabbruch bei Gefahr für das Leben der Mutter legalisiert.

#### Niederlande
Die Niederlande haben seit 1981 eine sehr liberale Gesetzgebung bezüglich Schwangerschaftsabbruch (in Kraft seit 1. November 1984). Die Praxis war bereits seit Beginn der 1970er Jahre sehr liberal. Damals entstanden Abtreibungskliniken, die rasch Anlaufstelle auch für Frauen aus Ländern mit restriktiveren Gesetzen wurden.
Die geltende Gesetzgebung lässt einen Schwangerschaftsabbruch bis zur Lebensfähigkeit des Kindes außerhalb des Mutterleibes zu, in der Regel bis zur 22. SSW p.m. Der Arzt hat mit der Mutter ein Beratungsgespräch zu führen, um sich zu überzeugen, dass sie sich in einer Notlage befindet und ihre Entscheidung wohlüberlegt gefällt hat. Der Schwangerschaftsabbruch durfte zunächst erst nach einer 5-tägigen Bedenkzeit ausgeführt werden (ausgenommen bei Abbrüchen in den ersten 6 SSW p.m., in so genannten Überzeitbehandlungen) und nur in zugelassenen Kliniken. Im Februar 2022 entschied die Zweite Kammer des Parlaments, die Dauer der Bedenkzeit ins Ermessen der Schwangeren und des Arztes zu stellen (sie also stark zu verkürzen). Nach Zustimmung der Ersten Kammer wurde das Gesetz verkündet und trat am 1. Januar 2023 in Kraft.
Zu Beginn der 1980er Jahre wurde etwa die Hälfte aller Abbrüche in den Niederlanden allein an deutschen Frauen durchgeführt, auch 2004 wurden noch etwa 14 Prozent der Abbrüche an Ausländerinnen vorgenommen. Bezogen auf die in den Niederlanden wohnhaften Frauen im gebärfähigen Alter war die Abbruchquote jedoch zeitweise die niedrigste der Welt; so nahmen 1990 nur 5,2 von 1000 Frauen einen Schwangerschaftsabbruch vor. 2007 betrug die Quote 8,6 von 1000. Für die Altersgruppe der unter 24-Jährigen wurde 2004 vermutet, dies hänge unter anderem damit zusammen, dass die niederländischen Krankenkassen jungen Frauen nicht mehr die Antibabypille bezahlen und viele von ihnen seitdem weniger sichere Methoden der Empfängnisverhütung praktizieren. Die Zunahme im Zeitraum 1993 bis 2000 wurde auch auf die starke Immigration zurückgeführt; mehr als die Hälfte aller Abbrüche entfiel auf Immigrantinnen der ersten und zweiten Generation, die eine wesentlich höhere Abbruchrate als die gebürtigen Niederländerinnen hatten.

#### Polen

##### Geltendes Recht und Geschichte
In Polen war der Abbruch von 1943 bis 1945 und von 1956 bis 1993 erlaubt; heute ist er nur bei medizinischer oder kriminologischer Indikation legal.
Das Gesetz über Familienplanung, den Schutz des menschlichen Fötus und die Bedingungen für die Zulässigkeit eines Schwangerschaftsabbruchs vom 7. Januar 1993 (auch bekannt als sog. Abtreibungskompromiss) beschränkte den legalen Schwangerschaftsabbruch auf drei Fälle. Zulässig war er lediglich bei Gefahr für Leben oder Gesundheit der Mutter (medizinische Indikation), Behinderung des Fötus (embryopathische Indikation) oder Schwangerschaft infolge einer kriminellen Handlung (kriminologische Indikation). Für die medizinische Indikation hat der Gesetzgeber keine zeitliche Begrenzung für die Durchführung des Schwangerschaftsabbruchs vorgesehen. In den Fällen der embryopathischen Indikation durfte der Abbruch bis zum Zeitpunkt erfolgen, in dem das ungeborene Kind die Fähigkeit erlangt, selbständig außerhalb des Mutterleibs zu leben. Unter Berücksichtigung aller Möglichkeiten der modernen Medizin lag die Grenze nach überwiegender Meinung bei 22–24 Wochen. Bei kriminologischer Indikation ist der Schwangerschaftsabbruch bis zur zwölften Woche zulässig. Die Schwangere begeht mit einem Abbruch vor der Geburtsphase – auch im Gegensatz zu Ländern mit liberaleren Abtreibungsregeln – keine Straftat.
1996, unter der damals vom Bund der Demokratischen Linken angeführten Regierung, wurde der Schwangerschaftsabbruch aufgrund sozialer Notlage legalisiert. Im Mai 1997 erklärte der Verfassungsgerichtshof diese Änderung für verfassungswidrig. Die neue Regelung war dem Urteil zufolge nicht durch einen anderen Verfassungswert gerechtfertigt und verletzte daher den verfassungsrechtlich garantierten Schutz des Lebens. Die Entscheidung erging mit 9:3 Stimmen.
Bei der Parlamentswahl am 25. Oktober 2015 erhielt die PiS 37,6 % der Stimmen und 235 der 460 Abgeordnetensitze im Parlament. Am 23. September 2016 (damals regierte das Kabinett Szydło) stimmte eine Mehrheit der Abgeordneten (267 Stimmen) im Sejm, dem Unterhaus des polnischen Parlaments, in erster Lesung für eine weitere Verschärfung des Abtreibungsrechts. Wäre der Vorschlag in geltendes Recht umgesetzt worden, wäre eine Abtreibung nur noch zulässig, wenn Lebensgefahr für die Schwangere besteht. Frauen und Ärzten, die gegen das Abtreibungsverbot verstoßen, hätte eine mehrjährige Haftstrafe gedroht. Die geplante Verschärfung des Abtreibungsrechts wurde von Menschenrechtlern und Frauenbewegungen kritisiert. Anfang Oktober 2016 demonstrierten laut vorsichtigen Schätzungen der Polizei beim Czarny Protest (deutsch: „Schwarzer Protest“) etwa 100.000 Menschen landesweit gegen ein komplettes Abtreibungsverbot. In einer am 6. Oktober 2016 einberufenen Sitzung lehnte das polnische Parlament den Gesetzesentwurf der Bürgerbewegung „Stop Aborcji“ (dt.: „Stopp der Abtreibungen“) nach zweiter Lesung mit großer Mehrheit ab. 352 Abgeordnete stimmten gegen die Initiative, 58 waren dafür, 18 enthielten sich. Das Votum gilt als erste große Niederlage der Regierungspartei PiS.
Der Verfassungsgerichtshof hat in seinem Urteil vom 22. Oktober 2020 den Schwangerschaftsabbruch mit embryopathischer Indikation als ungerechtfertigten Eingriff in das Recht auf Leben für verfassungswidrig erklärt, nachdem ein Antrag durch eine Gruppe von 119 konservativen, überwiegend der Regierungspartei PiS angehörigen, Abgeordneten eingebracht worden war. Die Entscheidung erging mit 11:2 Stimmen, wobei drei der elf Richter die Urteilsbegründung ablehnten. Der Spruch sollte ursprünglich bis spätestens zum 2. November 2020 im Gesetzblatt verkündet werden. Tatsächlich erfolgte seine Verkündung im Gesetzblatt erst am 27. Januar 2021. Michał Dworczyk, Kanzleileiter des Ministerpräsidenten, begründete die Verzögerung mit der aufgeheizten Stimmung in der Gesellschaft. Den Entscheidungsgründen zufolge führe die von der Vorschrift vorausgesetzte hohe Wahrscheinlichkeit einer schweren und dauerhaften Beschädigung der Leibesfrucht bzw. seine unheilbare und lebensgefährliche Krankheit nicht zwingend zu einer Kollision mit dem Wohlbefinden der Schwangeren. Auch eine eugenische Argumentation mit etwaigen Belastungen für das Kind könne nicht zur Rechtfertigung führen. In der aufgehobenen Bestimmung fehlten messbare Kriterien zur Rechtsgutbeeinträchtigung der Mutter, die den Schwangerschaftsabbruch rechtfertigen würden. Dies sei dann der Fall, wenn von der Mutter das Zurücktreten ihres Rechtsguts nicht verlangt werden könne.
Im Jahr 2019 wurden 98 Prozent der 1100 legalen Schwangerschaftsabbrüche auf Grundlage der kassierten Ausnahmeregelung durchgeführt. Der Beschluss des Verfassungsgerichtshofs führte zu tagelangen landesweiten Protesten. Überraschend äußerte Staatspräsident Andrzej Duda „Verständnis für den Zorn und die Befürchtungen der Protestierenden“; seine Frau Agata drückte ihr Unverständnis über die Entscheidung des Verfassungsgerichts aus, die nach ihren Worten die Frauen zu „Heroismus zwingt“.
Der Europäische Gerichtshof für Menschenrechte sprach 2023 einer Polin eine Entschädigung zu, die für den 28. Januar 2021 einen Termin hatte, um ihre Schwangerschaft wegen einer Trisomie-Diagnose abzubrechen und diese wegen der einen Tag zuvor erfolgten Verkündung des Urteils im Gesetzblatt nicht wahrnehmen durfte. Die Entscheidung wurde damit begründet, dass die Klägerin schon einen Termin hatte und dass es bei der Wahl der Verfassungsrichtern zu Fehlern gekommen sei, begründet also kein allgemeines Recht auf Schwangerschaftsabbruch bei Trisomie.
Das 2023 ins Amt gekommene Kabinett Tusk III brachte vier Gesetzentwürfe zur Liberalisierung des Abtreibungsrechts im Sejm ein. Der erste (Entkriminalisierung der Beihilfe zur Abtreibung) wurde am 12. Juli 2024 mit 218 zu 215 Stimmen abgelehnt.

##### Einzelfälle
Im April 2000 wurde in einem polnischen Krankenhaus trotz medizinischer Indikation ein Abbruch verweigert. Die betroffene Frau klagte deswegen vor dem Europäischen Gerichtshof für Menschenrechte. Dieser urteilte am 20. März 2007, der polnische Staat habe seine Pflicht zum Schutz des Privatlebens der Beschwerdeführerin aus Art. 8 EMRK verletzt, und sprach ihr dafür u. a. 25.000 Euro Schmerzensgeld zu.
Im März 2008 (damals regierte das Kabinett Tusk I) wurde eine Gynäkologin vor dem Gericht in Płock zu zwei Jahren Gefängnis (ausgesetzt als vierjährige Bewährungsstrafe) und Aushändigung des Honorars (etwa 1000 Złoty, also 260 Euro je Eingriff) verurteilt, weil sie 26 illegale Schwangerschaftsabbrüche vorgenommen hatte. Sie hatte versucht, alle Patientinnen zum Austragen des Kindes und zur Freigabe zur Adoption zu überreden und vor möglichen Komplikationen gewarnt. Die Gynäkologin bezeichnete ihre Taten als „medizinische und soziale Hilfe“. Die Frauen, bei denen sie die Schwangerschaft abbrach, waren jeweils alleinerziehende Mütter mit zwei bis drei Kindern. F. musste zusammen mit Gerichtskosten 64.000 Złoty (ca. 18.000 Euro) zahlen.
Eine zwischen November 2012 und April 2013 durchgeführte Umfrage kommt zu dem Ergebnis, dass ein Viertel bis ein Drittel aller erwachsenen Polinnen, also 4,1 bis 5,8 Mio., zumindest einmal in ihrem Leben einen Schwangerschaftsabbruch vorgenommen haben. Verbreiteter waren Abtreibungen unter Frauen im höheren Alter, mit geringerem Bildungsgrad, größerer Unzufriedenheit über ihre materielle Situation, rechten Ansichten und bei Frauen, die seltener eine Kirche besuchten.
| Legale Schwangerschaftsabbrüche in Polen      | Legale Schwangerschaftsabbrüche in Polen | Legale Schwangerschaftsabbrüche in Polen | Legale Schwangerschaftsabbrüche in Polen | Legale Schwangerschaftsabbrüche in Polen |
| --------------------------------------------- | ---------------------------------------- | ---------------------------------------- | ---------------------------------------- | ---------------------------------------- |
| Jahr                                          |                                          |                                          |                                          | Abbrüche                                 |
| 1980                                          | 1980                                     |                                          | 137.950                                  | 137.950                                  |
| 1981                                          | 1981                                     |                                          | 132.894                                  | 132.894                                  |
| 1982                                          | 1982                                     |                                          | 138.977                                  | 138.977                                  |
| 1983                                          | 1983                                     |                                          | 130.980                                  | 130.980                                  |
| 1984                                          | 1984                                     |                                          | 132.844                                  | 132.844                                  |
| 1985                                          | 1985                                     |                                          | 135.564                                  | 135.564                                  |
| 1986                                          | 1986                                     |                                          | 129.716                                  | 129.716                                  |
| 1987                                          | 1987                                     |                                          | 123.534                                  | 123.534                                  |
| 1988                                          | 1988                                     |                                          | 105.333                                  | 105.333                                  |
| 1989                                          | 1989                                     |                                          | 82.137                                   | 82.137                                   |
| 1990                                          | 1990                                     |                                          | 59.417                                   | 59.417                                   |
| 1991                                          | 1991                                     |                                          | 30.878                                   | 30.878                                   |
| 1992                                          | 1992                                     |                                          | 11.640                                   | 11.640                                   |
| 1993                                          | 1993                                     |                                          | 1.240                                    | 1.240                                    |
| 1994                                          | 1994                                     |                                          | 874                                      | 874                                      |
| 1995                                          | 1995                                     |                                          | 570                                      | 570                                      |
| 1996                                          | 1996                                     |                                          | 505                                      | 505                                      |
| 1997                                          | 1997                                     |                                          | 3.047                                    | 3.047                                    |
| 1998                                          | 1998                                     |                                          | 310                                      | 310                                      |
| 1999                                          | 1999                                     |                                          | 151                                      | 151                                      |
| 2000                                          | 2000                                     |                                          | 138                                      | 138                                      |
| 2001                                          | 2001                                     |                                          | 124                                      | 124                                      |
| 2002                                          | 2002                                     |                                          | 159                                      | 159                                      |
| 2003                                          | 2003                                     |                                          | 174                                      | 174                                      |
| 2004                                          | 2004                                     |                                          | 193                                      | 193                                      |
| 2005                                          | 2005                                     |                                          | 225                                      | 225                                      |
| 2006                                          | 2006                                     |                                          | 339                                      | 339                                      |
| 2007                                          | 2007                                     |                                          | 326                                      | 326                                      |
| 2008                                          | 2008                                     |                                          | 499                                      | 499                                      |
| 2009                                          | 2009                                     |                                          | 538                                      | 538                                      |
| 2010                                          | 2010                                     |                                          | 641                                      | 641                                      |
| 2011                                          | 2011                                     |                                          | 669                                      | 669                                      |
| 2012                                          | 2012                                     |                                          | 752                                      | 752                                      |
| 2013                                          | 2013                                     |                                          | 744                                      | 744                                      |
| 2014                                          | 2014                                     |                                          | 971                                      | 971                                      |
| 2015                                          | 2015                                     |                                          | 1.040                                    | 1.040                                    |
| 2016                                          | 2016                                     |                                          | 1.098                                    | 1.098                                    |
| 2017                                          | 2017                                     |                                          | 1.057                                    | 1.057                                    |
| 2018                                          | 2018                                     |                                          | 1.076                                    | 1.076                                    |
| 2019                                          | 2019                                     |                                          | 1.100                                    | 1.100                                    |
| Datenquellen: 1980–2001, 2002–2011, 2012–2018 |                                          |                                          |                                          |                                          |

#### Portugal
In Portugal stimmte in einem Referendum am 11. Februar 2007 die Mehrheit (59,3 Prozent) für eine Legalisierung von Abbrüchen innerhalb der ersten 10 Wochen der Schwangerschaft. Premierminister José Sócrates setzte das Abstimmungsergebnis im Parlament um. Portugal gehörte bis dahin zusammen mit Polen, Irland und Malta zu den Ländern mit den strengsten Abbruchgesetzen in der EU. Bei einem Referendum im Jahr 1998 hatte noch die Mehrheit für die Beibehaltung der Strafbarkeit gestimmt. Das neue Abtreibungsrecht gilt seit dem 15. Juli 2007, obwohl konservative Kräfte Widerstand gegen die Neuregelung ankündigten.

#### Rumänien
Von 1957 bis 1966 war der Schwangerschaftsabbruch in Rumänien auf Antrag der Frau straflos. 1966 wurde dies aus bevölkerungspolitischen Gründen durch das Dekret 770 massiv eingeschränkt und 1972 sowie 1985 unter dem Diktator Nicolae Ceaușescu nochmals verschärft. Das Ziel war die Steigerung der Geburtenziffer. Der Import von Verhütungsmitteln wurde verboten, Frauen wurden monatlichen gynäkologischen Kontrollen unterworfen. Doch die Frauen fanden bald Wege, in der Illegalität abzutreiben, allerdings unter schwersten Bedingungen, wovon der Film 4 Monate, 3 Wochen und 2 Tage zeugt. Die Geburtenzahl stieg daher nur vorübergehend an und sank nach einiger Zeit wieder annähernd auf das frühere Niveau. Die Zahl der Todesfälle infolge illegaler Schwangerschaftsabbrüche jedoch stieg stark an.
Nach dem Fall des Ceaușescu-Regimes 1989 war eine der ersten Amtshandlungen der neuen Regierung die Einführung einer Fristenregelung. Schlagartig sank die Zahl der Todesfälle nach Schwangerschaftsabbrüchen im Jahr 1990 auf ein Drittel des Vorjahres (von 142 auf weniger als 50). Die Zahl der legalen Schwangerschaftsabbrüche stieg kurzfristig massiv an und erreichte gar eine Quote von 3 Abbrüchen auf 1 Geburt (1990). Sie ist jedoch seither wieder stark gesunken, nachdem in Rumänien die Familienplanung allmählich Fuß gefasst hat und Schwangerschaftsabbruch nicht mehr die häufigste Methode der Geburtenregelung ist.

##### Abortrate auf 1000 Frauen im Alter von 15 bis 44 Jahren
- 1965: 252
- 1967: 46
- 1988: 15
- 1990: 182
- 2006: 31

#### Russland (1922 bis 1991 Sowjetunion)
Mit einem Gesetz vom 16. November 1920 wurden in Russland Schwangerschaftsabbrüche legalisiert und kostenfrei in Krankenhäusern angeboten, womit das Gesetz vor allem auf die staatliche Kontrolle der vom Gesetzgeber als gesellschaftliches Übel wahrgenommenen Schwangerschaftsabbrüche abzielte. Es waren nur lizenzierte Ärzte zur Durchführung eines Abbruchs berechtigt, alle anderen Mediziner oder Nichtmediziner machten sich dabei strafbar. Leicht eingeschränkt 1924 (durch Einführung von Gebühren) wurden Schwangerschaftsabbrüche mit dem am 27. Juli 1936 veröffentlichten Gesetz in der UdSSR außer bei Lebensgefahr oder eugenischer Indikation generell verboten. Die nächsten zwanzig Jahre führten die Behörden einen erfolglosen Kampf gegen die weitverbreiteten, illegalen Schwangerschaftsabbrüche, deren Folgen eine große Belastung des Gesundheitssystems darstellten. Vor allem deswegen wurde am 23. November 1955 das Gesetz zum Verbot von Schwangerschaftsabbrüchen abgeschafft. Zeitweilige Versuche, den Schwangerschaftsabbruch als wichtigstes Mittel der Familienplanung durch empfängnisverhütende Mittel zu ersetzen, scheiterten an einer pronatalistischen Politik, die den Zugang zu hormonellen Verhütungsmitteln beschränkte oder Zugang und Akzeptanz zumindest nicht förderte. Die offizielle Abbruchquote war mit etwa 100 auf 1000 Frauen im gebärfähigen Alter (1970–1989) eine der höchsten weltweit.
Seither ist die Abbruchquote gemäß Eurostat in Russland auf 45/1000 gesunken (2003). Auch in den meisten anderen ehemaligen Mitgliedstaaten der UdSSR (siehe auch unten bei Asien Aserbaidschan) und in anderen Ländern Osteuropas ist die Quote massiv gesunken, nachdem moderne Verhütungsmittel allmählich auch in dieser Region weitere Verbreitung fanden.

#### San Marino
In San Marino wurde durch ein Referendum am 26. September 2021 eine Fristenlösung befürwortet, die am 31. August 2022 vom Parlament beschlossen wurde.

#### Spanien
1937, während des Bürgerkriegs, erließ die republikanische Regierung Spaniens ein Gesetz der ersten Frau im Amt eines Gesundheitsministers, Federica Montseny, welches den Frauen das Recht gab, selbst über einen Schwangerschaftsabbruch zu entscheiden. Nach dem Sieg der Nationalisten unter General Francisco Franco wurde 1939 wieder ein striktes Abtreibungsverbot eingeführt, das bis 1985 in Kraft blieb.
Nach dem Ende der Franco-Diktatur und den ersten demokratischen Wahlen nahm die damalige Zentrumsregierung eine Reform des Strafgesetzbuches in Angriff. Der Vorentwurf von 1979 sah für den Schwangerschaftsabbruch eine enge Indikationenregelung vor. Nach dem Wahlsieg der PSOE und vor dem Hintergrund von mehreren Gerichtsurteilen wegen illegaler Schwangerschaftsabbrüche wurde zu Beginn der 1980er Jahre auch eine Fristenregelung diskutiert. Nach hitzigen Auseinandersetzungen verabschiedete das Parlament schließlich 1985 eine Indikationenregelung. Als Gründe für einen straflosen Abbruch wurden eine Gefahr für die körperliche und psychische Gesundheit der Schwangeren (ohne zeitliche Begrenzung), Vergewaltigung (bis zur 12. SSW) und eine Fehlbildung des Fötus (bis zur 22. SSW) zugelassen. In der Folge entstanden zahlreiche, auf Schwangerschaftsabbrüche spezialisierte Kliniken, in welchen noch heute die große Mehrzahl der Abbrüche durchgeführt wird, und die Handhabung des Gesetzes liberalisierte sich rasch. Die Zahl der Spanierinnen, die für einen Abbruch ins Ausland reisten, sank rapide. So wurden 1985 in niederländischen Kliniken 6344 Spanierinnen behandelt, 1990 nur noch 313. Umgekehrt entwickelte sich ein „Abtreibungstourismus“ aus anderen europäischen Ländern nach Spanien, namentlich für sehr späte Abbrüche, die in einigen Privatkliniken angeboten wurden.
Die Diskussionen um die gesetzliche Regelung des Schwangerschaftsabbruchs dauerten bis zum Inkrafttreten eines neuen Gesetzes Mitte 2010 an. Während linke Parteien und Feministinnen die Streichung der Strafparagrafen oder eine Fristenregelung forderten, strebten konservative Kreise die Rückkehr zu einem restriktiveren Gesetz an und kritisierten die weite Auslegung der geltenden Regelung. Verschiedentlich kam es zu Anzeigen gegen Ärzte, die zum Beispiel 2007 zur Verhaftung des Leiters einer Klinik und zu deren Schließung führten. Dies war mit ein Grund, dass die Regierung Zapatero 2008 die Revision der Gesetzgebung in Angriff nahm.
Im Oktober 2009 verabschiedete sie einen Gesetzentwurf zur Liberalisierung des Schwangerschaftsabbruchs. Die Debatte wurde mit großer Härte geführt.
Das neue Gesetz wurde am 24. Februar 2010 vom Senat beschlossen (132:126). Es trat am 1. Juli 2010 in Kraft. Mit der Einführung einer Fristenlösung ist der Schwangerschaftsabbruch bis zur 14. Woche (Ausnahmen: bis zur 22. Woche) straffrei.
Bei den Parlamentswahlen im November 2011 erreichte die konservative PP eine absolute Mehrheit der Sitze der Abgeordnetenkammer. Es kam zu einem Regierungswechsel: Mariano Rajoy bildete das Kabinett Rajoy I. Die PP gewann die Wahl unter anderem durch die Ankündigung einer Verschärfung des Abtreibungsrechts. Justizminister Alberto Ruiz-Gallardón legte im Dezember 2013 einen Gesetzesentwurf vor, der einen Schwangerschaftsabbruch nur noch nach angezeigten Vergewaltigungen oder bei nachgewiesenen Gesundheitsrisiken für die Schwangere zugelassen hätte. Eine Fehlbildung des Fötus wäre dagegen kein Abtreibungsgrund mehr gewesen. Ministerpräsident Rajoy entschied nach langen Debatten schließlich, den Gesetzesentwurf zu entschärfen; aus diesem Anlass trat der Justizminister am 23. September 2014 zurück.
Die bisher vorgeschriebene Bedenkzeit wurde 2023 abgeschafft.

#### Türkei
In der Türkei sind seit 1983 Schwangerschaftsabbrüche bis zur 10. Woche auf Antrag der Mutter erlaubt, nach dieser Frist nur noch aus medizinischen Gründen (Artikel 99 und 100 Strafgesetzbuch).
Im Mai 2012 gab Ministerpräsident Erdogan überraschend bekannt, er halte Abtreibung für Mord und wolle Abtreibungen bald nur noch in den ersten vier oder fünf Wochen straffrei lassen. Dies wäre de facto ein Abtreibungsverbot, denn Schwangerschaften werden in der Regel erst danach entdeckt.

„Erdogan geht es nicht nur darum, dass Abtreibungen ‚gegen den Willen Gottes‘ verstießen, sondern vor allem, dass sie den Bestand des türkischen Volkes und dessen wirtschaftliche Dynamik gefährdeten. Seit langem empfiehlt er jeder türkischen Frau mindestens drei, am besten fünf Kinder. Es scheint, dass der Premier sich jetzt stark genug fühlt, seine bevölkerungspolitischen Ideen zur Maxime des staatlichen Handelns zu machen. Deshalb wetterte er zugleich gegen Kaiserschnittgeburten. Beide Eingriffe seien Teil eines „geheimen Komplotts des Auslands, um die Türkei von der globalen Bühne zu fegen.““

Nach massiven Protesten von Frauenrechtsorganisationen zog die regierende Partei AKP ihr Vorhaben am 21. Juni 2012 jedoch wieder zurück.

#### Ungarn
Gegner der am 1. Januar 2012 in Kraft getretenen neuen Verfassung sehen in den Bestimmungen zum Lebensschutz ein De-facto-Verbot von Schwangerschaftsabbrüchen. Bisher wurde allerdings das seit 1956 in Ungarn bestehende Recht auf einen Schwangerschaftsabbruch nicht gesetzlich abgeschafft. Allerdings sind seit 15. September 2022 Schwangere verpflichtet, sich vor einem Schwangerschaftsabbruch die Herztöne ihres Kindes anzuhören.

#### Vereinigtes Königreich
Bis 1803 waren Abtreibungen erst dann strafbar, wenn bereits Kindesbewegungen (quickening) spürbar gewesen waren.
Der Offences Against the Person Act des Vereinigtes Königreich Großbritannien und Irland von 1861 sah lebenslange Freiheitsstrafe für Abtreibung vor.
Heute gibt es zwei Abtreibungsgesetze im Vereinigten Königreich, eins für Großbritannien und eins für Nordirland.
Das Unterhaus beschloss am 27. Oktober 1967 für Großbritannien eine weite sozialmedizinische Indikationenregelung (Abortion Act; Langtitel: An Act to amend and clarify the law relating to termination of pregnancy by registered medical practitioners); das Gesetz trat ein halbes Jahr später in Kraft.
1990 wurde ein Amendment (Human Fertilisation and Embryology Act) beschlossen; seitdem ist ein Abbruch nach der 24. Schwangerschaftswoche nicht mehr legal, es sei denn, die Schwangere wäre in schwerer Gefahr (“grave risk of physical or mental injury to the woman”) oder es gäbe Beweise für eine „extreme fetal abnormality“. Zwei Ärzte müssen diese Diagnose bestätigen.
Da das Risiko eines Schwangerschaftsabbruchs in der Regel geringer ist als dasjenige einer Geburt, entwickelte sich rasch eine liberale Praxis, die einer Fristenregelung nahekam. Es entstanden Abtreibungskliniken, die eine große Zahl von abtreibungswilligen Frauen vom Festland anzogen. Dieser Abtreibungstourismus ebbte bald wieder ab, als andere Länder Fristenregelungen einführten. Heute zählt der Abortion Act zu den restriktiveren Gesetzen seiner Art in Europa, weil er – zumindest auf dem Papier – die Frau nicht selbst über den Abbruch entscheiden lässt. Ein Liberalisierungsversuch im Parlament wurde im Oktober 2008 von der Labour-Regierung Brown aus formellen Gründen abgeblockt.
In Nordirland waren Schwangerschaftsabbrüche bis 2020 nur bei medizinischer Indikation legal, danach wurde eine Fristenregelung eingeführt. Demnach sind Schwangerschaftsabbrüche in den ersten 12 Wochen ohne Einschränkungen möglich. Durch eine medizinische Fachperson muss bestätigt werden, dass die Schwangerschaft nicht länger als 12 Wochen besteht. Abbrüche nach der 12. Woche sind unter bestimmten Bedingungen möglich (z. B. schwere Beeinträchtigung des Fötus, Missbildungen).

#### Staaten ohne gesetzlich geregelte Ausnahmen
In Andorra und der Vatikanstadt gibt es keine gesetzlich geregelten Ausnahmen.

### Angloamerika

#### Kanada

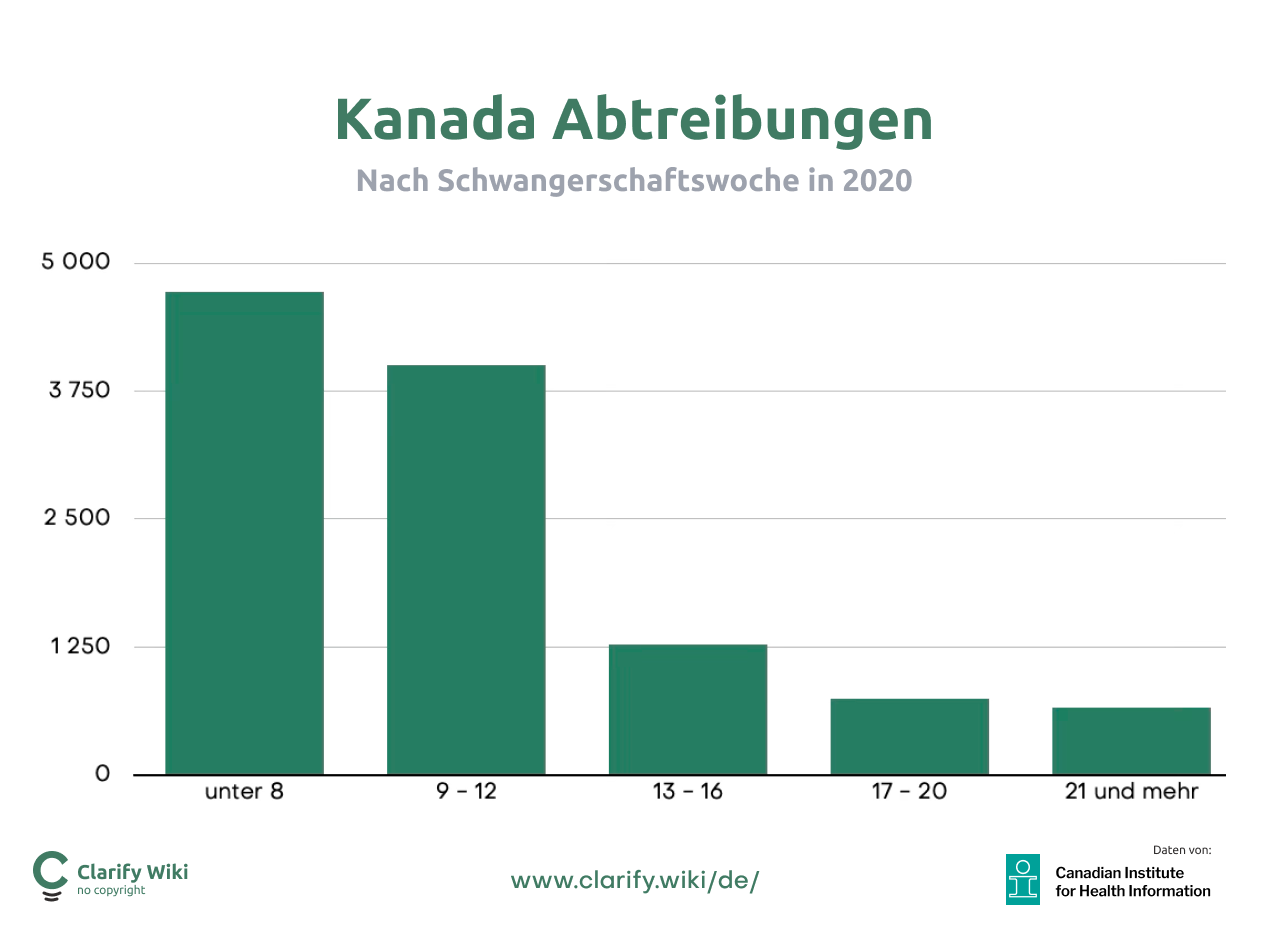
Statistik: Kanada Abtreibungen nach Schwangerschaftswoche

In Kanada war seit 1969 ein Schwangerschaftsabbruch erlaubt, wenn Leben oder Gesundheit der Schwangeren gefährdet war. Der Eingriff durfte nur in öffentlichen Krankenhäusern vorgenommen werden, wo eine Kommission von drei Medizinern die Einwilligung geben musste. Dies führte zu großen Unterschieden in der Praxis der Krankenhäuser. Als der Arzt Henry Morgentaler im Widerspruch zum Gesetz eine private Abtreibungsklinik auf gemeinnütziger Basis eröffnete, kam es zu seiner Verhaftung und Verurteilung. Der Fall wurde bis ans Oberste Gericht gezogen, welches schließlich im Jahr 1988 die gesetzliche Regelung für verfassungswidrig erklärte, weil sie gegen die durch die Verfassung geschützten Rechte auf Leben, Freiheit und Sicherheit der Person verstießen. Seither scheiterten Versuche im Parlament, den Schwangerschaftsabbruch neu zu regeln. Kanada ist somit eines der sehr wenigen Länder, in denen es kein gesamtstaatliches Gesetz zum Abbruch gibt. Auf Ebene der Bundesstaaten gelten allerdings Fristenregelungen.

#### Vereinigte Staaten
In den Vereinigten Staaten gelten seit 2022 in jedem Bundesstaat eigene Regelungen. Diese reichen von völliger Freigabe des Schwangerschaftsabbruchs bis zu fast vollständigen Verboten, die nur Ausnahme bei Lebensgefahr für die Mutter vorsehen (siehe auch Weltkarte). Die einzige bundesrechtliche Beschränkung ist der Partial-Birth Abortion Ban Act.
Damit ähnelt die heutige Situation derjenigen Anfang der 1970er Jahre. Auch damals galten in den Bundesstaaten unterschiedliche Regelungen, wobei ab 1970 einige Bundesstaaten den Schwangerschaftsabbruch auch in indikationslosen Fällen legalisierten.

##### Situation nachRoe v. Wade1973
1. ↑  Trigger laws sind Gesetze, die von den Legislativen einzelner Bundesstaaten beschlossen wurden und die Abtreibungen verbieten oder stark einschränken. Die Gesetze wurden noch zur Zeit der Gültigkeit von Roe v. Wade beschlossen, um im Falle einer Aufhebung dieses Bundesgesetzes rasch in Kraft gesetzt werden zu können.

Haltungen der US-Bundesstaaten zum geltenden Recht auf Schwangerschaftsabbruch in den Jahren 2000 und 2019:

Gesetzliche Regelungen zum Schwangerschaftsabbruch im Jahr 2021 in den Bundesstaaten:
Bundesstaaten mit trigger laws, die Abbruchverbote und -beschränkungen beinhalteten
Mit mehreren Arten von Abtreibungsbeschränkungen
Mit einem Gesetz zum Schutz des Zugangs zu Schwangerschaftsabbrüchen
Mit wenigen oder keinen Arten von Abtreibungsbeschränkungen
-----

Seit dem Urteil Roe v. Wade des Obersten Gerichtshofs vom 22. Januar 1973 war der Schwangerschaftsabbruch grundsätzlich bis zur Lebensfähigkeit des Kindes zulässig. Die einzelnen Bundesstaaten hatten aber die Kompetenz, eigene rechtliche Regelungen festzulegen, solange sie nicht eine ungebührliche Belastung (undue burden) für die Frau darstellen. Eine Reihe von Bundesstaaten hatten restriktive Regelungen erlassen, wie obligatorische Beratung, Bedenkzeit, Vorschriften für Kliniken oder Zustimmung der Eltern bei Minderjährigen. Das Oberste Gericht hat in einem Urteil vom 19. Februar 1997 aber auch entschieden, dass es zulässig ist, rund um Abtreibungskliniken so genannte Bubble zones (Sperrzonen für demonstrierende Abtreibungsgegner) festzulegen.
Zwei Referenden zur massiven Verschärfung der gesetzlichen Regelung des Schwangerschaftsabbruchs scheiterten im November 2008 in den Bundesstaaten South Dakota und Colorado.
Am 15. Mai 2019 verabschiedete der Senat des republikanisch dominierten Bundesstaats Alabama das bislang restriktivste Gesetz gegen den Schwangerschaftsabbruch. Am 30. April 2019 hatte bereits das Repräsentantenhaus den Gesetzesentwurf mit großer Mehrheit gebilligt. Nach der Abstimmung wurde das Gesetz durch die Gouverneurin von Alabama Kay Ivey unterzeichnet und tritt damit 6 Monate später in Kraft. Danach ist ein Abbruch in nahezu allen Fällen illegal und nur zulässig, wenn ein ernsthaftes Gesundheitsrisiko für die werdende Mutter besteht. Auch bei Schwangerschaften infolge von Inzest oder Vergewaltigung wurden keine Ausnahmen gemacht. Jeder, der einen Schwangerschaftsabbruch durchführt, soll nach dem Gesetz mit 10 bis 99 Jahren oder lebenslanger Freiheitsstrafe bestraft werden; der Versuch mit einer Freiheitsstrafe von einem bis zu zehn Jahren. Schwangere, die eine Abtreibung an sich vornehmen lassen, werden nach dem Gesetz nicht bestraft.
Führende Befürworter des Gesetzes erklärten offen, dass sie bewusst die rechtliche Anfechtung dieses neuen verschärften Gesetzes anstrebten, um damit zu erreichen, dass die Frage letztlich grundsätzlich vor dem Obersten Gerichtshof der Vereinigten Staaten entschieden wird. Da dieser durch die Neubesetzungen unter der ersten Präsidentschaft Donald Trumps eine zunehmend konservative Mehrheit aufwies, ergab sich die Perspektive zur bundesweiten Aufhebung von Roe v. Wade. Kritiker dieses verschärften Gesetzes merkten unter anderem an, dass bei der Abstimmung in Alabama ausschließlich Männer für den Gesetzesentwurf gestimmt hätten. Die vier weiblichen Mitglieder des Senats hatten dagegen gestimmt.
Einige Gegner der geltenden Regelung zum Schwangerschaftsabbruch kritisierten das Gesetz in Alabama als zu radikal. Selbst die Mehrheit der Abtreibungsgegner in den Vereinigten Staaten sei der Ansicht, dass Ausnahmen im Fall von Vergewaltigung oder Inzest gemacht werden sollten. Außerdem hätten die Gesetzesmacher in Alabama keinerlei Begründungen geliefert, warum sie Roe aufheben wollten. Gerade aufgrund seiner Radikalität sei das Gesetz angreifbar und es werde vermutlich schon in den Bundesberufungsgerichten scheitern und nicht bis zum Supreme Court gelangen.
Der Gouverneur des Bundesstaats Arkansas, der Republikaner Asa Hutchinson unterzeichnete am 9. März 2021 ein Abtreibungsgesetz, das selbst im Fall von Vergewaltigung und Inzest keinen Schwangerschaftsabbruch erlaubt. Lediglich bei akuter Gefahr für das Leben der Mutter soll eine Abtreibung erlaubt sein. Er äußerte, dass er die Voraussetzungen dafür schaffen wolle, dass der Oberste Gerichtshof die bisherige Rechtsprechung aufhebe. Die Bürgerrechtsorganisation ACLU ging dagegen gerichtlich vor. Das Gesetz trat erst 2022 nach der Aufhebung von Roe v. Wade in Kraft (vgl. unten).
Am 17. Mai 2021 unterzeichnete der Gouverneur von Texas Greg Abbott ein Gesetz, das Abtreibungen nach der sechsten Schwangerschaftswoche fast vollständig verbot. Die sogenannte heartbeat bill verbot Abtreibungen, wenn ein fötaler Herzschlag zu detektieren war, und zwar auch in Fällen von Vergewaltigung oder Inzest. Nur bei medizinischer Indikation waren Ausnahmen erlaubt. Von Ärztevereinigungen wurde das Konzept des „fötalen Herzschlags“ als unscharfes und ungeeignetes Kriterium kritisiert. Anstatt auf staatliche Strafverfolgung setzte das Gesetz auf private Klagen, welche derart erweitert wurden, dass nunmehr fast jedermann Abtreibungseinrichtungen verklagen konnte. Diese Regelung sollte Klagen gegen die heartbeat bill erschweren. Gegner des Gesetzes, darunter die Organisationen Planned Parenthood und die American Civil Liberties Union (ACLU), brachten das Gesetz vor den Obersten Gerichtshof. Der mehrheitlich von konservativen Juristen besetzte Gerichtshof lehnte mit einem 5:4-Votum eine einstweilige Verfügung gegen das Gesetz ab, das daraufhin am 2. September 2021 in Kraft trat. In einem Kommentar nannte US-Präsident Joe Biden das Gesetz „extrem“ und kritisierte, dass der Zugang zu Schwangerschaftsabbrüchen vor allem für Personen mit niedrigem Einkommen dadurch stark erschwert werde. Am 6. Oktober 2021 setzte ein Bundesrichter die Anwendung des Gesetzes aus. Am 8. Oktober 2021 setzte ein Berufungsgericht das Gesetz wieder in Kraft.
Im Dezember 2021 gestattete die US-Arzneimittelbehörde FDA den Postversand der Abtreibungspille „Mifepriston“, der bereits vorübergehend erprobt worden war. Der Versand unterliegt der Bedingung, dass die Abtreibungspille unter telemedizinischer Begleitung eingenommen wird.

##### Aufhebung vonRoe v. Wade2022
Am 24. Juni 2022 hob der Oberste Gerichtshof im Verfahren Dobbs v. Jackson Women’s Health Organization das Urteil Roe v. Wade auf, womit fortan die Legislativen der Bundesstaaten über die Legalität von Schwangerschaftsabbrüchen zu entscheiden haben. Einige Bundesstaaten setzten umgehend Verbotsgesetze in Kraft. Die Entwicklungen wurden international kritisiert, so auch von der WHO.

##### Weitere Entwicklung
Am 2. August 2022 stimmten die Bürger von Kansas bei einem Referendum mit deutlicher Mehrheit für das Recht auf Abtreibung.
Am 15. Juli 2022 stimmte das Repräsentantenhaus der Vereinigten Staaten für ein bundesweites Recht auf Schwangerschaftsabbruch. Allerdings wurde das Gesetz im Senat nicht angenommen. Nach einer Umfrage der Nachrichtenagentur AP plädierte im August 2022 eine Mehrheit der Amerikaner für ein Gesetz, das legale Schwangerschaftsabbrüche bundesweit erlaubt. 53 Prozent der US-Bürger kritisieren die Entscheidung des Supreme Court. Nur 30 Prozent befürworten sie.
Das Verteidigungsministerium finanziert Soldatinnen Reisen zu Abtreibungskliniken.
Am 17. März 2023 unterzeichnete der Gouverneur von Wyoming Mark Gordon ein Gesetz, das mit Wirkung ab dem 1. Juli 2023 die ärztliche Verschreibung und den Verkauf von Abtreibungsmedikamenten verbietet. Das Gesetz sowie ein generelles Abtreibungsverbot in diesem Bundesstaat wurde jedoch im November 2024 gerichtlich für unzulässig erklärt und damit aufgehoben.
Am 7. April 2023 setzte ein Bundesrichter die Zulassung der Abtreibungspille Mifepriston aus. Am 13. April 2023 ließ ein Berufungsgericht das Medikament mit Einschränkungen (Begrenzung auf 7. SSW, Postversand verboten) wieder zu. Der Oberste Gerichtshof wies am 13. Juni 2024 die gegen die Zulassung von Mifepriston gerichtete Klage von Abtreibungsgegnern ab, da diese kein Klagerecht hätten.
In Florida wurde 2022 die Frist, in der Schwangerschaftsabbrüche erlaubt sind, auf 15 Wochen verkürzt. Gouverneur Ron DeSantis fertigte am 13. April 2023 ein Verbot für Schwangerschaftsabbrüche nach der sechsten Schwangerschaftswoche aus. Ausnahmen bei Gefahren für Leben und Gesundheit der Mutter bleiben bestehen, bis zur 15. Schwangerschaftswoche (bisherige Frist) sind außerdem Ausnahmen für Fälle von Inzest, Vergewaltigung und Menschenhandel vorgesehen.
In Iowa verabschiede das republikanisch dominierte Parlament im Juli 2023 ein Gesetz, nach dem Schwangerschaftsabbrüche künftig nur noch legal sind, bis embryonale Herzaktivität feststellbar ist. Das ist in der Regel in der sechsten Woche der Fall. Das Gesetz unterscheidet nicht nach Alter oder psychischer Gesundheit der Schwangeren. Ausnahmen bestehen bei Gefahren für Leben oder körperliche Gesundheit der Mutter, bei Inzest und Vergewaltigung sowie wenn das Ungeborene nach der Geburt nicht lebensfähig wäre. Am 17. Juli wurde das Gesetz von einem Bezirksrichter vorläufig außer Kraft gesetzt.
Das Oberste Gericht von Iowa (Iowa Supreme Court) erklärte am 28. Juni 2024 (im Wahlkampf vor den Wahlen im November 2024) ein striktes Abtreibungsgesetz für rechtens. Damit sind die meisten Abbrüche nach der sechsten Schwangerschaftswoche verboten. Die Entscheidung gilt ein Sieg für die Republikaner.
Zur Situation in Arizona siehe Fußnote.
Während der Präsidentschaftswahl 2024 führten zehn Bundesstaaten parallel Referenden über Abtreibungsgesetze durch. In sieben davon wurden Maßnahmen zum Schutz des Rechts auf Abtreibung angenommen, selbst in Staaten, die mehrheitlich den republikanischen Präsidentschaftskandidaten Trump wählten. In Florida verpasste das Referendum mit 57 % Zustimmung nur knapp das erforderliche Quorum von 60 %.

### Lateinamerika
Artikel 4 der Amerikanischen Menschenrechtskonvention schützt als weltweit einziger völkerrechtlicher Vertrag ausdrücklich das Leben ungeborener Kinder.
In vier Ländern des amerikanischen Kontinentes steht jeglicher Schwangerschaftsabbruch unter Strafe, und zwar in der Dominikanischen Republik, El Salvador (siehe unten), Honduras und Nicaragua. Strafbar machen sich diejenigen, die einen Schwangerschaftsabbruch vornehmen, und Frauen, die einen Schwangerschaftsabbruch vornehmen lassen.

#### Argentinien
Bis 2012 war in Argentinien Abtreibung nur erlaubt, wenn Gefahr für das Leben oder die Gesundheit (körperlich oder psychisch) der Mutter bestand. Seitdem sind Abtreibungen auch nach einer Vergewaltigung rechtlich zulässig. Ansonsten drohten abtreibenden Frauen bis zu vier Jahren Gefängnis.
Im Juni 2018 beschloss die Abgeordnetenkammer mit 129 zu 125 Stimmen nach einer monatelangen öffentlichen Debatte ein Gesetz, das eine Abtreibung in den ersten 14 Wochen der Schwangerschaft erlaubte. Am 9. August 2018 wies der Senat dieses Gesetz mit 38:31 Stimmen (bei 3 Enthaltungen) zurück.
Am 30. Dezember 2020 beschloss der Senat (38:29; 1 Enthaltung), den Schwangerschaftsabbruch bis zur 14. Schwangerschaftswoche zu erlauben, nachdem sich auch die Abgeordnetenkammer klarer als 2018 dafür ausgesprochen hatte (131:117). Argentinien ist damit das erste große Land Lateinamerikas, das diesen Schritt vollzogen hat. Das Gesetz war dieses Mal von Präsident Alberto Ángel Fernández selbst eingebracht worden. Die Befürworter hatten in der Öffentlichkeit in grüner Kleidung für die Legalisierung protestiert, weshalb sie auch als „grüne Flut“ (marea verde) bezeichnet wurden. Der aus Argentinien stammende Papst Franziskus hatte sich noch kurz vor der entscheidenden Abstimmung auf Twitter gegen das Gesetz ausgesprochen. Präsident Fernandez unterzeichnete das Gesetz am 14. Januar 2021. Im Juni 2021 galt aufgrund einer Gerichtsentscheidung in Mar del Plata für einige Tage wieder die vormalige Rechtslage. Am 17. Juni 2021 trat die Legalisierung nach Aufhebung der Gerichtsentscheidung erneut in Kraft.

#### Bolivien
In Bolivien sind Abtreibungen nur erlaubt, um die Gesundheit von Schwangeren zu schützen. Anfang 2014 hatte das Verfassungsgericht einen von Frauenrechtsgruppen eingebrachten Antrag auf Entkriminalisierung von Schwangerschaftsabbrüchen zurückgewiesen.

#### Brasilien
In Brasilien sind Schwangerschaftsabbrüche verboten, bleiben jedoch bei Lebensgefahr für die Mutter, Vergewaltigung sowie Anenzephalie straffrei.

#### Chile
Chile hatte seit der Verschärfung des Abtreibungsrechts Ende der 1980er Jahre in der Endphase der Militärdiktatur eines der restriktivsten Abtreibungsverbote weltweit. Schwangerschaftsabbrüche sind grundsätzlich verboten und sowohl Ärzte als auch Frauen können mit mehrjähriger Haft bestraft werden. Seit August 2017 gibt es von diesem Verbot drei Ausnahmen, nämlich wenn Lebensgefahr für die Mutter besteht, wenn die Schwangerschaft aus einer Vergewaltigung resultiert oder wenn dem Fötus keine Überlebenschance prognostiziert wird.

#### El Salvador
Bis 1998 war Abtreibung in El Salvador in drei Fällen erlaubt: 1.) wenn die Schwangerschaft nicht mit dem Leben der Mutter vereinbar war 2.) wenn die Mutter eine ernsthafte Krankheit hatte 3.) wenn die Schwangerschaft aus einer Vergewaltigung resultierte.

1998 wurden diese Ausnahmen abgeschafft.
Bei Abtreibung drohen bis zu 8 Jahren Gefängnis. Die Strafen gelten sowohl für die Schwangere als auch für Dritte, die zur Abtreibung raten oder sie durchführen.
Dauerte die Schwangerschaft länger als 22 Wochen, gilt die Tötung eines Ungeborenen als Mord, auf den eine Höchststrafe von 50 Jahren steht. Nach Fehl- bzw. Totgeburten kam es zu Verurteilungen von Müttern. Frauen werden auch von Ärzten und Krankenschwestern angezeigt.

2019 lief eine Petition, die die drei bis 1998 zugelassenen Indikationen wiedereinführen wollte, ergänzt um folgenden Grund: wenn die Schwangerschaft Folge von Menschenhandel ist. Die Petition wurde 2021 ohne Gesprächsführung von der Regierung auf Eis gelegt.

#### Guyana
In Guyana gilt seit 1995 eine Fristenregelung.

#### Kolumbien
In Kolumbien ist der Schwangerschaftsabbruch bis zur 24. SSW aufgrund einer Entscheidung des Verfassungsgerichts vom 21. Februar 2022 gestattet. Bereits im Mai 2006 hatte das Verfassungsgericht Ausnahmen vom Verbot zugelassen. Nach dem ersten dadurch möglich gewordenen Schwangerschaftsabbruch an einer Elfjährigen, die nach Vergewaltigung durch ihren Stiefvater schwanger wurde, sprach die katholische Kirche die Exkommunikation aller am Abbruch maßgeblich Beteiligten aus (nicht aber des Vergewaltigers, da Vergewaltigung nicht mit Exkommunikation bedroht ist, Schwangerschaftsabbruch hingegen schon); das Mädchen war aufgrund seines Alters von der Exkommunikation nicht betroffen.

#### Kuba
In Kuba ist seit 1965 ein Schwangerschaftsabbruch in den ersten 12 Wochen auf Antrag der Frau möglich. Nach dem ersten Trimenon braucht es die Zustimmung einer Kommission von Fachleuten.

#### Mexiko
In ganz Mexiko ist seit 2023 der Schwangerschaftsabbruch auf Wunsch in allen Bundeskrankenhäusern straffrei. Außerhalb von Bundeskrankenhäusern, also auch in anderen Krankenhäusern, ist Schwangerschaftsabbruch in den meisten Bundesstaaten außer bei Lebensgefahr für die Mutter, Gefährdung ihrer Gesundheit oder Zeugung durch Vergewaltigung strafbar.
Die erste Fristenregelung wurde im April 2007 in Mexiko-Stadt geschaffen. Eine Verfassungsklage gegen diese Regelung wurde im August 2008 vom Obersten Gericht abgewiesen. Seither versuchten konservative Kreise in mehreren Bundesstaaten, jeglichen Liberalisierungsversuch zu unterbinden, indem sie das Recht auf Leben von der Zeugung an in den Verfassungen festschreiben wollen. Im September 2019 legalisierte der südliche Bundesstaat Oaxaca Abtreibungen bis zur 12. Schwangerschaftswoche ohne Einschränkungen oder Angabe von Gründen. Ähnliche Regelungen wurden auch in den Bundesstaaten Veracruz und Hidalgo eingeführt.
Am 7. September 2021 entschied das Oberste Gericht aufgrund einer Klage gegen das im Bundesstaat Coahuila geltende Gesetz, dass Schwangerschaftsabbruch im Frühstadium straflos sein müsse. Das Urteil gilt als Präzedenzfall für alle Bundesstaaten. Allerdings definierte das Oberste Gericht nicht, was als Frühstadium gilt. Damit blieb die Definition den Bundesstaaten überlassen. Baja California war der erste Bundesstaat, der infolge des Urteils eine Fristenregelung beschloss. Ende August 2023 folgte Aguascalientes als zwölfter der 31 Bundesstaaten, allerdings erst aufgrund einer weiteren Entscheidung des Obersten Gerichts.
Die NGO Grupo de Información en Reproducción Elegida (GIRE) erreichte mit einer Klage, dass das Oberste Gericht am 6. September 2023 urteilte, dass in Bundeskrankenhäusern alle Schwangerschaftsabbrüche für die Schwangere und das Gesundheitspersonal straffrei sein müssen. Das Gesetz von 1931, das bis zu fünf Jahre Freiheitsstrafe für Abtreibungen vorsah, muss geändert werden. Außerhalb von Bundeskrankenhäusern gelten weiter die unterschiedlichen Gesetze der einzelnen Bundesstaaten (siehe oben).

#### Nicaragua
Schwangerschaftsabbrüche sind in Nicaragua ausnahmslos verboten und sowohl Ärzte als auch Frauen können mit mehrjähriger Haft bestraft werden. Im Oktober 2006 wurde auch der seit 1893 legale Schwangerschaftsabbruch aus medizinischer Indikation (aborto terapéutico) verboten, sodass weder Frauen, deren Leben aufgrund von Schwangerschaftskomplikationen gefährdet ist, noch Frauen, die durch Vergewaltigung schwanger sind, einen Schwangerschaftsabbruch vornehmen lassen dürfen. In der Folge ist die Zahl tödlicher Schwangerschaftskomplikationen gestiegen. Studien weisen darauf hin, dass lebensrettende Behandlungen zunehmend auch bei Komplikationen, die von dem Gesetz nicht betroffen sind, z. B. Eileiter- oder Bauchhöhlenschwangerschaften, sowie Behandlungen, die nicht zu einem Schwangerschaftsabbruch führen, verweigert werden.

#### Uruguay
In Uruguay sind seit Herbst 2012 Schwangerschaftsabbrüche innerhalb der ersten 12 Wochen nach einem Beratungsgespräch straffrei.

### Asien
Siehe auch Linkliste der WHO

#### Aserbaidschan
Schwangerschaftsabbrüche in Aserbaidschan sind auf Antrag bis zur 12. Schwangerschaftswoche legal.

#### China
In der Volksrepublik China ist der Schwangerschaftsabbruch erlaubt. Bis 2021 war er nach dem zweiten Kind (bis 2015 schon nach dem ersten Kind) politisch erwünscht.
Es wurde berichtet, dass Angehörige ethnisch nicht chinesischer Gruppen wie den muslimischen Uiguren zur Abtreibung gezwungen worden seien. Die chinesische Regierung bestreitet dies.
Wie auch in vielen anderen asiatischen Ländern besteht eine Präferenz für männliche Nachkommen, was in der Vergangenheit zu vermehrten Abtreibungen bei weiblichen Ungeborenen führte. Diesem Problem wurde durch ein Gesetz zu begegnen versucht, das seit 2002 die Geschlechtsbestimmung durch Ultraschall oder andere Untersuchungen verbietet.

#### Iran
Seit 2005 ist in den ersten vier Schwangerschaftsmonaten außer der medizinischen auch die embryopathische Indikation anerkannt. Von 1977 bis zur Islamischen Revolution galt eine Fristenregelung in den ersten zwölf Wochen.

#### Israel
In Israel gilt eine Fristenregelung bis zur 24. SSW. Für verheiratete Schwangere zwischen 18 und 40 Jahren ist ein Abbruch nur zulässig, wenn das Kind im Ehebruch gezeugt wurde oder eine medizinische oder kriminologische Indikation vorliegt. Unter 18 Jahren benötigt man keine Zustimmung der Eltern. Ein Abbruch ist auch zulässig, wenn die Schwangerschaft die Folge eines rechtswidrigen Geschlechtsverkehrs, beispielsweise einer Vergewaltigung oder eines Inzests (im Sinne des Strafrechts) ist. Gleiches gilt, wenn die Schwangerschaft das Leben der Mutter gefährden oder ihr körperliche oder psychische Schäden zufügen könnte, sowie bei nicht verheirateten Frauen die außerhalb der Ehe schwanger wurden. Eine Abtreibung ist auch zulässig, wenn der Fötus einen körperlichen oder geistigen Defekt haben könnte. Jede Schwangere muss vor einen Ausschuss, um die Abtreibung genehmigen zu lassen. Die Zahl der Abtreibungen im Jahr 2021 gibt das Gesundheitsministerium mit 17.548 an, die Einwohnerzahl liegt bei 9,4 Millionen. Zum Vergleich: In Deutschland wurden 2021 94.596 Abtreibungen registriert – bei einer Einwohnerzahl von 83,2 Millionen. In Israel ist der Vergleichswert damit höher als in Deutschland.

#### Japan
In Japan ist der Abbruch bis zur 22. SW möglich, wenn die Frau ansonsten armutsgefährdet ist. Es muss ein schriftliches Einverständnis ihres Ehemannes vorliegen, ansonsten drohen dem Arzt bis zu 7 Jahre Freiheitsstrafe. Ausnahmen werden nur gemacht, wenn der Ehemann verstorben ist, nicht von der Schwangerschaft weiß, die Ehe wegen häuslicher Gewalt gelöst ist oder die Schwangerschaft durch Vergewaltigung durch den Ehemann zustande kam. Viele Ärzte verlangen auch von unverheirateten Schwangeren, dass sie eine Zustimmung ihres Partners vorlegen; ob dies gesetzlich geboten ist, ist umstritten, da sich das Gesetz nicht ausdrücklich zu unverheirateten Schwangeren äußert. Siehe auch Mizuko kuyō.

#### Pakistan
In Pakistan sind Abtreibungen nur bei medizinischer Indikation erlaubt. Familienplanung wird dort als Sünde angesehen.

#### Palästina
In Palästina ist Schwangerschaftsabbruch nur bei Gefahr für das Leben der Mutter erlaubt.

#### Russland (1922 bis 1991 UdSSR)
Siehe oben Weiteres Europa

#### Südkorea
Das Verfassungsgericht Südkoreas erklärte am 11. April 2019 das weitgehende Verbot des Schwangerschaftsabbruchs im Strafgesetzbuch von 1953 mit Zweidrittelmehrheit für verfassungswidrig. Da die von der Regierung vorgeschlagene Fristenregelung bis zur 14. SSW nicht bis zum 31. Dezember 2020 als Gesetz beschlossen wurde, ist seit 1. Januar 2021 das Abtreibungsverbot komplett aufgehoben.

#### Türkei
siehe oben Weiteres Europa

### Afrika
Die meisten afrikanischen Staaten haben von den Kolonialmächten restriktive Regelungen geerbt, die einen Schwangerschaftsabbruch gar nicht oder nur aus medizinischen Gründen erlauben.
Das Maputo-Protokoll von 2003 sieht in Artikel 14 Nr. 2c ein Recht auf Schwangerschaftsabbruch bei medizinischer und kriminologischer Indikation vor.
Eine Fristenregelung gilt in Tunesien (seit 1973, siehe unten), Kap Verde (seit 1986), Südafrika (seit 1996), São Tomé und Príncipe (seit 2012), Mosambik (seit 2014) und Guinea-Bissau (seit 2019).

#### Äthiopien
Im Mai 2005 wurden in Äthiopien vier Gründe für einen legalen Abbruch zugelassen, um die Sterblichkeitsrate von Frauen in der Schwangerschaft – auch durch illegal vorgenommene Abbrüche – zu senken:
Vergewaltigung und Inzest sein, tödliche Krankheiten des Ungeborenen und Gefahr für die physische und psychische Gesundheit der Schwangeren.

#### Tunesien
Seit 1973 ist Abtreibung in Tunesien in den ersten drei Monaten ohne weitere Bedingungen erlaubt, nach dem dritten Schwangerschaftsmonat nur dann, wenn das seelische oder körperliche Gleichgewicht der Schwangeren gefährdet oder ein schwerer Schaden des Ungeborenen zu befürchten ist.

## Überlebende von Schwangerschaftsabbrüchen
Weltweit sind einige Fälle bekannt geworden, bei denen der Fötus seinen Abtreibungsversuch überlebte. Dazu gehören der als Oldenburger Baby bekannt gewordene 1997 geborene Junge Tim und nach eigenen Angaben die 1977 geborene US-amerikanische Lebensrechts-Aktivistin Gianna Jessen.

## Rezeption
Unter den zahlreichen literarischen Werken zum Thema fand der auch verfilmte Roman Stud. chem. Helene Willfüer von Vicki Baum (1926) besondere Beachtung.

### Leitlinien
- S2k-Leitlinie Schwangerschaftsabbruch im 1. Trimenon der Deutsche Gesellschaft für Gynäkologie und Geburtshilfe. In: AWMF online (Stand 2022)

### Monographien
- Luc Boltanski: Soziologie der Abtreibung, zur Lage des fötalen Lebens. Suhrkamp, Frankfurt am Main 2007, ISBN 978-3-518-58475-0 (deutsche Übersetzung).
- Sabine Demel: Abtreibung zwischen Straffreiheit und Exkommunikation. Weltliches und kirchliches Strafrecht auf dem Prüfstand. Kohlhammer, Stuttgart/Berlin/Köln 1995, ISBN 3-17-013909-6.
- Sarah Diehl (Hrsg.): Deproduktion. Schwangerschaftsabbruch im internationalen Kontext. Alibri Verlag, Aschaffenburg 2006, ISBN 3-86569-016-5.
- F. J. Dölger: Das Lebensrecht des ungeborenen Kindes und die Fruchtabtreibung in der Bewertung der heidnischen und christlichen Antike. In: Antike und Christentum. Kultur- und religionsgeschichtliche Studien. Band 4. Münster i.W. 1934 (ausführliche Gegenüberstellung antiker Quellen zur Abtreibung).
- Ronald Dworkin: Die Grenzen des Lebens – Abtreibung, Euthanasie und persönliche Freiheit. Rowohlt, Reinbek 1994, ISBN 3-498-01297-5.
- Marianne Enigl: Der weibliche Körper als Schlachtfeld – Neue Beiträge zur Abtreibungsdiskussion. Hrsg.: Sabine Perthold. Promedia, Wien 1993, ISBN 3-900478-62-7.
- Myra M. Ferree, William Gamson, Jürgen Gerhards: Shaping Abortion Discourse: Democracy and The Public Sphere in Germany and the United States. Cambridge University Press, New York 2002, ISBN 0-521-79384-X.
- Jürgen Gerhards, Friedhelm Neidhart, Dieter Rucht: Zwischen Diskurs und Palaver: Strukturen öffentlicher Meinungsbildung am Beispiel der deutschen Diskussion zur Abtreibung. Westdeutscher Verlag, Opladen 1998, ISBN 3-531-13203-2.
- Norbert Hoerster: Abtreibung im säkularen Staat. Suhrkamp, Frankfurt am Main 1995, ISBN 3-518-28529-7.
- Robert Jütte (Hrsg.): Geschichte der Abtreibung. Von der Antike bis zur Gegenwart. Beck, München 1993, ISBN 3-406-37408-5.
- Marina Knopf, Elfie Mayer, Elsbeth Meyer: Traurig und befreit zugleich – Psychische Folgen des Schwangerschaftsabbruchs. Familienplanungszentrum Hamburg, rororo Sachbuch, Hamburg 1995, ISBN 3-499-19953-X (abtreibung.at [PDF]).
- Kommission für Bevölkerung und Entwicklung (Commission on Population and Development (CPD)) der Vereinten Nationen: Abortion Policies. A Global Review.
- Bernadette Kurmann: Schwangerschaftsabbruch – In Verantwortung entscheiden. Frauen berichten aus ihrer Erfahrung. SVSS, Zollikofen 1998, ISBN 3-9521550-0-4.
- Maja Langsdorff: Kleiner Eingriff – großes Trauma? Schwangerschaftskonflikte, Abtreibung und die seelischen Folgen. Holtzmeyer, Braunschweig 1991, ISBN 3-89811-542-9.
- Patrick Lee, Robert P. George: The Wrong of Abortion (Draft (Memento vom 28. März 2009 im Internet Archive)), In: A. Cohen, C. Wellman (Hrsg.): Contemporary Debates in Applied Ethics. Blackwell, Oxford 2005, S. 13–26. blackwellpublishing.com (PDF; 71 kB)
- Patricia Lunneborg: Jetzt kein Kind. Warum Abtreibung eine positive Entscheidung sein kann. Verlag Beltz, 2002, ISBN 3-407-22845-7.
- Dietmar Mieth: Schwangerschaftsabbruch. In: Johannes B. Bauer (Hrsg.): Die heißen Eisen in der Kirche. Styria-Verlag, Graz 1997, ISBN 3-222-12489-2, S. 249–261.
- Dietmar Mieth, Irene Mieth: Schwangerschaftsabbruch. Die Herausforderung und die Alternativen. Herder, Freiburg im Breisgau 1991, ISBN 3-451-04016-6.
- Günter Rohrmoser: Zur Abtreibungsdebatte. Die Grenzen der Demokratie im Recht. Gesellschaft für Kulturwissenschaft, Bietigheim/Baden 1994, ISBN 3-930218-10-0.
- Hans Saner: Geburt und Phantasie. Lenos Verlag, Basel 1995, ISBN 3-85787-631-X.
- Debra Satz: Feminist Perspectives on Reproduction and the Family. In: Edward N. Zalta (Hrsg.): Stanford Encyclopedia of Philosophy.
- John-Stewart Gordon: Abortion. In: James Fieser, Bradley Dowden (Hrsg.): Internet Encyclopedia of Philosophy.
- Alexander Teichmann: Abtreibung. In: Werner E. Gerabek, Bernhard D. Haage, Gundolf Keil, Wolfgang Wegner (Hrsg.): Enzyklopädie Medizingeschichte. Walter de Gruyter, Berlin und New York 2005, ISBN 3-11-015714-4, S. 3–5.

### Zeitschriften
- WHO Europa (Hrsg.): Entre Nous, the european Magazine for sexual and reproductive Health: Abortion in Europe. Nr. 59, 2005, ISSN 1014-8485 (englisch, who.int [PDF; 1000 kB; abgerufen am 11. März 2013]).

### Nationales
Deutschland:
- Alice Schwarzer: Frauen gegen den § 218. Suhrkamp Verlag, Frankfurt 1971.
- Katja Krolzik-Matthei: § 218. Feministische Perspektiven auf die Abtreibungsdebatte in Deutschland. Münster 2015.
- Manfred Spieker: Kirche und Abtreibung in Deutschland. Ursachen und Verlauf eines Konfliktes. Ferdinand Schöningh, Paderborn/München/Wien/Zürich 2000.
- Richtlinien des Gemeinsamen Bundesausschusses der Ärzte und Krankenkassen zur Empfängnisregelung und zum Schwangerschaftsabbruch (PDF; 123 kB)
- familienplanung.de – Schwangerschaftsabbruch: Das Informationsportal der Bundeszentrale für gesundheitliche Aufklärung (BZgA)
- Schwangerschaftsberatung § 218, PDF-Broschüre des Bundesministeriums für Familie, Senioren, Frauen und Jugend
- Zeitschrift für Lebensrecht. Juristen-Vereinigung Lebensrecht, Köln, 1. Jg. 1992.

Österreich:
- Susanne Krejsa MacManus, Christian Fiala: 1945-1975: Der blutige Kampf um die Fristenlösung … und was seither geschah Verlagshaus der Ärzte, Wien 2025, ISBN 978-3-99052-331-5
- Susanne Krejsa MacManus: Die Medizin und der verbotene Schwangerschaftsabbruch: Aufgaben – Standpunkte – Entwicklungen, Beitrag zu: ‚Medizin in Wien nach 1945 – Strukturen, Aushandlungsprozesse, Reflexionen. Vienna University Press, Mai 2022, S. 325-345, ISBN 978-3-7370-1393-2.
- Maria Mesner: Der Kampf um die Abtreibung: Eine lange Geschichte mit offenem Ausgang. In: Maria Mesner/Heidi Niederkofler (Hrsg.): Johanna Dohnal. Ein politisches Lesebuch, Mandelbaum Verlag, Wien 2013, S. 59–73, ISBN 978385476-407-6.
- Maria Mesner: Vom §144 zum §97. Eine Reform mit Hindernissen. In: Dr.-Karl-Renner-Institut (Hrsg.): Beharrlichkeit, Anpassung, Widerstand. Die Sozialdemokratische Frauenorganisation und ausgewählte Bereiche sozialdemokratischer Frauenpolitik. 1945–1990. Forschungsbericht, Wien 1993, S. 377–513.

Schweiz:
- Anne-Marie Rey: Die Erzengelmacherin – Das 30-jährige Ringen um die Fristenregelung. Xanthippe Verlag, Zürich 2007, ISBN 978-3-905795-02-8 (in der Schweiz).